# 平凡職業造就世界最強
《平凡職業造就世界最強》是日本小說家白米良創作的輕小說，最初以筆名，於小說投稿網站成為小說家吧發表連載。2017年累積點閱率超過2億5000萬，在成為小說家吧網站上的綜合排名第2名。2016年2月開始漫畫化。2019年BookLive讀者票選異世界漫畫第6名。

## 簡介
因為在異世界的神進行勇者召喚，老是被同學霸凌的南雲始，與同班同學被神召喚到海利希王國。可是在異世界，始的天職卻是最無用的鍊成師。在第一次迷宮冒險時，因為陷阱而遇上迷宮第65層的Boss。始為了救同學而負責斷後，可是在魔力耗盡要撤退時，被某位同學放火球偷襲，因而與第65層的Boss一起掉入迷宮的深處。在迷宮深處與吸血姬月相遇，之後為了回到故鄉地球兩人攜手決意而踏上旅途。

## 登場人物

### 主要人物
南雲始（聲：深町壽成）
年齢：17歳 / 性別：男 / 天職：錬成師
本作男主角。父親愁是遊戲設計師，母親堇是少女漫畫家。同學眼中的宅男，在遇到無法理解的狀態時會有用關西腔吐槽的怪癖。
原本是温厚老实的发烧友系少年。在穿越後無魔法適應性，被同學稱為無能，原本想透過知識提升自己的能力，卻發現效率極差，而被變本加厲的欺負。跟與白崎香織定下保護的約定，香織離開始的房間時卻被檜山大介撞個正著，被檜山嚴重嫉妒萌發了排除始的想法。後做為鍛鍊前往迷宮，使用煉成救了優花並使拖住貝西摩斯，卻被檜山以魔法狙擊落入深淵。在深淵中左臂被爪熊吞食，藉由神水保住一命，經過一個多禮拜的獨處，放棄了懦弱和憤怒等負面情感，為自己立下「敵人殺無赦」的生存規則，為活下去變得冷酷無情，製作出現代熱兵器獵取魔物的肉，吃下之後數值和肉體能力得到飛躍性提升。之後解放了被囚禁三百年的月，並將其視為防止墮落的最後一根稻草，對其萌發出了特殊情感。於奧爾庫斯大迷宮的最後一戰中失去右眼，攻略大迷宮成功後取得能夠製作神器的神代魔法，做出了義手和義眼。之後的一段時間，一直都和月在奧斯卡的據點生活，並在此遭月逆推而從男孩強行變為男人。最後一切準備完畢後，和月啟程前往地上。在出發前兩人確認了彼此的決心，決定將一切阻礙排除回到日本。
小說第二卷，在萊森大峽谷邂逅被追殺的希雅，一開始對待希雅非常冷漠，因希雅鍥而不捨的態度漸漸被其感化，視希雅為同伴。在萊森大迷宮最後一戰中，使用打樁機貫穿了哥雷姆的核心，受到認可卻因沒有重力魔法適性而使用頻率不高，通常用於圓環和十字浮游炮等飛行神器的應用上。
小說第三卷，受到伊爾瓦委託前往烏爾鎮，與愛子及護衛隊相認，此時對於同班同學形同陌路。營救任務過程中收服了緹奧，同時藉由無人機得知數萬魔物大軍的來襲。原本打算讓烏爾鎮自生自滅，後來受到愛子教誨，為了月和希雅的幸福放棄了「寂寞的生存方式」，漸漸找回過去的自己，此後真心認愛子為恩師。擊潰魔物大軍後，因魔人的暗算差點被波及，受到希雅未來視拯救，為了讓愛子不產生學生因為自己而死的想法，而處決了完全墮落的清水。
小說第四卷，在弗連和希雅約會時，兩人發現了在下水道中奄奄一息的繆並救助她，之後經過一連串風波後決定親自送繆回故鄉。對於繆稱自己為爸爸感到無奈，不過之後兩人的相處確實很像父女。之後來到映伊爾瓦的委託，來到霍亞爾得和同學遠藤浩介意外重逢，從他那得知同學們陷入危機。經過一番考慮後，決定把繆交給緹奧照顧，自己帶著月和希雅去奧爾庫斯大迷宮拯救同學們。成功拯救他們後因為不想和光輝爭論，所以說明自己的來意，並和他們劃清界線說要分道揚鑣。最後雖然拒絕香織的告白，但因為月的同意和香織的堅持，所以只好帶著香織一起走，出發前還被雫威脅了一番。
小說第五卷，為了攻略大迷宮和順便解決安卡吉公國的危機，帶著月、希雅、緹奧四人一起攻略古盧恩大火山。在要成功攻略之際，突然被埋伏已久的魔人弗利德偷襲受重傷，但在重傷情況下，仍然和其他同伴將弗利德逼入絕境。最後弗利德使火山即將爆發藉此脫逃，故將採集的靜因石交給緹奧，要她先回公國。後和月以及希雅成功取得神代魔法，並以潛水艇隨著岩漿進入地底驚險逃脫。之後從地底輾轉來到了海上，三人在海上漂流了數日後來到了愛尼森，並順利和緹奧、香織、繆會合。眾人讓繆和母親團聚後，前往攻略梅爾基涅的海底遺跡，最後全員順利過關，得到了新神代魔法。因為不捨和繆告別，所以在愛尼森停留了數日，下定決心後和繆承諾一切結束後回來接她，帶她和母親一起去日本，最後暫時和繆分別。
小說第六卷，因為從莉莉安娜口中得知愛子被綁架的事，和王都的眾人分頭行動，自己前往神山救援愛子，但這時卻遇上了神之使徒諾因，只得應戰。因為教會對諾因的協助，所以陷入苦戰，所幸趕來支援的緹奧和愛子的協助，順利擊殺諾因，之後三人得到神山的認同獲得了神代魔法。回到王都時，看到了已經死亡的香織，幸好緹奧利用魂魄魔法保住了一命。面對弗利德的威脅毫不在意，並且利用新的神器殲滅了他的大軍，逼得弗利德撤退。之後花了五天的時間，讓香織利用諾因的身體復活，並且在之後的一天經歷了許多事後，眾人動身前往哈爾崔那大樹海。
小說第七卷，使用了自己開發的新型飛空艇佛爾尼爾載著眾人直接前往哈爾崔那大樹海，但在路途上發現了襲擊帝國兵的郝里亞族，詢問他們後得知費雅貝魯根的現況。送了搭乘便車的莉莉安娜到帝國後，幫助郝里亞族將他們救出的奴隸送回費雅貝魯根。之後為了找出卡姆等人的下落，眾人也前往帝國調查。營救卡姆成功後，聽了他們對抗帝國的計畫和決心後決定給予幫助，最後見證了他們獲得了勝利。
小說第八卷，帶著被解放的奴隸回到費雅貝魯根後，受到大家英雄式的歡迎，眾人被費雅貝魯根居民們熱情招待。之後眾人前往大迷宮的入口大樹，並順利的進入大迷宮內。進入大迷宮後，很快就識破了身旁的月是假貨，並認出了被大迷宮變成哥布林的月。經過一番波折後，眾人陷入了幻象試煉中，在幻象中和月享受著日常的學生生活，但很快恢復了自我，破除了幻象。眾人破除幻象後繼續前進，結果陷入了被蟑螂大軍淹沒的困境，但最後仍然突破危機，順利攻略了大迷宮。從琉緹莉絲留下的訊息得知了概念魔法的情報，除了得到此迷宮的神代魔法外，還得到了解放者利用概念魔法製成的神器導越的羅盤。得到了回到地球的重要線索後，心境開始轉變，讓人想起了以前的他。
小說第九卷，帶著大家攻略最後一個大迷宮冰雪洞窟，眾人一開始順利攻略，但之後被各自分散進行。此迷宮真正的試煉戰勝自己，見到自己的分身後，被分身道破自己內心的許多想法，像是害怕自己回故鄉後卻無法被父母接受、對月的感情只是依賴、無法無視愛子所說的話等。但負面情緒並沒有增長，反而是在分身沒減弱力量的情況下，短時間讓自己變強成功打敗分身，讓分身感到傻眼。戰勝分身後繼續尋找其他人，結果即時救下了情緒崩潰將被分身殺死的雫，幫助她振作後見證了她的勝利。雖然對雫進行治療，但她的身體依然虛弱，無奈下只好親自揹著她走(被她強烈要求)。在行走過程中聽到了她的告白後，發現她已經安心的睡在自己背上，就這樣揹著她繼續走著找其他人會合。
小說第十卷，揹著雫找其他人時，找到了和自己分身陷入苦戰的光輝，結果因為揹著雫和說話的態度使光輝誤會，光輝聽從分身的誘惑，跟分身合為一體，爆走後向自己發動攻擊。之後將雫安置在一旁後和光輝戰鬥，發揮出壓倒性的實力把光輝徹底打倒，但因為顧慮到身旁的雫才沒有痛下殺手。之後順利和其他人會合，眾人來到了大迷宮深處順利獲得了最後一個神代魔法(除了光輝)，但因為和月被刻入的知識更多(兩人都得到七種神代魔法)，兩人因而昏倒。醒來後和月開始解析七種神代魔法的本質，從而瞭解概念魔法，之後和月兩人合力使用概念魔法，以極限的意志(想歸鄉的意志)製造出了神器水晶之鑰。和眾人討論好接下來的方針後，大家正式離開冰雪洞窟，而在出口等待他們的是弗利德和惠里，以及埃斯特率領的神之使徒們。
小說第十一卷，被弗利德邀請去魔王城，因為有人質所以大家只好接受。在魔王城雖然破解了魔王的陰謀，但還是中了圈套，使月被埃希德附身。埃希德使出壓倒性般的力量打倒眾人，所有神器(包括水晶之鑰)都被埃希德破壞。之後，埃希德因為還無法掌控月的身體，所以先行撤退回神域，同時預告三天後，將徹底消滅這世界的一切，並到地球進行新的遊戲。因為月被奪走無力阻止，所以爆走以極限的意志(沒有月的世界一切都毫無價值)，創造出了賦予概念魔法(存在否定)的恐怖鎖鏈，利用鎖鏈在魔王城大殺四方，甚至將無辜的魔人平民殺死。在要殺死一對魔人父子時被繆阻止，又被香織揍了一拳和訓斥後徹底清醒。之後和眾人制定接下來三天後要進行的方針後，和香織、繆、蕾蜜雅一起到奧爾庫斯大迷宮深處的據點，三天的時間都在製造各種為決戰用的神器，並受到其他三人的協助和照料。三天後接見了聯軍的重要人物，以及其他熟人後，靜靜的等待開戰時刻。開戰時馬上利用隕石群，將使徒和魔物降下的地方神山徹底剷平，和其他要突入神域的夥伴前往神域的入口，並利用太陽雷射兵器殲滅前來阻止的使徒。最後在聯軍的協助下，和同伴們順利突破進神域。
小說第十三卷的結局中，與月聯手消滅了埃希德。決戰後，花費一個月的時間善後和做好回到地球的準備，在此期間也向月等人正式求婚。最後利用水晶之鑰成功與所有人一起回到日本，並和父母重逢。
小說第十四卷，回到故乡之后先是向家人介紹其托達斯找來的後宮成員，然後利用神器的力量壓制了歸來者風波，以至操控公務員解决月等人的户籍问题，也讓同學們得以繼續上學。为了卖掉有实际回复效果的神器饰品，还成立了公司。一下子多了不少家人的他，为了扛起一家的生计，每天努力地奋斗着。同時亦在探索將電力轉換為魔力的方法。一切都是为了和平（？）的日常生活。
一边为了获得能回到日本的手段，而踏上攻略大迷宫的旅途，喜歡月，同時也逐漸愛上周圍與他一同冒險的優秀的女性們。很多看上始身邊的女孩子的人，紛紛找始決鬥，但再說之前都會被始先發制人，之後世人流傳始為"決鬥粉碎機"，跟月兩人被人稱為"粉碎機情侶檔"。喜愛撫摸希雅的兔耳，同時也極度溺愛當女兒看待的繆。
對於在載具上面加裝武器有著莫名的執著，也喜歡在神器上面附加一些無用的中二功能，自稱是「男人的浪漫」，除此之外也是名女僕控。因冷酷的作風和強大的力量，被同班同學稱為魔王。
在托达斯的史书记载中被称为『弑神魔王』。因为他不只将好几个女性据为己有，并且在魔王城展现了有如恶魔一般的模样，同班同学们开始这么称呼他。而郝里亚族人很喜欢这个称号，刻意在世间渲染。加上在北大陆，人们一般认为与神敌对的就是魔王，因此这个名號普及得特别迅速。
後日談中，在回到日本後利用洗腦神器讓自己能和全部8名妻子合法結婚。對於自己製造的哥雷姆被各種奇怪的東西附身，以及繆在日本奇妙的交友圈感到困惑。其瘋狂鍊成師的傾向在回到日本之後持續惡化，背著妻子們製造了各種「浪漫」的神器。目前已成功創造出永动机，取得無限魔力，並在寶物庫中創造新的異世界「箱庭」。從奧菈羅黛得知世界樹的現況後，發起了“世界樹枝葉再生計劃”。後日談最終章時，從高中畢業後與入學的妻子們一同升上大學，修讀學系為工學系。(中文文庫版小說尚未連載至此劇情)
小說第四卷番外篇中有提到，他還在日本時，曾為了對付一群對老婆婆敲詐的小混混，而以話語和下跪煽動周遭民眾給予對方壓力，藉此將對方逼跑，從這點來看他還在日本時，性格就已經有些腹黑的傾向了。只是跟墜入深淵前相比，較為不明顯罷了。
主要武器為分別名為「多納爾」和「休拉克」的兩把左輪手槍(皆以柯爾特蟒蛇為原型)，其中一把在自己因遭到背叛而墜入奧爾庫斯大迷宮深淵期間製造的，另一把則是於反叛者基地「霍爾亞得」製造，另外也同時也製造了反器材步槍「修拉簡」、「十字浮游炮」(以鋼彈中的感應砲為原型)、電磁加速式機關炮「梅傑萊」(以加特林機槍為原型)、魔力壓縮加農炮「紅蓮」等
月（聲：桑原由氣）
年齢：323歳 / 性別：女 / 天職：神子
本作的女主角。已滅亡300年的吸血鬼族的倖存者，當時是吸血鬼王國「阿法達爾」王國的女王，有著金髮紅眼外表像是12歲的少女。酷娇+妖艳+吸血姬+萝莉属性+御姐屬性。
300多年前就任女王時，名字為｢愛蕾緹雅·賈魯迪亞·衛斯佩利提歐·阿法達爾｣，解封印的現在已捨棄此名。
原本被封印在奧爾庫斯大迷宮的深淵第50層，被始發現然後被拯救，被始救出後決定捨棄原本的名字，並希望他可以替自己取一個新名字，於是始取了月這個名字(因為其一頭金髮發出的光芒，讓始想起了故鄉的月亮)。平常性格冷靜、話不多，但是也有散發出成熟女性的氛圍，有著對始積極展開誘惑的令人意外的另一面(主要原因是因為喜歡小孩，而想要跟自己心愛的始造人)。魔法的技术是世界第一，对南雲始的工口程度也是世界第一。姑且，酷娇也可以被分类为是娇的一种，極度迷戀南雲始。非常喜歡始的血液味道，所以常常逆推撲倒他，也因此做出了「很好吃」的結論；及後始也利用這點，讓月順帶的吸取“作弊夥伴”。
12歲時因為返祖現象，覺醒了魔力操作和自動再生等固有魔法，從此身體便停止成長，一直保持12歲的樣子。之後幾年中成為了吸血鬼族中實力最強大的存在，並在17歲時登基成為吸血鬼族的女王，但之後被叔父以及家臣們背叛，對其發動政變奪權。因為有自動再生無法被殺死，所以被叔父封印囚禁在奧爾庫斯大迷宮深淵第50層，就這樣被囚禁了300年。300年後被始救出，兩人一起合作攻略迷宮，過程中兩人互相了解對方的過去，被彼此吸引最後相愛。攻略大迷宮後，和始在奧斯卡的據點生活了一段時間。在宅邸的溫泉池邊，曾問始自己的身材是不是其喜歡的類型，因得到始的正面回應，而感到開心雀躍，隨後逆推了始。之後和始前往地上，確立要一起回到始的故鄉日本的目標，和他一起踏上旅途。
小說第二卷，在萊森大峽谷邂逅被追殺的希雅。一開始對她非常排斥，之後花了十天的期間訓練她，因為和她的約定只好無奈拜託始帶她一旅行。之後三人一起攻略萊森大迷宮，因為見到了希雅的努力而對她改觀，開始將她視為妹妹一般倍加疼愛，結下的羈絆甚至能跟希雅分享「特別」的寶座。在布魯克鎮時，因為總是毫不留情地粉碎，接近自己和希雅的冒險者的胯下，所以獲得了"胯下粉碎機"的稱號，跟始兩人被人稱為"粉碎機情侶檔"。
小說第三卷，始對會說話的黑色巨龍感到疑問時，向他解釋這隻龍可能是龍人族。在始決定要殺掉巨龍時阻止了他，並告誡這樣會打破自己的原則，之後得到始的感謝兩人陷入了兩人世界。巨龍現出真身後，表明自己是龍人族缇奧·庫拉魯斯並感謝月替自己求情。對於龍人族的高風亮節情操本來很尊敬和憧憬，但看到緹奧的真實性格為抖M變態本性後大失所望。之後和始一起參與烏爾鎮攻防戰。和始離開烏爾鎮後，向大家解釋始射殺清水的理由，由此可知兩人的羈絆。
小說第四卷，和緹奧在街上逛街時，從始和希雅那得知了繆的事情，和緹奧一起殲滅綁架繆的黑社會組織。之後因為繆的關係也想要孩子，於是向始要求，其執念令始感到恐懼。和始來到霍亞爾得後，也和始一起去救援始的同學們。最後接受了香織跟隨旅行的請求，並向她表明不會讓出始的特別寶座，兩人之間對於始的感情戰爭正式開始。
小說第六卷，和希雅一起對付入侵王都的魔人大軍，面對弗利德的投靠邀約表示拒絕，並和他進行激戰。魔人撤退後和始一起來到神山通過考驗習得魂魄魔法，並和緹奧一起花了五天的時間復活香織。
小說第八卷，攻略哈爾崔那大樹海時，一度被變成了哥布林但還是被始認出來，明明無法正常說話，但兩人還是能正常溝通。在後日談《托達斯旅行記》證實由於大迷宮的輔助機制，在與始等人會合前獲一群哥布林騎士所保護。然後在陷入幻象試煉時恢復原來的模樣，及後從《托達斯旅行記》得知月陷入的幻象為與始有很多孩子。在最後試煉時情感被反轉，和始兩人變成互看不順眼的狀態，但兩人依然能攜手合作擊敗蟑螂大軍。(《托達斯旅行記》部份在中文文庫版小說尚未連載至此劇情)
小說第十卷，在冰雪洞窟對上自己的分身時，被它指出了當初自己被叔父封印的事情疑點，並被它指責自己害怕面對真相。雖然一度陷入苦戰，但最後還是順利打敗分身。之後和希雅會合，但因為之前分身所說的話而不安，覺得自己未來可能會出事，並把始託付給希雅。結果希雅非常生氣，兩人開始爭執大打出手，最後因為被希雅斥責，所以重新振作並向她道歉。之後順利和始會合，並和他一起獲得最後一個神代魔法。兩人重新理解七種神代魔法的本質後，開始嘗試使用概念魔法，和始合力完成了神器水晶之鑰。
小說第十一卷，來到魔王城後，對於魔王的真面目感到動搖，不過在始的介入下揭穿了其陰謀。之後中了圈套被埃希德附身奪取身體，但意志仍未消失並抑制了埃希德，使埃希德不得不撤退回到神域，決定花三天時間掌握自己的身體。
結局中雖然身體被占據，卻潛伏著等待時機，最後和始聯手消滅了埃希德。決戰後，終於看到了叔父留給自己的訊息而痛哭流涕，並被始求婚。决战之后得到了能任意改变外表年龄的能力，妖艳魅力也因此暴增，成了会走动的色情，到处破坏他人的情绪与理智，因此从某个角度来说也算是个活灾祸，有资格被称为魔王的正宫，谁也没有意见。
小說第十四卷，移居到地球的日本的第一天與希雅等人先在始的母校等候著，其後才跟希雅等人陸續傳送到南雲家。在日本得到的戶籍名為「月•阿法達爾」，並且與希雅等人設定同為日本出生、也有所謂的出生記錄與戶籍，但是從小就被關在某個邪教組織的封閉設施並且一起長大，其後與被擄至此的始與同班同學一起被救了回來。然而她們原本在日本生長的設施已經沒了，無依無靠的她們最後只好在最信賴的始的家。之後特別在意智慧型手機的GPS功能，其後轉入始的班級、开始跟始一起上学就讀。每天在学校都收到情信（其中約三成為女生所發，其餘被月揉起來），亦惹出不少麻烦，但是她自己却一点都不介意，每天都很幸福。始总是运用认知阻碍等手法努力地维持月的日常生活。
後日談中成為始的正妻。似乎逐漸變成了尼特族，以致被戲稱為正妻（笑），對此感到很在意；為了讓希亞她們重新尊敬自己，以致及後的戰鬥時，變得更毫不留情。(中文文庫版小說尚未連載至此劇情)
有寫日記的習慣，日記的風格為插圖加文字格式。很喜歡小孩子，一直都很想跟始造人，想要懷上始的孩子的程度，在日記中可以寫滿整整五頁之多。
在奧斯卡的據點中練就了高超的縫紉技巧，但料理程度是毀滅性的。
希雅·郝里亞（聲：高橋未奈美）
年齢：16歳 / 性別：女 / 天職：占術師
始在莱森大峡谷中救的兔耳亞人族。本作的女主角之一。兔人族的郝里亞族族長的獨生女，擁有巨乳和姣好的身材，且是個精神满满、容易得意忘形的人，但隨著故事發展变踏实很多。
尽管是本应没有魔力的亚人，但她却拥有魔力且能够直接操控。没有魔法适应性，但身体强化方面却是开挂般的存在。残念美人+兔耳+的说+天真烂漫属性，喜歡始，就算被始罵了也可以發揮超正向思考，將其變得像是宣告是始的所有物一樣，非常珍惜始贈與的頸環。很擅長料理。
因為天生就擁有亞人族不該具備的魔力，所以被亞人們視為禁忌之子，本來一出身就會遭到處決，但其族人為了保護她，隱瞞了她擁有魔力的事實，甚至為了保住秘密還幾乎和其他亞人族斷絕來往，就這樣秘密養育她16年。最後還是東窗事發，為了不讓她被處決，整個郝里亞族決定離開費雅貝魯根，遷往北方山脈。但在遷移過程中被帝國軍發現，許多族人被帝國軍獵殺或是被俘虜，雖然自己和剩下的族人逃到萊森大峽谷，但也還是面臨了會被當地魔物獵殺的困境，直到與自己的命運之人始和月相遇，從此改變自己和族人往後的命運。
性格樂觀開朗，就算經歷了如此殘酷的命運，也依然能繼續前進。一開始對始和月是死纏爛打的糾纏，就算對自己完全不感興趣的兩人用盡辦法甩掉她，還是會糾纏上來，使得兩人感到無奈，從此稱她為抱歉兔子。因為始拯救了自己和族人，開始對始有好感，但是目睹了族人們在始十天的魔鬼特訓後的蛻變，以及始一直以來對待自己的方式，也曾大嘆自己為何會喜歡上這種人。一族重新安定後自己和族人們道別，跟隨了始和月踏上了旅程。從始得到的神器為戰錘「德盧肯」。一開始和月對她的態度冷漠嚴厲，對隨著時間相處逐漸改善，之後在一起攻略萊森大迷宮後，和兩人結下了強大的羈絆，被始視為重要之人，也被月視為了妹妹般的存在。
小說第三卷，因為未來視而及時救下了將要被魔人襲擊的愛子，之後得到始的感謝。之後向始要求和始約會作為獎賞。
小說第四卷，和始在弗連約會時，發現了奄奄一息的繆，兩人救下她將她安置好後，繆又再度被綁架，於是兩人決定救出繆，和徹底搗毀綁架繆的組織。最後和緹奧攻入了該組織本部，並對首領漢森進行的重力拷問。問出繆的情報後，將他打成肉醬，而被緹奧稱讚越來越像始了，但本人似乎沒有這方面的自覺。在霍亞爾得時，跟隨著始前去奧爾庫斯大迷宮拯救他的同學們。
小說第六卷，和月一起擊潰入侵王都的魔人大軍。
小說第七卷，郝里亞族的襲擊行動中，負責打倒要去救援皇帝的帝國兵，該隊領導就是曾經殺害同族的仇人，完全毫無猶豫面不改色手刃仇人，甚至露出跟始相似的狂傲笑容，為族人成功報仇。
從《托達斯旅行記》得知希雅陷入的幻象為溫柔的夢。小說第八卷，攻略哈爾崔那大樹海成功後，被始視為了繼月以後的第二特別之人。及後在《托達斯旅行記》還證實從此有著與長老眾同等地位的「同盟種族」族長之女這一特殊立場，她的地位已經無可撼動地成為眾所周知的「樹海的姬君」。(《托達斯旅行記》部份在中文文庫版小說尚未連載至此劇情)
小說第十卷，在冰雪洞窟和自己的分身對戰時，被分身指責自己是害族人受到苦難的罪魁禍首，但並沒有因此動搖。反而向分身表明自己要守護重要之人的決心後，以壓倒性的實力成功打倒分身。之後和月會合，因為聽到了月把始交付給自己，覺得不能接受而和她大打出手，最後成功使月改變想法。事後在《托達斯旅行記》，月表示自己那時以為是在和長了兔耳的鬼神戰鬥。(《托達斯旅行記》部份在中文文庫版小說尚未連載至此劇情)
小說第十一卷，在魔王城被埃希德徹底打倒，之後從遠藤手上拿到了香織的大劍和魔王對決。在決戰準備計畫中，被始指派前往萊森大迷宮請求密雷迪幫忙。之後從密雷迪那得到了曾經解放者為了打倒埃希德而製作的神器，並把這些神器交給始。決戰開始時和始作為突入神域的成員出擊，最後順利進入神域。
小說第十二卷，在神域中實力再次提升，以一人之力擊殺五名昇華魔法強化的白金使徒。
小說第十四卷，移居到地球的日本之後，從壓力鍋與電磁爐起將南雲家的廚房漸漸成爲其領域，及後跟月一樣轉入始的班級、开始上学。不像月那样妖艳得让人难以亲近，希雅是个天真活泼的美少女，在学校经常有人来找她告白。如果对方过于强势或是纠缠不清，她会以拳头应付，最后总是会闯祸。对于这一点，她的借口是「地球的物体太脆弱了」。始总是运用有复活效果的神器努力地维持希雅的日常生活。
後日談中也成為始的妻子之一，並轉入始的班上就讀。喜愛飆車的性格似乎惹出不少麻煩。後日談最終章時升上大學並加入了女子机车社团，相對的座駕由布利捷改為市面重型機車。(中文文庫版小說尚未連載至此劇情)
在身體強化方面可說是作品中最作弊的存在。第二卷時在十天內就成功傷到月(雖然只是擦傷)；第十卷時已能和全力應戰的月打得平分秋色，甚至能徒手彈開經電磁加速的子彈以至雷神親自出手的雷擊；在神話決戰中更是一人就擊敗五名經昇華魔法強化的神之使徒。後日談最終章時繼派翠克以後能夠混用兩種異能（分別是魔力與靈力）。另外也因為絕不放棄的正向性格，被提奧認為是最適合「勇者」稱號的人。
缇奧·庫拉魯斯（聲：日笠陽子）
年齢：563歳 / 性別：女 / 天職：守護者
本作的女主角之一。倖存的龍人族公主，本來是一位深謀遠慮、高貴冷豔、擁有成熟精神的理智女性……應該，但被始給開了後門之後，就完全變成了一個抖M癡女，會用「妾身」自稱。
為了調查來自異世界的來訪者(始和同班同學們)，離開龍人族隱居五百年的村落之島。到了北方山脈後因為長時間維持龍化狀態飛行消耗了不少魔力，所以進行睡眠以恢復，但被清水幸利趁虛而入精神被控制，以龍化的狀態殲滅了進入北方山脈的冒險者。之後到遇到為了搜救倖存者而進入了山中的始一行人，與始一行人進行激烈戰鬥後被擊敗，在龍化狀態被始用樁子插進弱點(肛門)後恢復了神智，也覺醒了抖M屬性。交代了自身來歷後，和始一行人一同參與烏爾鎮攻防戰，一同殲滅前往小鎮的數萬魔物大軍。攻防戰結束後，以要始負責任(因為他讓自己抖M屬性覺醒)為由，強行跟隨了始一行人旅行，因為月同意的關係(月因為知曉龍人族的傳說，所以尊敬龍人族)，始雖然覺得很無奈但也只能接受了。
抖M屬性覺醒後稱始為主人，每當始對她言語辱罵，或是被粗暴對待後，都會露出一副恍惚沉浸在喜悅中的表情，讓大家退避三舍覺得噁心。但是在必要時刻會表現出原本的聰明沉穩、深思熟慮和為同伴著想的性格，因此在與始等人一起經歷了一次又一次的戰鬥中，結下了強大的羈絆，也被始視為了重要之人。雖然平常的表現就像是個抖M變態一樣，但對周遭同伴總是能夠冷靜的看出他們心思與想法，並正經地給予對方意見，其他人對這時狀態的她稱為超級緹奧狀態，但是因為她平常給人的變態印象太強烈了，所以平常大家依舊將她視為一個變態。
小說第三卷正式登場，恢復理智後參與烏爾鎮攻防戰，戰鬥結束後跟隨始等人旅行。
小說第四卷和月在街上逛街時，從始和希雅那得知了繆的事情，和月一起加入殲滅綁架繆的黑社會組織。後來和希雅攻入了該組織總部，希雅將首領打成肉醬後稱讚她越來越像始了。在霍亞爾得時被始交代留下來負責照顧繆，照顧繆的過程中將盯上繆的不法分子全部輕鬆擊倒。
小說第五卷，在古盧恩大火山時，為了保護始等人而在弗利德面前暴露出龍人族的身分。之後被始託付靜因石後，先行離開了古盧恩大火山帶著靜音石回去公國。後來帶著繆和香織離開公國，打算要先去愛尼森等待始，結果剛到愛尼森就順利和始會合。
小說第六卷，在始和諾因陷入苦戰時及時趕到支援，之後在愛子的協助下炸毀了教會總部，始打倒諾因後三人成功獲得魂魄魔法。和始趕到王都時及時使用魂魄魔法保住了香織的命，最後和月合力花了五天的時間復活香織。
小說第七卷，看出了雫的心思並開導她要多依賴他人一點。
小說第八卷，攻略哈爾崔那大樹海時，和月一樣被變成哥布林還受到其他哥布林欺負，但因為被欺負時表情太噁心的關係，導致始等人想丟下她，但發現了始等人後馬上就追了過來。及後從《托達斯旅行記》得知緹奧陷入的幻象與希雅相似。後來在最後試煉時，在眾人因為情感反轉陷入混亂時，展現了以往都不曾見過的成熟穩重性格，指揮眾人打倒蟑螂大軍。(《托達斯旅行記》部份在中文文庫版小說尚未連載至此劇情)
小說第十卷，在冰雪洞窟被分身指責自己憎恨教會，和利用始來復仇的事實，及後在《托達斯旅行記》證實在鈴和龍太郎來到會合以前曾一度被分身壓制；但卻展現出可以操控自己精神意志的事實，甚至連分身都被欺騙誤導，展現出身為龍人族的堅定意志後順利擊倒分身。擊倒分身後在鈴和龍太郎面前馬上就恢復變態本性，使兩人感到傻眼。(《托達斯旅行記》部份在中文文庫版小說尚未連載至此劇情)
小說第十一卷，在魔王城被埃希德徹底壓制，之後得到愛子以及同學們的幫助後，和雫一起對付神之使徒。在決戰準備計畫中，被始指派回到故鄉召集族人參戰。火速回到故鄉後，向大家告知世界的危機，和展示在魔王城經歷的影像給族人觀看，但族人們看到她嶄露變態本性的影像後，馬上陷入了一陣混亂狀態。之後在父母的墓前告知了她這段時間的經歷，並說出了她對始真正的想法和感情。後來在祖父的引導下，來到了供俸初代庫拉魯斯當家的廟，在祖父的講解下得知初代庫拉魯斯強大的真相後，決定挑戰駕馭初代庫拉魯斯遺留的強大力量，最後成功駕馭正式超越了祖父成為了最強的龍人。族人整頓完成後，帶領著祖父和其他族人以龍化之姿穿越傳送門，到達海利希王國演出了場盛大的復活劇，但和始重逢後馬上變回了變態本性。決戰開始時和始作為突入神域的成員出擊，最後順利進入神域。
小說第十二卷，在神域中與弗利德的魔物大軍對決，最後成功將其消滅。
小說第十四卷，移居到地球的日本之後，最先迷上的是附溫水洗淨功能的馬桶，及後与蕾蜜雅一起摸索以社会人士的身分谋生的方法。目前正在考虑去始开的公司上班，或者是跟蕾蜜雅自己创业。对始来说，除了私下会要求麻烦的奖励之外，缇奥意外地不会给他添麻烦，这让始甚至有一点点扫兴。
後日談中也成為始的妻子之一，並與蕾蜜雅一同經營珠寶和服飾品牌。個人篇章曾經提到曾經去過航展；最終章時從始得到重力魔法，龍化並發動“黑渦”以至一切手段以後可長時間達到11馬赫的超音速領域。(中文文庫版小說尚未連載至此劇情)
一般狀態下身體特徵和人類並無區別，可以通過龍人族的特別固有魔法龍化，變成一隻巨大的黑色飛龍，龍化狀態時除了魔力和魔耐之外，四個數值會是一般狀態的十倍。
白崎香織（しらさき かおり，聲: 大西沙織）
年齢：17歳 / 性別：女 / 天職：治癒師
本作的女主角之一。與八重樫雫、天之河光輝、坂上龍太郎四人是青梅竹馬。與始為同班同學，校內二位校花之一。正統派+天然+替身+可憐屬性，對始的戀愛感情很沉重，佔有慾強，容易忌妒，一旦牽扯到始的事情容易黑化成病嬌。有著一頭腦發熱就不顧周圍的氣勢（少見的正面突擊主義女角色）。
據《托達斯旅行記》帝國篇，本來的香織是與暴力無緣，可謂清純的代名詞。(中文文庫版小說尚未連載至此劇情)
自國二時偶然看到始用很遜的方式，保護被不良少年欺負的老婆婆和其孫子後，就對當時還不知道名字的始感到在意，並抱有了淡淡的愛意。上了高中後幸運的和始同一學校，甚至同一班後，就開始積極的接近始(也導致了始被班上同學排斥)，直到異世界始摔落迷宮深處後才發覺自己心意。在始還是無能的時候非常關心他，在攻略奧爾庫斯大迷宮的前一晚，前去他房間和他聊天，甚至立下了會保護他的約定。在始掉落深淵後是唯一堅信始存活的人，為了避免重蹈覆轍，那一天後每天都在進行鍛鍊，開掛的資質加上不懈的努力，在治癒魔法方面到了非常誇張的地步，可以遠距離、大範圍治療，也可以自行鑑定患者的症狀。《托達斯旅行記》還證實藉「代為保管」名義將始本保管在王宮裡的東西全都帶走，還會時不時地用力聞一聞以攝取所謂的“始元素”。（《托達斯旅行記》部份在中文文庫版小說尚未連載至此劇情）
小說第四卷，當和同學們將要被女魔人殺死時被始拯救，馬上就認出了容貌已經改變了始。和始重逢後一開始對始轉變感到困惑，但在看到了始和月以及其他同伴的相處時，才了解到他依然和以前一樣的善良本性，於是對始正式告白，並加入了始的隊伍一起旅行。正式告白後，對始採取了更積極的攻勢，因此時常和月互相競爭（但經常被月調戲），也和希雅惺惺相惜建立起了友誼。跟月發生爭執時，背後會出現宛如替身（漫畫「JoJo的奇妙冒险」中登場的超能力）般的巨大般若（而月則是會出現巨大雷龍）。在跟始匯合前，也常因為不明原因感覺到始在跟其他人（主要是月）親熱，而讓般若出現因此嚇到其他同學。
小說第五卷，在梅爾基涅的海底遺跡時，意識到了自己和始等人的極大差距後開始變的自卑。但在被亡靈附身時，看到了始拼命解救自己，以及始說自己也是重要之人後重新振作，亡靈脫離恢復正常後，吻了始並向他表明了自己的決心。在獲得再生魔法後因適應性極高，也成為故事中後期重要的戰力。
小說第六卷，因王都被魔人入侵，所以馬上和莉莉安娜趕去解救被囚禁的光輝等人，卻被桧山大介刺穿心臟杀死，最后靠月和缇奥用魂魄魔法把灵魂固定了下来，而免遭一死。因感受到了自己的弱小，要求把灵魂转移到神之使徒诺因的身体里，正式成为了和始他們同樣破格的存在，可以無需詠唱使用魔法，也可使用神之使徒的分解魔法、精神干擾（《托達斯旅行記》帝國篇證實對帝國“始否定派”貴族使用）和雙大劍術。(《托達斯旅行記》部份在中文文庫版小說尚未連載至此劇情)
從《托達斯旅行記》得知香織在哈爾崔雅大樹海中陷入的幻象為青春校園劇一般襲擊始的日常生活；及後在最終試煉，證實其髮梢亦被月用「神罰之焰」燒焦一些作惡作劇。及後在冰雪洞窟中，香織營救被大迷宮處罰全身被凍成冰塊的龍太郎，卻又因月的惡作劇導致其服裝破損到本人社死的級別。(中文文庫版小說尚未連載至此劇情)
小說第十卷，在冰雪洞窟和自己的分身對戰時，被分身指出自己內心的自卑和嫉妒情感，但自己早已知道並決定接受不逃避，因此分身的力量逐漸減弱。在即將打敗分身時，被捲入了希雅和月的吵架戰鬥中，因為兩人忽視自己和分身所以和分身感到互相同情，分身甚至要代替自己去勸架，結果被希雅和月的互相攻擊波及，而奄奄一息最後，因為害怕無法通過試煉而對分身補了最後一擊，驚險通過試煉。
小說第十一卷，在魔王城時因為埃希德的命令使身體停止機能，但因為愛子使用魂魄魔法而順利恢復，並開始幫助大家對付使徒。始失控爆走時揍了始一拳並訓斥他後，成功讓始清醒。在決戰準備計畫中負責協助始製作用於決戰的神器，還幫忙協助玲在奧爾庫斯大迷宮深淵裡收服魔物。決戰時為預防被埃希德影響，所以留在地上協助聯軍對抗使徒大軍和神域魔物，為了與使徒大軍做區分全身的盔甲翅膀和髮色利用變成魔法變成了黑色，宛如魔王手下的墮天使。
小說第十三卷，以強大的戰鬥力和再生魔法支援地面上的人類聯軍。結局在神話決戰之後，回到了自己的身體，經過月的改造，讓香織原本的身體也可以暫時使徒化。也因此脫離了壽命的限制。
小說第十四卷，與始回到日本，成為始的妻子之一。
在後日談最終章時成為「異世界歸來的治療師見地球大事不妙便開始了天使作戰計畫」的重要角色，充當前梵蒂岡驅魔師的神父祈禱時現身，指引曾經作惡的覺醒者們向善的天使，可事後總覺得自己成為欺詐師。(中文文庫版小說尚未連載至此劇情)
八重樫雫（やえがし しずく，聲: 花守由美里）
年齢：17歳 / 性別：女 / 天職：劍士
本作女主角之一。同班同學，白崎香織的好友，與白崎香織、天之河光輝、坂上龍太郎四人是青梅竹馬。校內二位校花之一，外表凜然，長髮綁著單馬尾，身高172公分，身材姣好。因為平時正氣凜然的性格而有許多粉絲(主要是女性)。被一群稱她為姐姐大人的義妹們崇拜，義妹們甚至還成立了靈魂姊妹社對她採取了激烈的攻勢，可怕的是不論是地球還是托達斯都有靈魂姊妹社的存在。
愛操心為他人著想，而有罔顧自己心情的一面，苦勞人屬性。雖然總是替人四處奔走，也被周圍的人視為是可靠、帥氣的存在，但其實有著很少女的一面，同時也渴望著有男人願意保護、拯救自己。外剛內柔，內心卻嚮往自己能有公主之夢，幻想着能遇見命中註定的白馬王子。
住家的房間亦是真的是非常可愛的女生房間，而且是可愛到甚至有些做作的地步。
為光輝的青梅竹馬朋友中，最有常識的普通人，也是辛苦幫助支持他們的苦勞人。一直關心著被香織和光輝所困擾的始，總是私底下向他道歉，但始理解她的辛苦所以要她不用在意。
家族掌管著古老的劍術道場，劍術流派被稱為八重樫流。其劍術具有參加全國大賽的水平。四歲時被發現了擁有劍術的才能，在家族和流派門生的期待下踏上了劍術的道路。那個時候對剛入道場的光輝有好感，但到了上小學後被喜歡光輝的女生們欺負霸凌，曾尋求光輝協助，但因為光輝過於天真相信人性本善，結果情況處理的越來越糟，因此陷入絕望自暴自棄，直到認識了香織。現在對光輝已經沒有好感，而是把他當成麻煩的弟弟看待。對曾經幫助過自己的香織有著深厚的謝意，並與她有著深厚的友誼，但因為這樣，和香織有時表現得太過親密，令人產生了百合的錯覺。
一開始對始的印象很不好，但經過一段時間的觀察後才察覺到，他只是堅持做自己想做的事，甚至不惜犧牲其他一切即使被周遭的人誤解也是如此。也理解了香織為何會喜歡上他的原因而開始給予支持，並認為始是一個內心堅強的人。因為曾和香織一起調查研究始的御宅族興趣和知識，所以能利用這些知識對始造成言語傷害，是眾多女性角色中，唯一能用言語讓始雙膝跪地的狠角色，因此被月和其他人稱為最終BOSS。
小說第四卷，在「奧爾庫司大迷宮」與女魔人對峙時損壞了王國給予的軍刀。獲始救出並贈送一把外型接近日本刀的黑刀以後，開始對始有了好感。及後在《托達斯旅行記》、莉莉安娜從旁觀察，雫在事後的刀法不但日益精湛，每次看向黑刀的時候會賤笑出來、休息時彷彿想抱著誰那樣抱著刀，還會以亂入進來的貓咪為對象並在對話時句尾還會加上了喵而異常可愛。(《托達斯旅行記》部份在中文文庫版小說尚未連載至此劇情)
小說第六卷，王都入侵事件結束後，意識到自己力量不足，於是和光輝等人為了變強，而跟隨始踏上攻略大迷宮的旅程。
小說第七卷，在卡姆營救行動中，與光輝等人帶上始製作的面具(始的惡作劇)，化身成了面具戰隊來吸引帝國兵的注意力。可是她被始在半強迫的情況下被迫選擇了粉紅面具，還被帝國兵流傳出了關於粉紅面具的傳聞，使得她深受打擊。之後因被始捉弄而遷怒他，展現出了自己身為女孩子的另一面，因此被月等人警戒著；諷刺的是在莉莉亞娜的操作下，面具戰隊到了後日談《托達斯旅行記》時在帝國變得廣受歡迎，成為對抗郝里亞的精神象徵，其中粉紅面具為最有人氣的面具。(《托達斯旅行記》部份在中文文庫版小說尚未連載至此劇情)
小說第八卷，在哈爾崔娜大樹海時，以強大的意志力破除了幻象，成為了光輝等人中唯一個成功攻略大迷宮的人，但在試煉過程中意識到了自己對始的感情，而開始動搖和苦惱。事後在《托達斯旅行記》霧乃點破雫陷入的幻象為自己變成獲始保護、營救（被綁架時）的公主殿下。(《托達斯旅行記》部份在中文文庫版小說尚未連載至此劇情)
小說第九卷，在冰雪洞窟與自己的分身戰鬥時，因為對始的感情等同背叛香織而無法面對自己的內心，所以一度陷入了困境之中。被趕來的始拯救後決定面對自己的內心，與分身再度對戰並贏得了勝利。之後正式對始表明心意並且告白自己喜歡上他。
小說第十一卷，在魔王城被埃希德徹底打倒，之後從遠藤手上拿到了香織的大劍後，和緹奧一起對付神之使徒。在決戰準備計畫中，被始指派前往帝國說服帝國加入聯軍。決戰前夕，始來到王都時上前迎接，並要他以後稱自己為雫就好了，對他的稱呼也從南雲同學變成了始，在眾人面前公然放閃。決戰開始時和始作為突入神域的成員出擊，最後順利進入神域。
小說第十二卷，在神域中和遭到洗腦的光輝戰鬥，在擊敗他之後揍了他一頓，成功讓他清醒。
小說第十四卷，與始回到日本，成為始的妻子之一；因發現八重樫家還有修行忍術的裡世界而感到很頭痛。
畑山愛子（はたやま あいこ，聲: 加隈亜衣）
年齢：25歳 / 性別：女 / 天職：作農師
本作的女主角之一。始的學校的社會科教師，也是始的班級的班導。身高140公分左右。性格認真，將教導學生放在第一位。目標是要成為一位有威嚴的教師，但因為身材嬌小又是個娃娃臉，所以對學生們毫無威嚴，被學生暱稱小愛。有著強烈的道德感，但也經常因此陷入自相矛盾或鬼打牆的窘境（學生們稱之為「空轉狀態」）。
因為在日本的經歷(經常沒有被當成大人看待)，而對自己的外表自卑，所以沒有發現到大衛等神殿騎士對自己的好感。
和學生們被召喚到異世界後，仍然把學生擺在第一位（及後在後日談，這對當時已經放棄學業的光輝仍然有效），並且對要求學生們去戰鬥的教會神官強烈的抗議。沒有戰鬥力，但因為天職的關係而擁有改變世界糧食生產力的力量，所以開始到各地農業區和未開發的土地，協助農田的改良和開墾。後來被稱為豐饒的女神（一部分是始刻意宣揚），被托達斯的人們深深的崇拜；及後在《托達斯旅行記》，王國廣場噴水池的中央還設有其雕像，以記念其功績。
在知道了始墜入深淵後感到震驚。小說第三卷，在烏爾鎮和始重逢後，雖然因為他還活著而感到高興，但也因為他的轉變而感到困惑，不過也依然將他視為自己的學生。在始決定放棄小鎮優先執行委託的任務時，對他做出勸導要他不要選擇寂寞的生存方式。雖然仍然以學生的安全為優先原則，但也因為自己的請求使得自己的學生始上場戰鬥，使她理解了自己的無能和矛盾。在烏爾鎮攻防戰結束後，不斷勸導清水放棄投靠魔人回到大家身邊，但被清水以毒針威脅當作人質，並受到了目標是自己的魔人攻擊意外被毒針刺中，在始的神水幫助下成功保住性命（因痙攣而只能用舌吻）。之後要求始救助瀕死的清水，但他反而射殺了清水而開始動搖。發現了始這麼做真正的意圖後而重新振作，也開始對始有了超越師生的禁忌感情使自己苦惱不已。
小說第四卷結尾，回到王都並打算對教皇和國王對始的異端認定提出抗議，也試圖向其他學生們說出從始那裡聽到的世界的真相，但卻被神之使徒諾因綁架並被帶到神山監禁。
小說第六卷，在「神山」得到始的幫助而脫困。在神山時，以自己的能力協助提奧戰鬥，結果意外的炸毀了神山的教會總部，但也因此被大迷宮認可，與始以及提奧一起獲得了魂魄魔法。雖然是間接的，但也因為自己協助殺害伊什塔爾教皇，和其他教會成員而內心備受煎熬，但始對她說「自己因為墜入深淵而失去了一些人性，希望老師可以做為自己的榜樣，像正常人一樣背負罪惡、苦惱，使自己可以想起正常人應有的樣子」而決定振作發誓繼續背負罪惡。從那時候開始對始有了好感。
小說第十一卷，和留在王都的同學以及莉莉安娜被使徒抓到魔王城做人質。香織被埃希德停止機能時，在學生的掩護下使用魂魄魔法順利將她喚醒。在決戰準備計畫中，被始指派和莉莉安娜在王都召集（煽動）大家集結成聯軍參戰。決戰時和學生們作為游擊部隊參戰，並利用從始那得到的太陽雷射兵器掩護始等人進入神域。
小說第十三卷，以操縱植物的能力和魂魄魔法支援在地面上戰鬥的人類聯軍。
小說第十四卷，與始回到日本，拜訪南雲家時先是因教師與學生之間的禁忌之戀而向始的父母就「指染子弟」磕頭致歉獲接納，及後成為始的妻子之一。在始與同班同學們的奔走下，讓其上鏡的網絡影片散播，總算保住了教職，並擔任歸來者們的班導。期間與青梅竹馬太志參加夏日祭典，被其以心上人是學生之事威脅，得到始前來出手相救，並且承認其為「壞女人」。及後在主題樂園眼見莉莉安娜突然冒起市場調查的暴走念頭時首度使用安定心神效果的魔法「鎮魂」（補完及後web版《托達斯旅行記》與最終章的異世界之旅時，為何愛子總是等候使用「鎮魂」的時機）
可至後日談最終章時依舊一個人生活，連與始的婚情都無向學校報備。然而她卻是南雲家將迎來孩子時，這個家族將來計畫的中心；這個計劃卻在咖啡店旁的步道二人約會時被日野凜察覺。及後也參與異世界之旅，為了確保本人旅行時仍然有「人」處理學校那邊的事，始還做出了其分身體；可分身體的部份表現還比本尊優秀，因而獲學生們稱呼為「超級愛醬模式」或是「覺醒的愛醬」。(中文文庫版小說尚未連載至此劇情)
雖然性格從根本上是反對暴力的，但為了保護重要的人會毫不猶豫地採取激烈手段。在習得魂魄魔法之後能操縱植物大軍戰鬥。後日談時從始得到「守護杖」（為長約30厘米的木質手杖，以王樹產生的物質為基礎，融合了一些礦物，除了讓愛子與成為化身的萊拉產生共鳴之外，還能行使一部分王樹代理許可權，同時還讓其魂魄魔法以及作農師的力量爆發性的增長，所召喚的樹妖都以國際象棋來命名），在抵抗入侵聖域森林的影法師時首度使用。（中文文庫版小說尚未連載至此劇情）
繆（聲: 小倉唯）
年齢：4→7歳 / 性別：女
居住於海上都市愛尼森的海人族少女，蕾蜜雅的女兒。有著翠綠色的頭髮，扇形的鰭狀耳朵，嬌小可愛。
小說第四卷，被人口販賣組織綁架帶到商業都市弗連，之後趁機逃脫。在逃亡過程中，被始和希雅發現並被救出。後來被送到保安機構安置不久遇襲，又被綁架準備被拍賣，所幸始及時趕到成功獲救。一開始稱始為大哥哥，但始對這稱呼感到困擾（御宅族思維），所以要求她改別的稱呼，結果改稱始為爸爸（因為從出生後就沒有父親）。始一直希望她改稱呼，結果因為她過於固執只好無奈放棄。之後逐漸將始視作真正的父親，始也同樣將她視為自己的女兒。性格天真浪漫，活潑開朗，但也在忍耐著和母親分別的寂寞。
從特典開始一再說明，無論回家旅行途中那時，以及後來的廟會射擊攤上，還有休息時作為娛樂活動，繆都表現出了射擊天賦，這天賦甚至在月、希亞、香織以及緹奧以上；加上對始的戰技用心觀察，能夠連自己也覺得槍法模仿自始的樣子。
小說第五卷，在始等人接受公會的委託保護下，順利回到了愛尼森，並且與母親蕾蜜雅團聚。之後始決定在攻略完梅爾基涅的遺跡後和她告別，因為接下來的旅途對她來說很危險。最後和始正式告別，但始也和她做了新的約定，一切結束後始會回來接她和母親，並帶母女兩人一起去日本，就這樣暫時和始分別。經歷了這趟回家旅程以後，內心已經變得十分堅強懂事。
小說第十一卷，被綁架到魔王城作為人質。之後在始因失去月而爆走時，奮不顧身地挺身而出阻止他，可見其對於始的信賴以及內心的堅強。
小說第十三卷，在奧斯卡的藏身處中遠程操控哥雷姆戰隊支援在地面上戰鬥的人類聯軍。
小說第十四卷，移居到地球的日本時，稱愁為爺爺而堇為奶奶，之後迷上了電玩遊戲機。
因為認始為爸爸，再加上始因為各種行徑而被稱作魔王，因此被一部分的人稱作魔王的女兒。但亦因而非常執著這地位，先是《托達斯旅行記》當中因琪菈意外稱始為「父親」就大為吃醋，到了後日談最終章、在機工界旅行時，就與莉絲蒂為的女兒這位置而兩度對決。（《托達斯旅行記》與後日談最終章部份在中文文庫版小說尚未連載至此劇情）
後日談中利用神器將頭髮變成金色並隱藏鰭狀耳朵。在始妻子們與深淵卿的指導以及VR空間模擬下練就了強大的戰鬥能力，偶爾會有不符年齡的成熟發言，興趣也逐漸偏向軍事以及戰鬥，讓家人們有點擔心。有時更會爆出母親來到日本以後的興趣。因特殊的經歷，在幼稚園與小學都被視為大姊姊一樣的存在。似乎有著吸引特殊存在的能力，別說各國王親國戚，及後還在日本跟許多妖怪成為了朋友，始送給她的動物與幻獸外型哥雷姆們中也被證實有惡魔附身，到了〈深淵卿篇III〉時已經有百鬼夜行之勢；這能力對於女神也有效。(中文文庫版小說尚未連載至此劇情)
到了後日談最終章時為7歲，首先已經與陽晴成為朋友，春假時獲光輝等人帶領下與陽晴去沙漠界玩，並且與庫涅相遇就建立起友誼；及後格拉斯納甸小鎮遭到感染種全方位襲擊時，也是她打響反擊的第一槍。及後也參與異世界之旅。(中文文庫版小說尚未連載至此劇情)

### 同班同學

#### 光輝組
攻略前線組之一，後來香織和惠里相繼離開。王都入侵事件後跟隨始一起攻略大迷宮以獲得神代魔法。最後由於唯一沒有得到神代魔法的光輝被惠里趁虛而入洗腦，背叛了所有人而解散。至於後日談藉莫亞娜與奧菈羅黛的加入而重建的新光輝組則是後話。
天之河光輝（あまのがわ こうき，聲: 柿原徹也）
年齢：17歳 / 性別：男 / 天職：勇者
同班同學，校內第一帥哥王子，是位樣貌帥氣、成績優秀、運動萬能的完美超人。與白崎香織、八重樫雫、坂上龍太郎四人是青梅竹馬。八重樫流道場的門生之一，劍術水準具有參加全國大賽的實力。
充滿善良和正義感，因為擁有領袖魅力而受到周遭的學生信任和歡迎，每個月會被告白至少兩次以上(主要是因為身旁有香織和雫的關係，不然可能會更多)。善人（偽）屬性，由於自己的完美超人特性，始終都認為自己是絕對正確的，因此思想和行為上經常都很幼稚，即使旁人的勸阻(特別是雫)也不會聽。因為具有強烈的正義感所以思想過於偏激，使得他相信人性本善。因為從小受到爺爺的影響，而堅信自己的正義和正確，但爺爺還來不及教他現實的困難時就過世了，使得小時候的他將爺爺過於美化並決定像爺爺一樣，非常嚮往當英雄。因為在地球時的成長過程中凡事都能完美解決並未經歷過失敗和挫折，使得他以這樣的想法長大。當事態對自己不利時有著將過錯推給別人合理化自己行為的壞習慣。
在後日談最終章，從繆口中說明光輝是個比起最重要的人，更傾向选择去拯救大量毫无关系之人，連始也早已看破。（中文文庫版小說尚未連載至此劇情）
非常珍惜自己的青梅竹馬朋友香織、雫和龍太郎，特別是香織，使得他一直相信四人會一直在一起(但他沒有發現自己對香織和雫抱有獨佔慾)，對周遭的人都很好，但看不慣始的懶散生活態度及香織對始的關心。就算身邊有香織和雫，他也沒有發現自己做錯過甚麼，因為沒有惡意所以香織和雫只有感到困擾而已。並沒有發現香織對始的心意，只覺得香織只是對身為御宅族的始較為關心一點。雖然不及香織但他也很關心雫，第一次在道場見到她時就很喜歡她，但當上小學時雫被周遭女生欺負時並沒有理解事情的嚴重性情況反而越來越糟，使得雫對他死心自立自強，從此對他就不抱有戀愛的感情。
和同學們被托達斯召喚後，決定成為勇者拯救世界，因為是同學們中最強的所以備受伊什塔爾教皇和國家的期待。雖然在訓練中帶領所有人但因為極強的正義感無法隨機應變，大多時候都要經過梅爾德團長和雫的提醒。對依然相信著始還活著的香織感到悲哀，因為大家都認為始當時已經死了。
小說第四卷，與女魔人戰鬥時曾經因為梅爾德團長被挾持為人質而被魔物擊敗，但成功發動了極限突破的衍生技霸潰，一度壓制了女魔人但他馬上意識到了自己將要殺人，感到猶豫而停止，讓女魔人有機可趁差點害死了大家。所幸始及時趕到幫助，但他因為忌妒始的強大反而責備始殺了女魔人，使得始和同伴們感到傻眼，並被梅爾德團長指責。後因為香織對始告白並要跟隨他一起旅行，一時間不敢相信和無法接受而暴走，對始發起了挑戰，結果始根本沒把他放在眼裡，還被始捉弄了一番。對香織的離去感到不知所措和雫談心時，雫勸他要懷疑自己的正確性，雖然表面上聽進去了但內心還是一樣固執，並開始對始產生強烈的敵意，另外也開始逐漸無意識得對雫產生依賴。回王都後仍然接受不了香織離隊的事實而一蹶不振，完全失去了領導的風範，人生就此走下坡，整個勇者團隊也因而變得士氣低落。
小說第六卷，在王都入侵事件中因為被背叛的惠里強吻而飲入了她口中的毒藥而被壓制。後來勉強和被控制的傀儡兵及梅爾德團長戰鬥時，因為毒藥影響和猶豫不決而受到致命傷，所幸雫利用了從始那獲得的神水而保住了一命。王都入侵事件結束後，因為意識到自己的弱小決定強行跟隨始去攻略大迷宮獲得神代魔法，代替無意拯救世界的始去拯救世界，但在旅途中因為理念和價值觀的不同，經常和始發生衝突。
小說第八卷，在哈爾崔娜大樹海時，雖然有對抗奧爾庫斯大迷宮的強大魔物經驗但這裡的魔物更棘手而陷入苦戰，再加上和玲以及龍太郎三人因為無法通過幻象試煉，所以三人並沒有獲得昇華魔法。
小說第十卷，在冰雪洞窟時因為大迷宮的影響，精神狀態逐漸不穩定。在與自己的分身對戰時，因為目睹了經過的始和安心的睡在他背上的雫後，導致了他一直在逃避的負面情感(對始的忌妒和自卑，對香織的獨佔慾以及希望得到月等人的喜愛)瞬間爆發，被分身迷惑和分身合為一體並且雙持刀劍暴走攻擊始，但最後被始狠狠地教訓慘敗收場，成為了唯一一個沒有獲得變成魔法的人。事後完全不明白自己到底做錯了什麼使香織和雫都先後離他而去，連龍太郎和鈴都不再支持他，認為自己所擁有的一切全都被始奪走了，加深了對始的憎恨。
小說第十一卷，因為其不穩定的精神狀態而被惠里趁虛而入洗腦，產生自己是正確而其他人都被始洗腦的想法，背叛了所有人，就這樣和惠里跟隨埃希德進入神域。
小說第十二卷，於神域與雫、龍太郎對戰後被擊敗，一度不願面對現實而自暴自棄，被雫痛毆了一頓後清醒。決戰後，因對於自己的所作所為感到後悔，變得十分畏縮。背叛的事也已經廣為人知，以致他身敗名裂一直受到他人的警戒目光。但惠里的遺言才是他內心最重的一度傷痕，試圖阻止浩介與始決鬥時還要想著藉此去她那裡。（中文文庫版小說尚未連載至此劇情）
後日談中，在回到日本的半年後因無法原諒自己犯下的罪行，於是決定回到托達斯協助重建藉以贖罪，但沒想到卻在其精神狀態即將到了極限時，經常被其他的異世界召喚形成了「在異世界受到了異世界召喚」的奇妙狀態。在第二次被召喚的世界（及後被稱為沙漠界）中，因為必須斬殺有著自我意識的敵人，又無法保護到身邊的所有人，內心感到十分迷茫。在不斷的掙扎後，他終於找到了自己的價值，不再執著於自以為的正確，眾人對於他的成長也感到十分欣慰。自此之後不時會和始拌嘴，並十分佩服他總是能輕鬆又毫不猶豫地達成自己的目標。目前身陷第二次召喚世界的女王以及第四次召喚世界的女神的修羅場中。（中文文庫版小說尚未連載至此劇情）
主要武器為聖劍，在回到日本的半年後，雖然歸還了所有裝備，但由於聖劍不願離開他，因而繼續成為光輝的主要武器。
後日談最終章作為「世界樹枝葉復活計劃」的關鍵人物，從始得到「黑色巨龍號」飛空艇（縮寫“BD”，以提奧的黑龍形態為原型，龍首尾两端和左右两侧都装备有大炮）、樹導盤（有四根指針，其中紅色的第四枝用以指示各個世界的大樹的位置）、神結晶（可存儲恩惠力在內的各種魔力/生命力）以及再生魔法（始已經研發出「神代魔法的繼承魔法」，光輝為實驗對象）。（中文文庫版小說尚未連載至此劇情）
白崎香織（しらさき かおり，聲: 大西沙織）
在小說第四卷脫離光輝組、加入始的隊伍，參照「主要人物」
八重樫雫（やえがし しずく，聲: 花守由美里）
在小說第九卷“脫離”光輝組、加入始的隊伍，參照「主要人物」
坂上龍太郎（さかがみ りゅうたろう，聲: 木島隆一）
年齢：17歳 / 性別：男 / 天職：拳士
同班同學，光輝最好的摯友，與白崎香織、八重樫雫、天之河光輝四人是青梅竹馬。學校空手道部的社員。性格活潑，充滿熱血，以毅力、熱血、努力為座右銘的肌肉笨蛋。單蠢屬性，腦袋很單純做事經常橫衝直撞，所以經常犯了不少錯誤。和光輝一樣有時做事都不考慮後果，而且有時也會不看氣氛有話直說，所以常常因為這樣受到始和雫的處罰。
在學校時對始的印象不是很好，因為他總是在睡覺一副沒有活力的樣子。見到從深淵歸來的始後並不像光輝一樣對他有強烈的敵意，由於腦袋單純也一直沒發現香織對始的心意。在見識到始訓練郝里亞族方式後（某位魔鬼教官），反而對他產生了親近感。始為他強化神器時，因為性格的關係不論好壞都可以直接表達出想法，所以他很坦率地感謝始的幫忙。
第一次見到月時對月一見鍾情，但看到月和始的相處後馬上就明白自己失戀了，後來已經徹底死心。
小說第六卷末，王都入侵事件結束後為了變強，也決定跟隨著始攻略大迷宮。在大迷宮時因為做事都不考慮後果所以經常誤入大迷宮的陷阱。
小說第九卷，在冰雪洞窟時因為想用不正當的手段攻略大迷宮，所以被大迷宮處罰全身被凍成冰塊。
小說第十卷，在冰雪洞窟見到自己的分身時分身反而利用他對月的感情引誘他陷入黑暗，但他馬上就拒絕誘惑順利擊敗分身（可能是因為他的內心太單純沒有甚麼負面想法，所以大迷宮才會選擇以誘惑他來做為試煉方式），順利得到變成魔法。
小說第十二卷，在神域中和雫一同迎戰光輝並成功將他擊敗。
後日談中，回到日本一年後向鈴告白成功，與鈴成為情侶。（中文文庫版小說尚未連載至此劇情）
〈深淵卿篇III〉證實家𥚃飼養小狗『芥末』，能變成風之巨狼。（中文文庫版小說尚未連載至此劇情）
後日談最終章時升上與始等不同的大學，並且與鈴同居，計劃將來在海利希王國的騎士團中擔當要職。及後亦有參與異世界旅行。（中文文庫版小說尚未連載至此劇情）
谷口鈴（たにぐち すず，聲: 伊藤彩沙）
年齢：17歳 / 性別：女 / 天職：結界師
同班同學，外表嬌小可愛雙馬尾，有用名字自稱自己跟他人習慣，笑口常開，在學校因特別與香織要好而加入香織青梅竹馬團體，是團體中的開心果，但內心飼養著個色情大叔，色大叔屬性。
喜歡漂亮的女孩子，所以經常對香織性騷擾，據說內心住了一位色大叔。和惠里是親密的摯友兩人經常一起行動。在與女魔人一戰時，得到了月的幫助，從那時候就非常仰慕她，開始稱她為「姐姐大人」。
在戰鬥中主要負責設置各種結界，來阻擋對手攻擊並保護同伴。原本使用的是王國給予的手鐲式神器，但後來得到了始為她製作雙鐵扇神器獲得了戰鬥能力。
小說第六卷，王都入侵事件時對於恵里的背叛感到震驚和錯愕，但後來為了再見到惠里和她好好談談，為此需要變的更強而決定跟隨著始攻略大迷宮。在旅途中因為恵里的背叛的影響，有時會表現出陰暗的一面。
小說第十卷，在冰雪洞窟時被分身指責自己原本已經隱約察覺到惠里的本性但卻選擇無視，自己是害死梅爾德團長等人和王都入侵事件的幫兇，但經過哈爾崔娜大樹海時的教訓後已經認真反省過，所以很快的振作起來再度表明自己的決心後順利擊敗分身，獲得變成魔法。
小說第十一卷，於備戰期間在奧爾庫斯大迷宮中收集魔物作為使魔，卻因只能收服大量的蟲型魔物而感到挫折。及後那些記錄神話決戰的史學家們，因而給鈴起了「蟲之女王」的特定名諱。卷末和始等人一同進入神域。
小說第十二卷，在神域中和惠里對戰，試圖說服她回心轉意無果。在擊敗對方後，險些喪命於她的自爆攻擊，但也收到惠里的遺言。
小說第十四卷，在回到日本後亦跟始拜訪中村家，得知惠里的家庭狀況、以至無法轉達惠里的遺言以後十分氣憤，於是替惠里豎立墓碑，並在每年的紀念日前往弔唁。
後日談，一年後因龍太郎的告白而成為情侶，稱龍太郎為龍君。（中文文庫版小說尚未連載至此劇情）
後日談最終章時升上與始等不同的大學，並且與龍太郎同居，計劃將來在海利希王國的騎士團中擔當要職。及後亦有參與異世界旅行。（中文文庫版小說尚未連載至此劇情）
中村惠里（なかむら えり，聲: 西明日香）
年齢：17歳（背叛，後死於自盡） / 性別：女 / 天職：降霊術師
戴著眼鏡留著鮑勃頭的黑髮少女，在學校時擔任圖書委員職務。性格文靜、溫柔，經常負責制止色心大發暴走的鈴，兩人是親密的摯友。透過玲在學校加入光輝的青梅竹馬團體。
小說第六卷中揭露其實本性自私且殘忍無情，對光輝有著病態般的迷戀和執著。在地球時就已經開始計畫要獲得光輝，為此和鈴成為摯友利用她來接近光輝。第一人稱原本是「私」露出本性後改為「僕」。
天職的能力是操控死去生物生前殘留的思想來驅使屍體行動為自己所用，但後來自行研究出可以對屍體附加生前的行動思維來使屍體的行動變的更完美，自己稱為「縛魂」的魔法。被召喚到托達斯後，以知道檜山暗算始的真相來威脅檜山，並以會把香織交給他作為條件，要求他和自己聯手。
小說第六卷，暗中和魔人合作摧毀了保護王都的大結界引發了王都入侵事件，並在諾因的協助下殺害了包括梅爾德團長在內的五百位騎士，將他們以「縛魂」變成了傀儡兵為己所用。後將光輝和同學們巧妙的引入陷阱中並利用傀儡兵束縛住他們，還將近藤殺害並把他也變成傀儡兵向大家炫耀自己的「縛魂」，在要將被檜山殺害的香織也變成傀儡兵時，因為始的介入而失敗。始瞬間擊敗了包括梅爾德團長和近藤在內三百位傀儡兵後，自己在快要被他殺死時，被魔人弗里德救下，帶著剩餘的兩百位傀儡兵和弗里德跟魔人大軍一同撤退。撤退後來到了魔人國度迦蘭多，並在弗里德的協助下將傀儡兵變成了擁有魔物特徵的屍獸兵。投靠了魔人族後被埃希德改造成神之使徒，頭髮變成灰色背後擁有灰色的翅膀，性格也看起來更加瘋狂。
小說第十一卷中，對光輝進行了洗腦使他倒戈，之後和光輝一起跟隨埃希德進入神域。
小說第十二卷中，揭露其童年生活悲慘，破碎的家庭關係使自己不信任愛情，也因此塑成了扭曲的人格。最後在神域被鈴打敗後自爆，屍骨無存。
小說第十四卷中，證實惠里的母親甚至打從一開始就沒有參加「家屬會」，似乎反而還慶幸自己的女兒失蹤。她甚至在事件發生之後沒多久就搬家，使得回到日本的始需動用「導越之羅盤」才找出了她現在的所在地。而即使找上了惠里的母親，但是她根本不願溝通；光是提起女兒的名字，她就像發了瘋似的激動地吼叫、大鬧，於是始等人只好儘快撤退。而其名字在復學的班級中猶如禁語。
鈴在回到日本後發現惠里的家庭狀況令人無法忍受，於是自己立了惠里的墓，每年都會去弔唁。
莫亞娜•迪•席爾特•辛克雷亞
參照「沙漠界的辛克雷亞王國」
奧菈羅黛•蕾亞•蕾菲特
參照「妖精界」

#### 小惡黨組
從在地球時就欺負始的不良團體，到托達斯來也是如此。王都入侵事件中檜山和近藤相繼死去後，整個團體已經瓦解。
檜山大介（ひやま だいすけ，聲: 白石稔）
年齢：17歳 / 性別：男 / 天職：輕戦士
同班同學，不良團體的首領。總是喜歡欺負看起來比自己弱的人藉此得到優越感，同時也會對強者獻媚的卑鄙小人。
因喜歡香織而經常霸凌始，對香織抱有扭曲的好感，喜歡香織到達了不許任何人跟她親近的地步（要把她變成傀儡並只屬於自己的），因此他討厭被香織接近的始。在地球時總是帶著中野、齋藤、近藤欺負始，就算到托達斯他還是看不起無能的始，並和其他三人以特殊訓練的名義來欺負他，在進入奧爾庫斯大迷宮訓練的前一晚，目睹了香織進入了始的房間，於是對始更加憎恨。
在奧爾庫斯大迷宮訓練時，因為輕率的行動而誤觸陷阱，讓大家被傳送到表層第65層，害大家陷入危險。在大家為了爭取逃跑時間，而向貝西摩斯發動魔法攻擊時，趁隙對掩護大家逃跑的始投擲火球，害他墜入深淵。之後被惠里抓到把柄，而被她威脅和自己合作。最後以惠里幫助自己得到香織為條件和惠里合作。
在與女魔人一戰後發現了始還活著而非常恐懼，試圖阻止香織跟著始踏上旅途，但被始的暗示(始知道自己墜入深淵的真相)和威脅後，不得以才放棄。之後因為香織被奪走而非常憤恨，為了得到香織繼續和惠里合作，暗中殺害了騎士們讓他們變成傀儡兵。文庫版中他暗算了梅爾德團長，用匕首刺殺他，但沒能成功反而被他逃脫。
在小說第六卷，王都入侵事件中和惠里共謀假裝重傷設下陷阱殺害香織，企圖用惠里的能力將她變成自己專屬的傀儡玩弄，但這個計畫被始徹底破壞，被毆打到全身多處骨折和內出血。雖然受了重傷，但看到始出現後，整個人發狂胡亂的攻擊始，並被他制伏住並痛毆。仇視始為何奪走香織，但被始看破自我，被嘲諷是喪家犬後，被他丟到了進攻王都的魔物大軍中。事件結束後幾天屍體被發現，左臂被魔物咬掉，變成被啃食不完整的屍塊被殘殺，死狀悽慘。
檜山死後，因其背叛行徑致使其被受托達斯居民和同班同學們的唾棄；其家人在得知他的死訊後拒絕承認他背叛同伴與為了慾望奪走了好幾條人命、斥責其朋友信治與良樹是叛徒，更企圖為他向始與愛子復仇，被始以「威壓」輕易壓制，全家被始隨時監視動向。而其名字在復學的班級中猶如禁語。
齋藤良樹（聲: 真木駿一）
年齢：17歳 / 性別：男 / 天職：風術師
同班同學，不良團體成員之一，經常與檜山大介、近藤礼一、中野信治霸凌始。
在小說第六卷中在王都入侵事件後，因目睹檜山的背叛與近藤的死，心靈受到創傷，使他與中野整日窩在房裡。
小說第十三卷，在最後的決戰重振精神與聯軍共同對抗使徒大軍。
小說第十四卷，回到日本後已改過向善。
後日談最終章時可知為了能和偶像結婚而一開始和信治一起當自由職業者（曾經進過多間電視台，然而都因看向女演員們的視線和接觸的方式過於噁心，收到大量投訴而在一個月內就被開除收場），期間收到甘衣遇襲事件而前去協助，及後才成立了保全公司。(中文文庫版小說尚未連載至此劇情)
中野信治（聲: 三浦勝之）
年齢：17歳 / 性別：男 / 天職：炎術師
同班同學，不良團體成員之一。經常與檜山大介、近藤礼一、齋藤良樹霸凌始。
在小說第六卷中在王都入侵事件後，因目睹檜山的背叛與近藤的死，心靈受到創傷，使他與齊藤整日窩在房裡。
小說第十三卷，在最後的決戰重振精神與聯軍共同對抗使徒大軍。
小說第十四卷，回到日本後已改過向善。
後日談最終章時可知為了能和偶像結婚而一開始和良樹一起當自由職業者（情況同良樹），期間收到甘衣遇襲事件而前去協助，及後才成立了保全公司。(中文文庫版小說尚未連載至此劇情)
近藤禮一（聲: 大塚剛央）
年齢：17歳 / 性別：男 / 天職：槍術師
同班同學，不良團體成員之一。有許多過分和自私的言行。經常與檜山大介、齋藤良樹等人一起霸凌始。
在小說第六卷，王都入侵事件中，只因在惠里旁邊，而被她用劍刺中心臟而死，還被惠里利用來炫耀自己的能力而被變成傀儡兵，無辜慘死(算是劇中最慘的)。變成傀儡兵後，對始發動攻擊，但被他用子彈爆頭。
在小說第十四卷，其家人在得知他的死訊後一開始的時候無論怎麼樣都不相信，把始與愛子趕了出去而且不讓他們進門拜訪；直到信治與良樹多次上門說明，雖然現在仍無法把心情整理好，不過情況似乎有逐漸好轉的趨勢。畢竟害死禮一的元兇惠里也死亡而其母親也下落不明，情緒實在是無處宣洩。今後良樹與信治仍會繼續關心近藤家的動向。而其名字在復學的班級中猶如禁語。

#### 永山組
除了光輝組以外的另一個攻略前線組。王都入侵事件結束後，全員留在王都全力參與復興工作。
永山重吾（聲: 山本祥太）
年齢：17歳 / 性別：男 / 天職：重格闘家
團體領導者，身高超過190公分的巨漢，在學校時是柔道部的主將。
和同樣是巨漢的龍太郎不同，虽然长相粗犷，心思却十分细腻总是深思熟虑，平時較沉默寡言。因為樣貌有點老，所以經常被誤會年紀。远藤浩介和野村健太郎的摯友。
遠藤浩介（聲: 榎木淳弥）
年齢：17歳 / 性別：男 / 天職：暗殺者
永山組的成員之一。巨蟹座（卻在深淵卿時自稱為處女座的男人）。一個存在感非常薄弱的少年，不論是人類或是魔物都很難注意到他。
從在地球時開始，不起眼程度就已經是世界第一。家人和同學經常察覺不到他的存在，就連便利商店的自動門三次感應時，就有兩次感應不到他（後日談最終章證實「母體」的全數傳感組件也不行）。但當心靈受到重度創傷時，存在感就會變得很強，上一次出現這種現象時，是他過去在學校向鄰桌的女同學告白後，結果那女同學連他是哪位都不知道，就此受到嚴重打擊。可心靈一旦恢復過來，其存在以至記憶都會一併“消失”，直到其心靈再度受到打擊、存在感再增強前都沒法再想起來。
其實始一開始曾根據《異世界召喚的心得七條》的忠告，試圖成為其夥伴，可以始找不到他告終。
在小說第四卷與眾人一起在奧爾庫斯大迷宮訓練時，被女魔人襲擊，利用了自己的隱形人特性逃過了魔物的追殺，並在梅爾德團長和其他騎士的幫助下逃出大迷宮，在霍爾亞得的冒險者公會尋求援手救助光輝等人時，意外的和始重逢，並請求他幫忙。
對梅爾德團長非常崇拜，亦是在梅爾德團長將被諾因殺死前最後一個見到他的人。在小說第六卷最後，王都入侵事件結束後，對梅爾德團長的死深感自責而一直躲在房間中。
在小說第十一卷，和其他留在王都的同學們、愛子老師和莉莉安娜被使徒抓到魔王城作為人質。在優花的鼓勵下重新振作，利用自己的特性，從神之使徒手中奪回香織的雙大劍，並交給雫和希雅爭取反敗為勝的機會。
小說第十三卷，神話決戰時，和其他同學以及愛子老師擔任聯軍的游擊部隊，利用自己的特性暗殺了許多神之使徒。之後在戰鬥中對拉娜能注意到自己感到驚訝，並因為這樣對她一見鍾情，還因此覺醒了自己天職的最終衍生技能「深淵卿」。
小說第十四卷，回到地球以後，為了協助解決愛子方面的問題，更是施展分身來同時潛入多家電視台動了手腳。也許現在他是全世界最理解電視台構造的人物。
後日談中，在神話決戰後，開始對拉娜展開猛烈的追求但處處碰壁，後來決定完成拉娜提出的鬼蓄條件(攻略大迷宮和傷到始)。默默的消失，獨自一人花一星期攻略萊森大迷宮成功（直到一星期後在費雅貝魯根，才從重吾和健太郎開始察覺、然後被包括拉娜在內的大家發現失蹤），回來後不顧同學的勸阻，對始發起了挑戰，並且真的成功傷到他（《托達斯旅行記》中更以回溯影像增加說服力；有意思的是擊中的地方與希亞拚命奮戰時，擊傷月的地方為同一位置）。之後得到郝里亞族的認同，被選為下一任族長。為了將來成為族長幫助郝里亞族，而開始進行了各式各樣的學習，特別是醫術(因為托達斯和地球相比醫療技術相對落後)。剛巧遇上製藥天才艾蜜莉，使得他決定到英國升學。根據魔王的正妻所言，實力已經是人類最強。及後光輝被召喚到沙漠界時，受到莉莉安娜委託代替光輝討伐金剛型神域魔物期間，卻因身上配備大量始給予的人工神器而被機工界的「母體」勇者召喚，但亦因其拒絕對抗異質點（始與光輝）令母體大怒，出動大量機兵才抓回他並且在其肚子裡埋下炸彈（最終章證實），直到與異質點的真身始、光輝會合時將炸彈取出；以後光輝第四度被召喚時亦毫不猶豫地跟上。到了後日談最終章時，還參考了死侍與平行宇宙，使得分身體們既有著不同髮型、服裝和身材，也各自擺出了不同的中二造型。(中文文庫版小說尚未連載至此劇情)
WEB版後日談外傳深淵卿篇的主角，職位為魔王的右臂，經常捲入地球裡世界的各種紛爭中。認真戰鬥時受「深淵卿」技能影響會變得很中二(但技能解除後會羞愧無比)，同時會自稱為：浩介·E·深淵之門(Abyss Gate)，通稱為深淵卿。繆亦曾接受其訓練，因而獲繆尊稱為師父之一。正妻是被魔改造的兔人族美系大姐姐拉娜，而在處理各種紛爭的過程中也結識了其他妻子們。雖然本人嚮往和拉娜被稱為鴛鴦夫婦的未來，卻意外進入后宮狀態；而事實上多半是南雲利用拉娜促成的，目的是要讓浩介成為自己真正的心靈之友。在特別企画《魔王与勇者（与卿）的宴会》中說明他會乘魔王與勇者相爭獲得漁人之利。在後日談最終章證實他考取了駕照，可駕駛藤原家的高級黑色轎車，並且計劃作一場去妖精界的旅行；同時從始得到與本人親合度最高的魂魄魔法（浩介為繼光輝以後用以可重複性測試、改良與結果驗證的對象），首先將其用於打擊到大岳丸的靈魂上。(中文文庫版小說尚未連載至此劇情)
野村健太郎（聲: 植木慎英）
年齢：17歳 / 性別：男 / 天職：土術師
永山組的成員之一，永山和遠藤的摯友。
在小說第四卷與女魔人一戰時，被女魔人率領的魔物刺中腹部而受重傷，因為是對土屬性魔法適性很高的土術師，所以馬上察覺了，女魔人將要發動的土屬性最上級魔法落牢術的危險性，而迅速指示鈴來應對保護大家。之後在迷宮的牆上造出洞穴暫時和大家藏身。
和同組的辻綾子關係曖昧。
目前與綾子一同前往農業大學讀書，希望未來繼承家裡的農產業。
辻綾子
年齢：17歳 / 性別：女 / 天職：治癒師
永山組的成員之一。
和香織同樣是治療師，只是治療能力差了香織一大截。
和同組的野村健太郎關係曖昧。
希望未來成為一名獸醫以使用自己治癒師的長才，和健太郎前往同所大學念書。念書期間似乎會直接借住在對方老家。
吉野真央
年齢：17歳 / 性別：女 / 天職：付與術士
性格輕松，活潑的少女，永山組的成員之一。
總是利用自己的能力在背後支撐同伴的成員。
目前成為一名冒險系YT，開始在世界各地進行自由自在的探險，尋找不為人知的秘境。

#### 小愛護衛隊
由因為目睹了始墜入深淵後，而受到創傷無法戰鬥的同學們所組成的團體，目的是要護衛愛子老師，和她以及神殿騎士們一同旅行。王都入侵事件結束後和永山組一樣，全員留在王都全力參與復興工作。
園部優花（そのべ ゆうか，聲: 富田美憂）
年齢：17歳 / 性別：女 / 天職：投術師。
同班同學。本作的女主角之一。棕色頭髮，性格好勝的少女，小愛護衛隊的領導者。家裡經營西式餐廳「威斯特裏亞」。天職為投術師，其能力讓她有对飞刀、飞镖等投掷技术拥有天赋的职业，就算是扔蔬菜也可以破坏智慧型手机。（後日談最終章證實手機加上自我修復功能也不行）
WEB版的人設到文庫版時有做修改。WEB版直到在烏爾鎮和始重逢之前，都和始沒甚麼交集。但在文庫版中，始墜入深淵前曾經出手保護她，免於貝西摩斯的攻擊。所以目睹了始墜入深淵後，受到的精神創傷比其他人大，暫時陷入了一蹶不振的狀態。但後來為了不讓始的犧牲白費，而決定重新振作。雖然無法戰鬥了，但決定成為愛子老師的旅途護衛之一，盡自己力所能及的事情。
小說第三卷，在烏爾鎮和始重逢，在始準備和清水率領的魔物大軍決戰時，對之前在大迷宮被他拯救時的事向她表達感謝，從那時候開始逐漸對始抱有著微妙的感情。
小說第六卷最後，王都入侵事件後，原本想跟隨著始踏上旅程，但因為自己能力不足，還有對目前的情況依然感到混亂，只好無奈選擇留下，全力參與王都復興工作。之後和西蒙教皇交談，決定回到地球後，要招待始到家中經營的西式餐廳用餐，以報答他的恩情。
小說第十一卷和其他留在王都的同學們，愛子老師和莉莉安娜被使徒抓到魔王城作為人質。為了替始等人爭取反敗為勝的機會，暗中領導著愛子老師和莉莉安娜以及其他同學幫助他們。之後被始指定為同學們的領導者，為決戰前做準備。
小說第十四卷，回到地球後，打算继承家里开的西式餐廳。
在後日談中，由於在回到日本後，始常常会到那里休息，所以有些人认为她是始的情妇。本人雖然堅決否定這種說法，並表示不打算加入始的後宮，但實際上工作時和預備用的帽子和圍裙，都是買跟始的魔力顏色一樣的紅色。在跟始相處時，也會無意識的進行捲圍裙和用腳尖點地等只有在心情好、並十分害羞時才會有的小動作。甚至在始來店裡時，還會有在聽他抱怨、並不時給予安慰，和在他離開時親自送行等情婦才會有的行為，因此她的否定毫無說服力可言。及後在《托達斯旅行記》，始等人重遊烏爾鎮時，月更提出成立“優花是否會成為黑馬的調查會”以應對優花的威脅性。其西式餐廳亦被指定為歸來者們慶祝時的聚會點。後日談最終章亦證實她進入始等人所在的大學，及後亦有參與異世界旅行，並且經常受到妙子等人影響而換裝。(中文文庫版小說尚未連載至此劇情)
菅原妙子（すがわら たえこ，聲: 峯田茉優）
年齢：17歳 / 性別：女 / 天職：操鞭師
小愛護衛隊的成員之一。外表相当端庄时髦，但隱約有抖S傾向的少女。
天職能力讓她有出色操控鞭子或繩狀物的天赋。隱性抖S。
在後日談的深淵卿第一章中認識英國保安局的特工亞連並一見鍾情，之後立志加入英國情報局而前往英國讀書。及後亦有參與異世界旅行。(中文文庫版小說尚未連載至此劇情)
宫崎奈奈（みやざき なな，聲: 紡木吏佐）
年齢：17歳 / 性別：女 / 天職：冰術師
性格開朗的少女，小愛護衛隊的成員之一。
因為自己身材貧乏，所以對希雅的身材十分羨慕。
後日談中和淳史一起進入始等人所在的大學，未來希望成為一名教師。最近的興趣是調戲淳史，對淳史似乎頗有好感。
玉井淳史（たまい あつし，聲: 金子誠）
年齢：17歳 / 性別：男 / 天職：曲刀師
小愛護衛隊的成員之一。
受夠了自己的無能（精神受到創傷，無法戰鬥），被優花的決心打動後，也決定加入小愛護衛隊。
在小說第三卷，在烏爾鎮和始重逢後看到了始用多納爾時，向感到疑問的騎士蔡斯解釋，槍是地球人使用的武器。
高中畢業後和奈奈一起進入跟始等人同一所大學，希望成為和愛子一樣的優秀教師。最近和奈奈的互動有些曖昧。
相川昇（聲: 和田將彌）
年齢：17歳 / 性別：男 / 天職：戰斧術師
熱愛摩托車的少年，小愛護衛隊的成員之一。經常跟明人還有淳史一起行動。
在小說第三卷，在烏爾鎮和始重逢時，一開始對他的轉變感到恐懼，但來看到他和月以及希雅相處的樣子後，開始對他感到嫉妒，並計畫向他打聽如何和異世界女生交往的方法。
最近由於自己身邊的朋友一個個脫單而產生危機感，進入爆走的初戀時期。希望加入回歸者科而在畢業後開始在科系實習，在這段期間迷上了原影法師的「柳」。及後亦有參與異世界旅行。(中文文庫版小說尚未連載至此劇情)
仁村明人（聲: 小野將夢）
年齢：17歳 / 性別：男 / 天職：幻術師
小愛護衛隊的成員之一。
目前已成為全職魔術師在世界各地巡迴，暗地裡同時從事著尋找覺醒者並將之保護或拘束起來的任務。
清水幸利（しみず ゆきとし，聲: 石田彰）
年齢：17歳（背叛後被清肅） / 性別：男 / 天職：闇術師
一個安靜、沉默的少年，喜愛動漫的御宅族。原本是小爱护卫队的成员之一。
和始同樣是御宅族，但看見始被欺負時，決定向所有同學隱藏自己是御宅族的本性。在學校沒甚麼朋友，和其他同學也只做最低限度的交談而已。國中時曾經被霸凌過，從此沉迷進動漫的世界中，父母和兄弟對他非常擔心，和家人的關係也開始疏遠。內心也變的陰暗。
最初被召喚到托達斯時，內心非常高興，因為自己終於可以實現自己當勇者的夢想。但因為自己不如光輝的劣等感，以及目睹始墜入深淵後對死亡感到恐懼，而陷入挫折開始躲進了房間中。之後發現了自己闇術魔法洗腦術的潛力後，開始每晚偷溜出王都外進行洗腦魔物的實驗。為了洗腦更強的魔物而加入小愛護衛隊，一起前往烏爾鎮之後，自行離隊到北方山脈洗腦控制了許多魔物，在那裏遇見了魔人被他的話（可成為魔人族的勇者）誘惑，還有嫉妒光辉是勇者被女人围绕，只有光辉受到特别待遇而不是自己，导致黑化，投靠了魔人雷斯，並與其協議以殺死愛子為條件，就可成為魔人族的勇者。其實考慮到他可能有辦法將魔人的魔物軍團給搶過來，幸利對魔人族來說可能才是天敵。
在小說第三卷，獨自一人到北方山脈後，以洗腦操控了沉睡的提奧，並準備帶領洗腦的魔物大軍進攻烏爾鎮殺死愛子，但這些陰謀都被始等人破壞，自己也被始抓住。雖然被愛子不斷勸說，但依然執迷不悟，甚至用毒針以愛子作為人質威脅始等人，之後雷斯把他和愛子一同攻擊而身受重傷瀕死。最後拼命請求始救自己，自己會為他獻上所有一切來拜託他救自己，但被始看出了毫無悔悟之意，而被始用槍爆頭身亡，成為了同學中第一個死亡的人。
在小說第十四卷，其家人在得知他的惡行與死訊後清水家似乎更在乎世間的眼光，清水的兄弟更對於始等人提出了將其死亡當成英雄事迹來談論的固執要求。由於這些要求連愛子也為之憤慨，最後還是靠始的「威壓」暫且擺平了狀況。而其名字在復學的班級中猶如禁語。

### 家屬

#### 南雲家
尊崇著土下座的御宅族家庭。住宅本身不小，然而隨著始帶上五人歸來，為了解決房間不夠的問題，始不惜違法在地下擅自開鑿五層構造地下室並且魔改造，不只有始的卧房（結果卻是始仍繼續使用原本位在二樓的那個房間）、工坊與父母的工作室，還有鍛煉場（含靶場）、電子遊樂場、劇院、許多部位都可變形調整的防核避難所（這是有如連續熬夜三天的異常情緒之結晶）以及在各方面都講究到極點的嗜好專用房間（收藏室）以及廣大的圖書室等等。本來挺大住宅已經變成氣派的豪宅。
南雲始（聲：深町壽成）
參照「主要人物」
南雲愁
始的父親。遊戲設計師和遊戲公司社長。為年約44、45歲，身材高䠷清瘦、留著一頭發梢卷翹的短發留著一頭發梢卷翹的短發的男子。
與妻子同為御宅族。對兒子的教育非常奇特開明。曾經還與妻子認真地討論中二的話題，當中包括「如果你被召喚到異世界該怎麼辦」的守則，並且強迫兒子收下（結果兒子之後還真的被異世界召喚）。
始失蹤時和妻子非常擔心幾乎丟下手邊工作全力尋找孩子。
始歸來後對始的轉變和他的經歷感到震驚，但還是很快就接受了一切。對兒子有後宮一事感到非常興奮，甚至一直向自己公司的下屬炫耀自己有眾多可愛的兒媳婦們。
南雲堇（聲：小松奈生子）
始的母親。知名少女漫畫家，筆名“三色堇”。為一名留著鮑伯短發、年約42、43歲的女士。
和丈夫都是御宅族。對兒子的教育非常奇特開明。始失蹤時和丈夫非常擔心幾乎丟下手邊工作全力尋找孩子。
始歸來後對始的轉變和他的經歷感到震驚，但還是很快就接受了一切。和丈夫一樣對兒子有後宮一事感到非常興奮，時常教導月她們一些奇怪的知識，故意讓她們鬧出不少笑話，讓始對此感到困擾。
當啟動漫畫家模式時會被家人尊稱為“老師”，這時始是漫畫家助手而愁（必要時）將自身充當桌子。

#### 白崎家
白崎香織（しらさき かおり，聲: 大西沙織）
參照「主要人物」
白崎智一
香織的父親。雖然已經40多歲了，外表看起來卻依然年輕有活力，說他才剛過30歲也不會有人懷疑。從事建築師工作。有一名兄長。
對女兒非常溺愛，在女兒面前是個笨蛋爸爸。稱香織為我的天使。
香織回來後和妻子非常高興，看到女兒展現能力（使徒化）後，瘋狂的大喊自己的女兒真的變天使了。及後在《托達斯旅行記》得知「香織大人侍奉隊」、「香織大人後援隊」以及兩者合併而成的「天使教團」更是狂喜。（《托達斯旅行記》部份在中文文庫版小說尚未連載至此劇情）
然而得知女兒曾死過了一次、換過別的肉體、冒著生命危險對抗了邪神的大軍，以至最重要的、加入了始的後宮，完全不能接受，甚至想盡辦法讓香織遠離始，但亦因而多次承受女兒背後靈般若的壓力。
因為討厭始，所以也討厭他的父親南雲愁，每次和愁相處時，都會因為被他捉弄而和他大打出手（感覺就像月和香織那樣）。
有意思的是web版本首度登場的篇章、藉香織的電話與始作男人之間的交談的最後，始方面發生了緹奧在始祖父母家的騷動（為後日談緹奧篇埋下伏筆）；而文庫版中改為始身邊女伴們的情色內衣展示。
白崎薰子
香織的母親。外表也跟丈夫一樣地年輕、有活力，實在不像已經40多歲了。美食專家經常上電視節目。
和香織一樣生氣時也會有背後靈（白夜叉），對愛人也會有病態般的執著。
平時是個溫柔的母親，尊重女兒的想法。對於經常因為女兒的事而爆走的丈夫感到困擾。
在費雅貝魯根獲大量民眾尊稱為大天使，害她與昭子都因而感到羞恥。（中文文庫版小說尚未連載至此劇情）
白崎櫻
智一的兄長與嫂嫂的女兒，是比香織年長四歲的堂姐。有著一頭棕色直發、身材比例有如模特兒的八頭身美女。亦是個心性體貼而愛照顧人的女孩，對香織而言就像親姊姊一樣。
可面對智一香織兩父女的爭執還是會倍感壓力。
在看完演唱會過後的海邊馬路上與智一受到五名小混混襲擊，得香織以強大的實力所救，同時令她與智一明白到以後說什麼都不能真的惹火香織。

#### 八重樫家
本家為豪宅級別的傳統日式民房（同時兼作道場）。在「家屬會」的成員中，最儘力拓展搜索範圍的就是八重樫家。其人脈相當驚人，在各行各業都有門路。對八重樫家（尤其是雫）而言，所有門生都情同家人。以劍術八重樫流而聞名。但其實還有裏流派（忍術），雫和始回到地球後發現了這個事實。但雫的父母和祖父一直堅決不承認，還嘲諷雫說這時代怎麼可能有忍者；小說第十四卷更證實與伊賀眾跟甲賀眾有交流，讓雫對家族不正常另一面感到胃痛。
八重樫雫（やえがし しずく，聲: 花守由美里）
參照「主要人物」
八重樫鷲三
雫的祖父，80多歲。八重樫流的現任當家。
因為雫加入了始的後宮，所以始拜訪時都會對他展開偷襲，但每次都是始輕易躲過告終。有意思的是在《托達斯旅行記》、費雅貝魯根時看到始對雫的鬼畜所為以後，一度對始擺出了極具魄力的大上段架構拿著小太刀，並且以類似炎之柱之勢從背後隱約浮現出虎形的氣焰，並以霹靂一閃與其子虎一追殺始。（《托達斯旅行記》部份在中文文庫版小說尚未連載至此劇情）
雫剪短髮原來就是他教授的最基本變裝術。（中文文庫版小說尚未連載至此劇情）
作為光輝的指導者中之一，見識過光輝在冰雪洞窟的失敗後，認為多少是因為包括自己在內都抱著「總有一天」這樣樂觀的心態而害光輝陷入那種境地。（中文文庫版小說尚未連載至此劇情）
在費雅貝魯根獲大量民眾尊稱為劍聖，加上全家的尊稱（雫則是聖女；事實是當時睡著的雫被始以類似耶穌基督的模樣定在十字浮遊炮以上，加上樹蔭間的陽光被空氣中的水霧折射後如同背後光輪般浮現在雫身後，因而獲都城居民尊稱）讓他感到困擾。（中文文庫版小說尚未連載至此劇情）
八重樫虎正
雫的父親、鷲三的兒子，40多歲。臉頰上三道平行的傷痕讓人印象深刻。
因為雫加入了始的後宮，所以始拜訪時都會對他展開偷襲，但每次都是始輕易躲過告終。
以前曾經為了潛入行動而以八重樫流變裝術女裝過。（中文文庫版小說尚未連載至此劇情）
對於郝里亞流氣息操作技術深感興趣。（中文文庫版小說尚未連載至此劇情）
在費雅貝魯根獲大量民眾尊稱為聖人。（中文文庫版小說尚未連載至此劇情）
其實亦是個對槍械喜愛程度完全超越別人想像的狂熱粉絲，還擁有狩獵許可證和獵槍持有證，看完始與其虛像之間的超絕槍戰後一度暴走起來。（中文文庫版小說尚未連載至此劇情）
原本以為會是在光輝踏入社會後才迎來人生最初的失敗，卻會發生異世界召喚的事件，並且以最糟糕方式反饋出來。（中文文庫版小說尚未連載至此劇情）
web版原名為虎一。
八重樫霧乃
雫的母親。虎一的媳婦。
長相漂亮，令始感嘆雫未來應該會像母親一樣。
雖然沒有像丈夫和公公那樣，對始公然展開偷襲，但會暗中佈置陷阱。例如在要招待他的點心上下毒，然而始具有耐毒技能所以完全無效。
會在雫的房間設置天花板機關，始被雫拉到自己房間避難時，天花板的機關立刻在雫的房間出現並令雫感到傻眼。
以前曾經為了潛入行動而以八重樫流變裝術男裝過。（中文文庫版小說尚未連載至此劇情）
在費雅貝魯根獲大量民眾尊稱為天女。（中文文庫版小說尚未連載至此劇情）
與美耶是學生時代就相識，過去經常會一起喝酒聊關於光輝的話題，並且知道美耶曾經有過讓光輝失敗的計劃。（中文文庫版小說尚未連載至此劇情）

#### 畑山家
鄉下農家，愛子母親的娘家。家庭成員除了愛子外，還有愛子的父母和外祖父母。學生被集體召喚後，愛子被懷疑是擄走學生的犯人，其家屬受到各種中傷與刁難而最為悲慘，祖父母的健康狀況一下子惡化許多、必須接受療養。及後愛子歸來，得到愛子的力量(作農師)幫忙下，農作物不斷豐收。（及後在《托達斯旅行記》證實改良農作園的魔法「樹海現界」原型是哈爾崔那大樹海的樹妖，果樹能以樹根應對偷果子的小偷）
畑山愛子（はたやま あいこ，聲: 加隈亜衣）
參照「主要人物」
畑山昭子
愛子的母親。
對在都市當教師的愛子相當擔心，愛子剛回來因失蹤事件而被各方追問時，全家都希望愛子辭去教師回來家裡幫忙。
及後始來畑山家拜訪，並沒有對他厭惡，反而接受了愛子成為他妻子之一的事。之後因為始在女兒身邊感到放心而接受了女兒的想法。
兩母女少數的衝突在於《托達斯旅行記》之初，在廣場上被愛子追捧為聖母，令其大怒。（中文文庫版小說尚未連載至此劇情）
畑山草平
愛子的父親，為入贅成員。
在夏日祭典上也擺攤，賣的是類似蘋果糖的「橘子糖」。
及後始來畑山家拜訪，神態雖然有些緊繃，但還是好好地向始為救回女兒的事道謝，並且邀他來自己的家。他的回應讓在場的眾人齊聲歡呼喝采。
為唯一無參與托達斯旅行的畑山家、以至南雲一家成員。（中文文庫版小說尚未連載至此劇情）

#### 天之河家
因為光輝的失敗而開始沒落。
天之河光輝（あまのがわ こうき，聲: 柿原徹也）
參照「光輝組」
天之河完治
光輝的祖父，為業界名聞遐邇的菁英律師。已故。
在天之河一家放長假而前去祖父家拜訪時向童年的光輝的講述自己的工作經驗。可為了讓那時的光輝容易理解加上保密義務而無法說出事實，而在故事上有許多加油添醋的情節。本想總有一天等光輝長大後才連同不盡如意的現實及辛酸的經驗等故事一併告訴光輝，然而他本人卻在光輝小學以前離世。這導致光輝保留住其理想化的正義感一起長大，並且成為光輝在托達斯的失敗的禍根。
天之河聖治
光輝的父親。從事經營顧問工作。
和光輝一樣貌帥氣，但有點膽小。（中文文庫版小說尚未連載至此劇情）
對於在托達斯以前從來沒有失敗過的光輝很是擔心；不幸的是，這在托達斯以最糟糕的方式成真。事後與美耶一同到南雲家登門感謝及道歉。（中文文庫版小說尚未連載至此劇情）
天之河美耶
光輝的母親。從事人氣模特兒雜誌編輯長。
年輕時是個赫赫有名不良少女，因為這樣讓朋友霧乃非常擔心，所以被霧乃推薦加入八重樫流，但最後並沒有成為正式門生。比起習武更擅長使用自創的技巧戰鬥，當時能用金屬球棒和鷲三戰個平分秋色。（中文文庫版小說尚未連載至此劇情）
對於在托達斯以前從來沒有失敗過的光輝很是擔心；而且知道香織與雫對光輝沒有好感，曾提出過想慫恿光輝君向香織或雫去告白。（中文文庫版小說尚未連載至此劇情）
年輕時擁有被麻煩事吸引纏身的體質，這體質遺傳給了兒子，導致光輝後來變成社畜勇者(笑)。（中文文庫版小說尚未連載至此劇情）
天之河美月
光輝的妹妹。國中生。
長相出色經常受到雜誌和演藝圈的邀約，但都因為這樣和姊姊大人(雫)相處的時間更少為由拒絕掉。（中文文庫版小說尚未連載至此劇情）
地球靈魂姊妹社的創始者和一號成員，原本期望哥哥和雫結婚，讓雫成為自己的大嫂藉此成為最接近雫的妹妹，但這些都因為雫和始在一起而破碎，所以對始有很深的敵意。（中文文庫版小說尚未連載至此劇情）
為了拆散雫和始，指派在他們學校的學妹執行各種相關計畫，但每次都被始識破，導致那位學妹被始狠狠的疼愛一番(鬼畜魔王的疼愛)。（中文文庫版小說尚未連載至此劇情）
在特別企画《魔王与勇者（与卿）的宴会》中隱喻她是兄控和病嬌，並且知道八重樫家的內幕。（中文文庫版小說尚未連載至此劇情）

#### 遠藤家
因浩介成為魔王的右臂而亦獲益不少。
遠藤浩介（聲: 榎木淳弥）
參照「永山組」
遠藤英和
浩介的父親。四十九歲。在市政府市民課擔任公務員。興趣是釣魚。形象宛如某梅宮辰夫。
對於歸來的兒子的成長感到驚訝。在兒子開後宮後雖然感到困惑，但還是接受了。（中文文庫版小說尚未連載至此劇情）
因為拉娜為浩介提交多張結婚申請書，使兒子成為了同事們的話題。（中文文庫版小說尚未連載至此劇情）
知道女兒真實是個腐女。（中文文庫版小說尚未連載至此劇情）
遠藤實里
浩介的母親。四十九歲。在市政府市民稅務課擔任公務員。
精打細算勤儉持家，會盡量減少家裡不必要的開銷。（中文文庫版小說尚未連載至此劇情）
對於歸來的兒子的成長感到驚訝。在兒子開後宮後雖然感到困惑，但還是接受了。（中文文庫版小說尚未連載至此劇情）
因為被同事們（大嬸們）一直詢問浩介的戀愛八卦，而打算趕快退休和浩介一起移居到托達斯。（中文文庫版小說尚未連載至此劇情）
知道女兒真實是個腐女。（中文文庫版小說尚未連載至此劇情）
遠藤宗介
浩介的哥哥。法學院的大學生。
全無異性緣，對於帶著漂亮的兔耳大姊姊戀人回來的弟弟感到非常嫉妒不已。知道弟弟開後宮後嫉妒和怨念更深。（中文文庫版小說尚未連載至此劇情）
和弟弟借錢從來都沒有猶豫，但看到弟弟的新妻子（冒失聖女小姐）以後，嫉妒突破天際，氣到把借來的錢扔回去。（中文文庫版小說尚未連載至此劇情）
到了後日談最終章已經一人搬出遠藤家，化對弟弟的嫉妒為學習力量，即使已經得到司法書士的資格仍然選擇在法科大學繼續進修，並準備在幾年被獲取律師資格。然而一得知遠藤去妖精界旅行計劃時，又因涉及弟弟的後宮們而拒絕掉。（中文文庫版小說尚未連載至此劇情）
遠藤真實
浩介的妹妹。帶著眼鏡，頭髮雙馬尾。國中一年級生，文藝社社員。靈魂姊妹當中的參謀，和美月同一學校。
看到了某學妹（日野凜）被魔王學長（始）狠狠疼愛一番後，感到了些許的興奮。（中文文庫版小說尚未連載至此劇情）
也有接觸宅文化，所以對於擁有開後宮的哥哥感到樂在其中。（中文文庫版小說尚未連載至此劇情）
有腐女屬性，會向浩介的後宮眾人宣揚腐女文化。看到了浩介與阿齊茲相處，產生了許多危險的妄想。在特別企画《魔王与勇者（与卿）的宴会》親口說明她想魚與熊掌兼得。其腐女力散發出來時會令阿齊茲誤以為她被惡魔附身。及後去妖精界旅行時遇上一身西裝的帥氣的鬼，居然產生了它與驅魔師美少年加上深淵卿之間的三角關係的腐氣妄想。（中文文庫版小說尚未連載至此劇情）
與兄長浩介的後宮成員關係良好，比如讓陽晴稱其“義姐大人”並向她推薦漫畫，與凡妮莎在御宅文化這一塊已經到了同謀對象級別。及後也出席遠藤去妖精界的旅行。（中文文庫版小說尚未連載至此劇情）

#### 園部家
學生被集體召喚後提供自家經營的西式餐廳「威斯特裏亞」作家長們的集會場所，卻導致餐廳無法承受媒體與看熱鬧的民衆騷擾而一度暫停營業。及後優花歸來，因優花被譽為「魔王的情婦」而獲益不少。
園部優花（そのべ ゆうか，聲: 富田美憂）
參照「小愛護衛隊」
園部博之
優花的父親，為戴著眼鏡、相貌溫和的男人。
與蕾蜜雅很合得來。（中文文庫版小說尚未連載至此劇情）
園部優理
優花的母親，為以大發夾將頭發束在一起的女人。
與蕾蜜雅很合得來。（中文文庫版小說尚未連載至此劇情）

### 托達斯

#### 海利希王國

##### 王族
艾力西德·S·B·海利希（聲：木村雅史）
海利希王國的國王。（遇刺）
一開始對被召喚到托達斯的始和同學們非常照顧，盡可能的尊重他們的想法。但後來被諾因迷惑，而對埃希德的信仰異常狂熱。不顧愛子的抗議，強行將始認定為異端者，就連女兒莉莉安娜的抗議也無視，甚至對她的態度也和以前完全判若兩人。王都入侵事件時被傀儡兵殺害。
露露亞莉雅
海利希王國的王妃。
在王都入侵事件中倖存，之後開始指揮王都的復興工作。
後日談《托達斯旅行記》帝國篇，眼見其子蘭迪爾自投與繆、雷蒙德、艾莉艾爾的四角關係，也就只能如其女莉莉那樣悲嘆自己明明是王妃並獲女兒安慰。(中文文庫版小說尚未連載至此劇情)
後日談最終章，證實她受到女兒影響，成為三色堇老師的漫畫粉絲。(中文文庫版小說尚未連載至此劇情)
莉莉安娜·S·B·海利希（聲：芝崎典子）
年齢：14歳 / 性別：女
海利希王國的公主，金髮碧眼的美少女。天职为『结界师』。
雖然是一位公主，但性格開朗、友善、平易近人，因此深受國民和始的同學們喜愛。是香織和雫的摯友。暱稱是「莉莉」。
可以使用魔法展開結界或光之繩束縛對手。
小說第四卷末，察覺到王宮中的詭異氣氛。
小说第五、六卷，目睹了王室的異常和親眼看到愛子被綁架後，獨自暗中離開王都到安卡吉公國尋求協助，搭上了目的地是公國的商會車隊。路途上車隊被盜賊襲擊，所幸始等人相救才脫困，但是始居然完全忘記了自己，之後始等人經常把自己當空氣般忽視後，開始散發出怨念的氛圍，並不斷悲嘆「我，明明是公主的說……」，逐漸變成殘念系公主。
是個工作狂，雖然會抱怨工作太多，卻也會因此露出恍惚的表情。另外也有著黑心的一面，第十卷廣播劇中也提到在王都入侵事件後，為了復興王都不擇手段，甚至開始販售同學們的周邊商品（如抱枕、毛巾）以籌措經費。
小說第七卷，在王都入侵事件後前往荷魯夏帝國，為了王國的未來決定犧牲自己，和帝國皇太子訂下婚約達成政治聯姻，在訂婚派對前差點被帝國皇太子糟蹋，所幸始暗中出手相救。之後開始對始產生好感，在派對中邀請始和自己共舞，在共舞時對他表達感謝，並以暗示的方式向他求救。最後因為皇太子在郝里亞對帝國發動的恐怖攻擊中被處決，帝國被迫解放亞人族奴隸導致國力下降，她和皇太子的婚約正式廢除而得到了解救。
小說第八卷，和始等人前往費雅貝魯根共同見證加哈路德的宣誓，加哈路德被始以傳送門丟回帝國以後，自己和近衛騎士們也受到了相同的對待，被始丟回了王都。回到王都後，向王室和同學們不斷抱怨始對自己的種種行為，但在這過程中，表現出了對始的好感，而受到愛子和優花的冷眼。
小說第十一卷，與愛子一同號召（煽動）人民協助對抗神之使徒，並擔任人類聯軍的總指揮。
小說第十四卷，成為始的妻子之一，可為復興國家（滿足工作慾望）而暫時留在托達斯；首度來到地球時卻以「聖絕」擋下愁與堇拉炮的紙片而一度留下尴尬局面。
在後日談中說明是她指派德菈妮監視返回托達斯的光輝；及後（神話決戰的一年後）在宮殿成為「光輝君誘拐事件」的見證人（及後證實被“誘拐”到沙漠界；莉莉有試圖制止但被光輝推回去），直到一週後始與同班同學轉移至王宮大廣場前告知始等人組織光輝救援隊。最終章時亦有出席始與同班同學的畢業派對、四個月後的約會（事實上是考察地球的“鐵路”而前往相關博物館）與多個異世界之旅。之後在人民支持下被始帶到日本，因其人格魅力，在20歲時已成為著名漫畫家兼偶像，成立的萬事屋影響力也擴及全球，被奉為聖女大人。(中文文庫版小說尚未連載至此劇情)
蘭迪爾·S·B·海利希
年齢：10歳 / 性別：男
海利希王國的王子，金髮碧眼的美少年。
最初見到始和同學們後，對香織一見鍾情，並不斷積極對香織示好。之後對香織喜歡的始產生敵意，但得知了香織從來沒把自己當男性對待後大受打擊，初戀就此破碎。得知了自己的姐姐也喜歡上始後，加深了對始的敵意。
在後日談中作為始的小舅子。從始獲贈光之劍作用以護身的神器（代替跟著光輝“私奔”的聖劍），並且已經習得第三戰型“索雷蘇”。曾多次對繆示好，卻馬上遭到拒絕，為此再次受到嚴重打擊；然而意外的是使用光之劍的那一刻吸引到艾莉艾爾皇女，而蘭迪爾與艾莉艾爾的婚約傳聞更導致其姐在始等人托達斯旅行途中不得不脫隊回國，直到用上時間水晶加快了五日、以完徹爆速結束工作以後才歸隊。(中文文庫版小說尚未連載至此劇情)
夏伦•拜恩
為海利希王國的王族祖先，也是勞斯·拜恩的儿子。

##### 騎士團
梅爾德．洛金斯（聲: 間宮康弘）
海利希王國騎士團團長。（KIA）
被評為是王國最強的騎士。始和同學們的教育負責人。因為性格豪放磊落，所以很快就和他們打成一片。
擁有豐富的實戰經驗，單論劍術實力的話是在光輝和雫之上。在奧爾庫斯大迷宮中，與其他騎士團的成員陪伴著始和同學們進行訓練，同時以攻略迷宮為目標。但對於是否要教會他們殺人這件事上感到猶豫。始還是被稱為無能時對他非常照顧，在他墜入深淵後對此懊悔不已。
小說第四卷，與女魔人的戰鬥中受到致命傷並被挾持為人質。女魔人死後，在始的神水幫助下倖存下來，並為之前沒能救他一事道歉，還對光輝等人因為一直推遲對他們的殺人訓練一事而跪下謝罪。
小說第六卷，由於察覺到王宮內的詭異氣氛，而與副團長何塞共同調查，但在與何塞的一次密會結束後，偶然遇到遠藤後，就陷入了背叛者檜山的陷阱中。他被已經成為傀儡兵的何塞以及其他騎士團員們襲擊，還被檜山用匕首刺傷，雖然九死一生逃過一劫，但最後遇到了諾因，在心裡將一切託付給始後被諾因殺死。之後被惠里變成了傀儡兵，在王都入侵事件中，出現在光輝面前使他動搖，並對他造成致命傷害。在文庫版，他將要被始摧毀時，稍微回復了自我，並拜託他了結一切。
雖然他和始相處短暫，但他的死令始感到婉惜和遺憾。
何塞．蘭凱德（聲: 田丸篤志）
海利希王國騎士團副團長。（KIA）
身材纖細，擅長以靈活的技巧使用劍術。
小說第六卷，與梅爾德共同調查王宮內的詭異氣氛，但在與梅爾德密會並交換調查結果分別後，被檜山殺死變成了傀儡兵。
艾倫．索米斯
騎士團成員之一。（KIA）
小說第四卷，在奧爾庫斯大迷宮中為了掩護遠藤逃跑，而和女魔人操控的魔物戰鬥最後戰敗身亡。
庫潔莉．雷爾
原本是擔任莉莉安娜護衛的近衛騎士之一的女騎士。跟雫一樣也是個苦勞命。
小說第六卷，王都入侵事件結束後，繼承了梅爾德的位置成為了新騎士團團長。
對自己的部下德菈妮的種種行為感到頭痛不已。
在後日談中，獲始招攬為花騎士，排行第四，代號「婆婆納」。
尼特．古莫爾德
騎士團第三隊隊長。
小說第六卷，王都入侵事件結束後，繼承了何塞的位置成為了新騎士團副團長。
德菈妮．韦斯佩尔
原本是莉莉安娜的近衛騎士之一，本名直到後日談最終章才提及。
韦斯佩尔伯爵家（後日談最終章卻提到是子爵）的女兒，托達斯的義妹們(靈魂姊妹)的第一號成員。有一位在王宮擔任文官的兄長。暗屬性魔法使用者。
在始和同學們剛被召喚來進行訓練的時候，被他們訓練時，失誤產生的魔法爆炸波及扭傷了腳，被雫以公主抱的方式送去醫務室，從此就非常仰慕雫，成為了雫的義妹（雖然年紀比雫大）。
成為義妹後，開始忽視近衛騎士的職責，和其他義妹們成立了(靈魂姊妹)開始對雫採取攻勢，還企圖奪得雫的隨身女僕妮亞的位置，並對光輝、加哈路德、始施展闇屬性魔法詛咒他們，但每次都被上司庫潔莉發現，並受到鐵拳制裁。一開始對始保持著警戒態度，但聽著雫在談論黑刀還有始的事情後，將始視為最大的敵人。但很感謝始從女魔人手中救了雫，還有解決王都入侵事件。
小說第六卷，在王都入侵事件前，因為祖父去世必須返回老家，但不願離開雫，所以被兄長下藥迷昏帶回老家。但也因此躲過一劫。事件結束後，因為怠忽職守而被免除了近衛騎士的職務，並被分派到庫潔莉身邊重新學習。
在後日談之初，被降階為普通騎士，被分派到返回托達斯的光輝身邊，與他一同討伐魔物；但在《托達斯旅行記》期間屢次脫隊並以追迹者涅墨西斯之勢追著雫，被愛德爾稱為「因愛而瘋狂的可悲野獸」（之一）；直到最終章才重新晉升為近衛騎士。

##### 王都
從王都入侵事件起不斷重建，直到後日談《莉莉安娜篇》時、神話決戰後一年半已經完成重建全體的七成。
荷莉娜．阿希耶
莉莉安娜的專屬女僕，姓氏直到後日談最終章才交代。
本家作為優秀的侍從家族——阿希耶伯爵家，從建國之前便已經代代侍奉哈利希家族了。因此即使到了現在，哈利希王家的人，基本上每人身邊都會帶著一個阿希耶家的人作為自己的專屬侍從。
從小時候就和莉莉安娜在一起，對莉莉安娜來說也是一位摯友。
知道莉莉安娜對始的心意，而一直在為她加油，也希望始可以多注意到莉莉安娜。
侍從家族當然同時也有護衛的職責，人人都必須精通防衛戰鬥技巧，他倆在防衛戰方面一族人人都能與近衛騎士媲美。
及後亦補充，在神話決戰時，堅守在莉莉亞娜身邊的荷莉娜就被迫與衝入司令部的神之使徒交手，然而沒能擊退對方、已經遍體鱗傷，卻因艾希特被始消滅而保住一命。
後日談中，獲始招攬為戰鬥女僕集團「花騎士」團長，代號「香水草」。一名花騎士實力足以殲滅一支正規騎士團，雖然名義上是為了保護莉莉安娜而成立的，但比起公主，似乎與始的關係更親密，使莉莉安娜很沮喪。
妮亞（聲: 貫井柚佳）
海利希王國的女僕。
負責擔任雫的隨身女僕，兩人彼此信任。也曾勸導留守組不要太過依賴雫，因為就算雫那麼可靠，她依然是個普通的女孩子。
在小說第六卷，王都入侵事件中也經遇害並被變成了傀儡兵，從雫的背後用匕首刺向她並且拘束她。被莉莉安娜的魔法吹飛後，被光之繩給束縛。
渥爾朋．史塔克
海利希王國的首席鍊成師。
對雫帶來的黑刀感到驚訝，甚至放下手邊的工作，並召集其他鍊成師花了三天三夜改造黑刀，為雫設計出可以使用黑刀能力的魔法陣，但也因此魔力耗盡而累倒。
在小說第六卷，王都入侵事結束後，對於可以輕易修復大結界的始感到驚嘆，在得知他是黑刀的製作者後，和其鍊成師決定拜始為師，並對他進行糾纏，使得始只好逃跑。之後和其他人開始在王都上天下地不停地追蹤始，引發了不小的騷動，因王室的介入才平息了這場騷動。
在神話決戰中，與他的部下以最緊急的速度修複『改良型大結界』。
巴魯斯．拉普達
冒險者公會本部的會長。
全身充滿霸氣和肌肉的老人。
由於汲取了以前過度相信王都的大結界的教訓，冒險者公會本部到了後日談《托達斯旅行記》時從一棟可以讓人感受到很有歷史感的二層式木造建築，變成了一棟使用了許多金屬材料以增加強度、很有穩重感的六層式建築物，使得緊急狀況時可將公會用作城寨。(中文文庫版小說尚未連載至此劇情)
亞貝爾
金等冒險者，稱為「閃刃」。長相英俊且一頭金髮，但性格令人感到噁心，被始稱為「劣化版的光輝」。
在冒險者公會時，對始身旁的月和雫不斷糾纏，但後來因冒犯了瑪麗亞．貝爾而被他處罰，最後因為惹火了月，被月以重力球進行了胯下粉碎。
儘管為金等冒險者，然而其實力卻並不怎麼樣，似是隱喻他並沒有以有意義的方式獲得金等。
在後日談中已被改造成了漢女，改名為亞拉貝爾。（中文文庫版小說尚未連載至此劇情）
卡莉歐貝．艾雷希
後日談《托達斯旅行記》登場。畫家。
當畑山母女就聖母昭子爆發爭執時現身，獲魔王始批准以後描繪一張誇張的女神愛子和聖母昭子之間“美妙嬉戲”的宗教性質繪畫，被複制出來的作品爆炸性地販賣開來。
而卡莉歐貝小姐就因此而聲名大噪，在神殿親手繪製巨大宗教繪畫，使得作品不斷地在後世流傳著。

##### 布魯克鎮
波塔・貝利
該鎮的門衛，本名直到《托達斯旅行記》才交代，與某魔法使的名字很像。身上只穿著皮革鎧甲，腰間則系著長劍，比較像個冒險者而非士兵。
一開始對於狀態板數值高到不行的始與拿不出狀態板的月與希雅所組成的一行人感到奇怪，但還是放他倆進城並指導始等人前往冒險者公會的路線。
及後在《托達斯旅行記》，證實亦有參與神話決戰；當始等一家前來時親自前來迎接，這時他成為世界第一有名的門衛，接受過多次記者和歴史學者們的採訪，連帶門衛一職成為了或許能與第一個與偉人相遇的職業而大受歡迎，薪金亦變得高到不行。(中文文庫版小說尚未連載至此劇情)
亞當·沃卡
後日談《托達斯旅行記》登場，該鎮的鎮長，亦是凱薩琳的丈夫。
以前可是個和退出公會的強者們，在故郷的這座城市裡在爭奪凱瑟琳，很有氣慨的好男人；可最近卻因全鎮化作魔境而急速衰老。
凱薩琳·沃卡
冒險者公會布魯克分部負責人。櫃台大姊。很照顧始一行人。年輕時是個相當受歡迎的大美人。
因為自身興趣，繪畫出詳細的鎮上地圖，免費給予初次來到鎮上的冒險者。
原本是王都冒險者公會本部秘書長，公會營運者的教官。現在各個鎮上分部的分部長，有一半以上都曾是她的學生，所以現在對各個公會還是有一定程度的影響力。
當始帶著來自大樹海的稀有魔物素材來變賣時，就察覺到他是個不簡單的人物，所以寫了一封推薦信給予始，並表示若未來在其他城鎮發生衝突時，可以將此信交給該鎮的公會分部長，應該可以省去不少麻煩。
在後日談中成功瘦身變回美女，讓始一行人感到十分驚訝。(中文文庫版小說尚未連載至此劇情)
喬納森·沃卡
後日談《托達斯旅行記》登場，亞當與凱薩琳之三子，14歲。
在布魯克鎮角色扮演活動中扮演其中一名始，並且以優勝告終。
伊芙琳
後日談《托達斯旅行記》由作者提及，沃卡家的次女，11歳。
在緹奧的扮演上獲得了特別獎。
索娜．馬薩卡（聲: 近藤玲奈）
「馬薩卡旅店」的看板娘。活潑可愛的十五歲少女。名稱與日文「不會吧，怎麼可能」發音相同。
對始和月以及希雅三人的關係感到興趣，接受了克莉絲塔貝爾的訓練後，用各種偷窺方式窺探三人的感情八卦，表現出了強大的行動能力和執著，其氣息操作其實連光輝也偵測不到。但對始等人時卻每次都被始抓到，並受到母親的嚴厲懲罰。
其父親加拉德利烏斯說實她充分繼承了母系的氣質；同時說實當年入贅條件是不能對亞人族有差別待遇。而作者亦補充馬薩卡的家系，可能早在米蕾迪的時代她就與這家旅館的一家人有關係了。（尤是對兔耳有異常執著的這條線索；中文文庫版小說尚未連載至此劇情）
及後在《托達斯旅行記》，不但被描述為解謎女王，還會藉鷹式俯衝從旅店頂平穩落地；在後日談最終章從莉莉安娜得知，不少帝國貴族頻繁出入布魯克鎮，據說是在這間旅店學到足以對抗郝里亞族的隱秘技術。(中文文庫版小說尚未連載至此劇情)
克莉絲塔貝爾
凱薩琳推薦的冒險者服飾店的店主，身高超過2公尺的漢女。
由於他的外表被月懷疑是否是人類時，馬上就憤怒的翻臉把月嚇到哭出來。但其實是個溫柔的好人，並且具有很高的服飾眼光。
被始和月粉碎胯下的男人們，都被他雇用並且受到訓練，都脫胎換骨成為了實力強大的漢女。
原本是金等的冒險者，但為了實現夢想(在鄉下城鎮開服裝店)。而接受當時，已結婚想退休的凱薩琳邀請來到了布魯克鎮。雖然已退休但實力水平，到現在依然是冒險者中最強的。
在神話決戰中，率領的漢女軍團對使徒造成大量損失。
在後日談《托達斯旅行記》，帶來一群漢女迎接令始從精神大受打擊；及後一度來到日本研究地球的服飾。(中文文庫版小說尚未連載至此劇情)
瑪麗亞．貝爾
因對月糾纏而被她粉碎胯下的一名男子。
之後被克莉絲塔貝爾雇用並成了漢女，因為被雇用的漢女越來越多，使克莉絲塔貝爾決定開分店，而被指定為二號分店店長，並到王都視察分店開設地點時和始等人再會，並展現了輕易制伏住金等冒險者(笑)的亞貝爾的高強實力。

##### 湖畔城鎮烏爾鎮
佛斯．賽路歐
烏爾鎮旅宿「水妖精旅店」的老闆。一位溫和親切的老人。
因為有和許多客人交流的經驗，使他會向有煩惱的客人提出建議。他冷靜地向因為始的事情而煩惱的愛子提供建議，並引導她找出自己的答案。

##### 旅店都市霍爾亞得
洛亞·巴瓦比斯（聲：菊本平）
冒險者公會霍爾亞得分部的分部長。年齡大約六十歲，左眼有一道傷疤。
向應伊爾瓦請求而造訪的始等人，委託他們去拯救陷入危機的光輝等人。

##### 海上都市愛尼森
繆（聲: 小倉唯）
參照「主要人物」
蕾蜜雅（聲: 大原沙耶香）
年齢：24歳 / 性別：女
繆的母親，海人族女性。外貌和身材都不輸給提奧的美人，在愛尼森十分有人氣。丈夫過世後已經守寡了五年的寡婦。
與女兒失散後發現犯人，一度想要救回孩子，卻被炎彈擊中腳而落入海中，腳因而受重傷，導致不能正常行走和游泳，但在香織的治療下腳傷完全恢復。非常感謝始救了繆，因為繆把始視作父親，所以對待始的方式也像對待丈夫那樣還稱始為「親愛的」，故時常遭到月等人嫉妒和憤怒的眼光，但總是能以輕鬆的態度應付她們。
始等人攻略完梅爾基涅的海底遺跡後，對因為要與繆告別而猶豫的始表達感謝，並要他不要在意，好好地向繆告別。
小說第十一卷中，和繆一起被綁架到魔王城作為人質。
小說第十三卷，由於是個令人着魔的美女。光是向爱尼森的居民们告知要移居的消息，就有不少男人去跳海了。移居到地球的日本之後，最先迷上的是以糜爛男女關係為主題的肥皂劇，而且只有她受到當時正在播放的、描述愛恨情仇的肥皂劇而深深地受到了吸引。由于南云家一下子多了不少外国美女与美少女进出，附近的邻居满心都是猜疑、胡乱推测。不过同樣移居到日本的蕾蜜雅很快就收服了邻居──不，是与他们建立了良好的关系。在移居而来的成员当中，蕾蜜雅是最受左邻右舍喜爱、信赖的。已經從堇得知始私藏的「本本」和「成人遊戲」。
在後日談中和始回到日本，成為始的妻子之一。雖然一開始只是為了繆而假裝和始關係融洽，但之後也逐漸對始動了真情。善於隱藏自己的想法和動機，總是以「啊啦啊拉~呵呵呵~」的笑容蒙混過去，其內心連提奧也無法看透。惱火時面上沒有顯露出笑意，而且某隻有著很難用言語來形容又很褻瀆的存在會化作其背後靈。利用神器將頭髮變成金色並隱藏鰭狀耳朵，與提奧一同經營珠寶與服飾品牌。雖然試圖把繆培養出溫文爾雅的千金大小姐而操碎了心，然而到了《深淵卿篇III》證實以徒勞無功收場，得知影法師們所使役的水棲系與人面系化身都受到繆影響而倒戈、繆真的成為百鬼夜行之主時更是崩潰倒下。(中文文庫版小說尚未連載至此劇情)
薩爾傑
海利希王國駐紮在愛尼森的部隊隊長，性格盡忠職守。
對於使用奇怪物體（潛水艇）來到愛尼森的始等人，保持著警戒並以高壓態度質問他們的來歷，但倒楣的是，因為一連串意外而不斷掉進海裡。得知始等人的身分和來歷後，馬上對他們表示尊重並和他們約定，等事情告一段落後還是要找他們詳細問話。

#### 荷魯夏帝國
加哈路德·D·荷魯夏（聲：小山力也）
荷魯夏帝國的皇帝。
銀髮又銳利的碧眼，擁有經過嚴格的訓練而結實的身體。雖然年齡將近50，但外貌年輕看起像30多歲。性格豪放磊落，並徹底遵從帝國的實力至上主義，自己本身也擁有可以被稱為帝國皇帝的實力。十分貪婪渴望強者，就算是強大的亞人(郝里亞族)，也會想要讓他們成為自己的部下為己所用。
因為對於擊敗貝西摩斯的光輝等人感到很有興趣，所以偽裝成帝國使者的護衛之一來到了海利希王國，並和光輝比試結果，評價他為為周遭夥伴帶來災害的不成熟勇者。和光輝比試時見到了雫後，就非常喜歡她，一直希望她可以做自己的側室。
小說第七卷，和來到帝國的始初次見面的時候，就對他的破格的強大力量和神器感到興趣。看到雫和始得相處後也質問兩人的關係。在訂婚派對時被郝里亞族襲擊，雖然中了毒藥和受傷導致身體無法發揮全力，但還是有辦法頑強抵抗，但最後還是遭到壓制，因為堅持不投降，所以身邊的部下不斷被郝里亞族處決。甚至還被威脅會爆破帝國的重要設施，牽連到無辜的國民，不得已只好屈服並被迫戴上了誓約的項圈，並同意解放帝國的亞人奴隸，皇座後面亦被迫貼上恐怖的反對種族歧視海報（外傳漫畫《平凡日常造就世界最強》第42話中由希雅提及，web版則是直到後日談《托達斯旅行記》證實）。
小說第八卷，在前往費雅貝魯根對長老們宣示時，共乘了始的飛空艇佛爾尼爾前往，對此神器相當感興趣，並要求始讓渡給他但沒有成功，宣示結束後被始用傳送門丟回帝國。
小說第十三卷，在神話決戰中，一起加入了在地面上的戰鬥。結局因被始收回決戰使用的神器感到不滿，但在被贈與小型的佛爾尼爾飛船後心情大好(不過莉莉安娜公主和卡姆手上有飛船的自爆遙控器；web版則是直到後日談《托達斯旅行記》才提及)。
拜亞斯・D・荷魯夏（聲：白石稔）
荷魯夏帝國的皇太子。26歲。（遇刺）
雖然是側室出生，但憑自己的實力坐上了皇太子的寶座。性格醜陋，狂妄自大，不尊重女性，瞧不起弱者。
因為是憑自己的實力坐上皇太子寶座，所以從來沒有得到過加哈路德的關愛。
莉莉安娜的未婚夫，在訂婚派對前差點就要侵犯了莉莉安娜，因始的蜘蛛形哥雷姆阿刺克涅阻止了此事。
郝里亞族襲擊時，因為加哈路德拒絕投降，所以被郝里亞族斬首處決。
托雷克・D・荷魯夏
荷魯夏帝國第二皇子，本名直到《托達斯旅行記》才交代，已故。
被迫戴上誓約的項圈後，因發狂而死。
特蕾希・D・荷魯夏
荷魯夏帝國的皇女，為金髮捲成鑽頭的大小姐，天職為《魔道師》。
加哈路德向始介紹自己女兒時被提及，被加哈路德形容為是一個戰鬥狂，形同狂犬，可一旦發泄過後就會進入賢者模式，變成普通優秀的皇女殿下。另外，將來的夢想是成為女僕。
在WEB版的後日談《托達斯旅行記》故事中正式登場。以前因為很佩服莉莉安娜的黑心，對她有著強烈的競爭意識，但之後莉莉安娜為了王國而甘願嫁給拜亞斯，對此大失所望而沒出席訂婚派對。在神話決戰的時候還從皇宮偷走即使是帝國歷史上無人能夠駕馭的噬魔大鎌《艾賽克斯》跑上戰場，期間完全無被莉莉安娜察覺過。期間一直徘徊在生死一線的狀態下，憑自己的能力覺醒了「限界突破」。
曾參加帝國鬥技場初步修復以後舉行的新鬥技場開場紀念的排名賽，以第三名收場。
與帝國皇族之中剩下的三名弟弟與兩名妹妹（全都是同父異母）多少怨恨郝里亞族相反，她在某時刻已經迷上郝里亞族的作風，更是重度的希亞廚。在始等人緊急轉移到荷魯夏帝國宮殿時對抗希雅（而且無視其拒絕），期間還使用“極限突破”，但最終還是不敵並且被希雅一拳擊殺，因香織與愛子的救治而保著一命。
曾經也嘗試攻略萊森大迷宮，但由於無法擊敗超級密雷迪G而以攻略失敗告終。
之後獲始以強化鎌刀招攬為花騎士，排行第七，代號「雀仔花」。
艾莉艾爾
後日談《托達斯旅行記》登場，荷魯夏帝國最小的皇女，為銀髮碧眼、年約7、8歲的可愛女孩子。
满是褶皱花边的小礼服，圆溜溜的大眼睛。真是如同绘画中的“公主”一般。
特蕾希同父異母的妹妹，與特蕾希是少數有感情的親人，稱特蕾希為“姐姐大人”。
與其母親、侍女一樣看到拜亞斯與熟悉之人被斬首處決的一幕，看到郝里亞族的兔耳時會陷於恐懼而昏迷。及後亦有出席帝國晚會，被涅雅威脅時獲蘭迪爾保護後對其心動並且稱其為“達令”；從始獲得花朵模樣的魔導銃（原為被繆回絕的裝備）以後宣稱自己已經什麼都不害怕，而且能使用無數枝。然而得知蘭迪爾心向繆以後病嬌覺醒，並且視繆為對手，並在晚會最後帶著妒忌全開的惡役千金表情及特蕾希那樣的奔撞與保護繆的涅雅交戰，直到最後被特蕾希制服前仍然保持將槍口指向繆。她是繆少數無法結交為朋友的對象；而她的戀情似乎更是一條茂密的荊棘之路。
亞曼德拉
後日談《托達斯旅行記》登場，為美丽非凡，一眼就知道是高贵万分的妇人，艾莉艾爾的母親。
與特蕾希是少數有感情的親人。
與其女兒、侍女一樣看到拜亞斯與熟悉之人被斬首處決的一幕，看到郝里亞族的兔耳時會陷於恐懼而昏迷。
據登場人物介紹補充，在那之後成為了始大人的完美信徒，因為這是義務。
漢德拉
後日談《托達斯旅行記》登場，為年約20岁的银发帅哥青年。
亦是在拜亚斯和托雷克去世的现在最年长的皇子，為时刻准备着踢掉特蕾希，并打算夺回曾经强大帝国的野心家弟弟。
與其母親、侍女一樣看到拜亞斯與熟悉之人被斬首處決的一幕，看到郝里亞族的兔耳時會陷於恐懼而昏迷。
據登場人物介紹補充，因為眼見雷蒙德的急速成長而被淡化了存在感。及後因為自己什麼都做不好，開始認真思考起，或許全心全意信奉始大人就是自己存在的義務。
麥婭拉
後日談《托達斯旅行記》登場，為10来岁的金发碧眼美少女、可能已經不行了的皇女，以及贪图享乐、身為策略家的狡猾妹妹。
與其母親、侍女一樣看到拜亞斯與熟悉之人被斬首處決的一幕，看到郝里亞族的兔耳時會陷於恐懼而昏迷。
據登場人物介紹補充，因為眼見艾麗艾爾的急速成長而被淡化了存在感。及後因為自己什麼都不好，開始不斷暗示自己，或許全心全意信奉始大人就是自己存在的義務。
雷蒙德
後日談《托達斯旅行記》登場，為約10歲的美少年。
為拜亞特（與被下手的不具名傭人）的兒子、特蕾希的侄子。與父親之間的交流可謂不存在；相對的與特蕾希是少數有感情的親人，稱特蕾希為“姑媽大人”。而特蕾希視其為繼自己以後，帝國最佳的繼承人。
雖然無看到拜亞斯與熟悉之人被斬首處決的一幕，可看到郝里亞族的兔耳時還是會反感。一開始連繆也抗拒，直到與繆一小段交流以後才放下戒心成為其朋友之一，並瞬間稱始為“義父大人”。以後向始等人解釋帝國晚會以上，眾人各自提燈及裝備護頸的原因。得知蘭迪爾也會前來後即時對其產生競爭意識，從始獲得紅色劍身的光之劍，然而對在四角關係當中對繆的戀心卻被其以始回拒而崩落。晚會最後從在繆面前再度戴上“誓約的項圈”，與蘭迪爾作激烈的光之劍對戰，最後還是由繆一句讓其老實下來。
據登場人物介紹補充，及後學會了把劍刃擺至下段或正側方，進行狂暴連續打擊的第七戰型“瓦帕德型”。而他與蘭道爾之間的關系被周圍的人們認定可能就是將來帝國與王國之間的關係。
古禮德・哈夫（聲：真木駿一）
帝國軍第三連隊隊長。（KIA）
他的部隊曾經襲擊了逃出費雅貝魯根的郝里亞族，並殺死了許多希雅的族人。
始等人前往帝城入口時親自迎接他們，並看到了希雅後，不斷逼問希雅自己那些沒有回來的部下下落時，因為始的介入而失敗。
之後在WEB版中就沒有登場了，但在文庫版中郝里亞族襲擊帝國時，試圖率領一支部隊去保護加哈路德，但被希雅攔住了去路最後部隊全滅，自己則拼命請求希雅饒命，但被拒絕並被打飛到天空的另一邊。
涅迪爾
帝國巡邏隊第四隊成員。原本是獄卒。
被始和月抓住並被打探被囚禁的郝里亞族情報，在跨下不斷被月粉碎又再生不斷循環的嚴厲酷刑後才終於招供。
及後在《托達斯旅行記》，從涅雅與特蕾希得知他以一身比基尼裝甲的漢女角鬥士，參加帝國鬥技場初步修復以後舉行的新鬥技場開場紀念的排名賽，以第一名收場。（中文文庫版小說尚未連載至此劇情）
貝思塔
加哈路德的部下。（KIA）
在郝里亞族的襲擊中被斬首處刑，從加哈路德比拜亞斯被處決時，還要震怒的反應來看，他是一位擁有相當實力且值得信賴的部下。

#### 費雅貝魯根
艾爾夫雷利克·海彼斯特（聲：石井真）
費雅貝魯根的長老團的成員之一，為亞人族中地位最崇高的森人族(妖精)長老。有著出類拔萃的射箭技巧。
知道解放者留下的口喻，邀請被大迷宮認定的資格者始和月，並讓他們帶著郝里亞族一起來到費雅貝魯根。由於杰爾和其他長老堅持要處決郝里亞族，為了避免和始敵對，所以用了一個古怪的方法解決問題，就是將郝里亞族都視為始的奴隸（根據費雅貝魯根的法律，一但成為奴隸就被視為死亡，所以無法處決死人）。
在第七卷時被提到，試圖向入侵費雅貝魯根的魔人部隊交涉不果，因郝里亞族全殲魔人部隊而保住一命。
在第八卷帝國革命後試圖招攬郝里亞族回歸但被拒絕。
發現孫女性格大變後，最近的口癖都成了「老夫，一定是在黑心國家工作的吧，不過已經撐不下去了啦」。服用胃藥的次數與某個日本公安人員（暗指服部幸太朗）平分秋色。這時已至神域的弓箭技術最近都是用來配合其他長老眾們壓制其孫女，及後在《托達斯旅行記》更是為免她妨礙始等人觀光而將其封印在某處。（《托達斯旅行記》部份在中文文庫版小說尚未連載至此劇情）
艾爾媞娜·海彼斯特（聲：山田美鈴）
艾爾夫雷利克的孫女。與希雅同齡的十六歲森人族少女。
擁有一頭觸及地面的金色長髮，和漂亮的外貌和溫柔的性格，所以深受族人歡迎。因為身為族長孫女的特殊立場，所以很嚮往有一位關係對等的摯友。
魔人族入侵費雅貝魯根後，接著又被帝國為了尋求更多奴隸而入侵因此被捕獲，但最後被郝里亞族以及始營救。因此對始產生了好感，但並未得到回應。因為始的關係而數次和希雅爭鋒相對，並不斷被希雅制裁，但其實是希望可以和希雅要好，成為摯友。
看到提奧被始踩踏後，抖M本性開始萌芽，後來被希雅無數次以摔角技制裁後徹底覺醒，和希雅成為摯友自（認為）後希望她可以盡情玩弄自己，令希雅感到恐懼而全力逃跑。希雅逃跑後，總是能發揮出驚人的身體能力找到並追上她。
在後日談中，因為想要成為希雅的繼母而不斷糾纏卡姆，同時也享受著被他擊退的快感。為了全森人族的名譽，只能將這悲哀的愛與性癖之獸封印與彼之大地上。（中文文庫版小說尚未連載至此劇情）
杰爾（聲：藤沼建人）
長老團的成員之一，虎人族的長老。
長老團之中對始有敵意的長老，並極力主張要處刑跟在始身邊的郝里亞族，因艾爾夫雷利克從中介入調解而避免發生衝突。
魔人入侵以後，開始崇拜香織，因為她為重傷的亞人治療和修復了被破壞的森林。
馬歐
長老團的成員之一，翼人族長老。長老團中唯一的女性成員。
為「月刊費雅貝魯根」的編輯長，魔人入侵後有對始等人進行了採訪並將內容出版成「月刊費雅貝魯根」再編版第一號發行，但為了娛樂性有對訪談內容加油添醋，同時乘機將希雅捧為費雅貝魯根的公主（甚至吹噓其地位凌駕至月以上，成為始的正妻）。
到了《托達斯旅行記》，由於得以向愁與堇採訪，始亦因黑歷史、性癖等曝光而淪為苦主。（中文文庫版小說尚未連載至此劇情）
魯亞
長老團的成員之一，狐人族長老。
繼艾爾夫雷利克後也認可始是資格者。
格傑
長老團的成員之一，土人族(矮人)長老。
和金的關係不錯，金被始打到再起不能後，對始非常厭惡。
魔人入侵後，也和杰爾一樣開始崇拜香織。
金・邦頓
長老團的成員之一，熊人族長老。
非常不滿艾爾夫雷利克招待始和被視為禁忌之子的希雅，以測試實力為由和始單挑，但卻被始打倒從此再起不能。
雷根・邦頓
熊人族長老金的右臂般的存在。
金被始打到再起不能後，非常憤怒甚至不顧長老團的警告，帶領著年輕族人要去報仇，但反而被脫胎換骨的郝里亞族攻擊。從此對郝里亞族有著強烈的精神創傷，一度離不開精神安定藥物。
魔人入侵時，雖然覺得很羞恥，但還是去向郝里亞族尋求協助。
及後在《托達斯旅行記》得知他加入了「香織大人後援隊」以及與安吉卡公國方面合併而成的「天使教團」，香織前來時正代表天使教團爭奪首名迎接者之位。(中文文庫版小說尚未連載至此劇情)
基魯
虎人族第二警備隊隊長。
原本打算要驅離重返費雅貝魯根的郝里亞族，但對跟在他們身旁的始的神器威力感到震驚，和他交涉後得到了長老團的同意，允許始等人進入，從此與始有著奇妙的緣分。
在那之後因偶然之下保護了阿爾緹娜將其送還時，最初現身來迎接並做出合理妥善的安排這都讓始對此人評價很高，而他自身的實力讓他從元警備隊長一職出人頭地的成為五大戰士長中的一席。
在後日談《托達斯旅行記》，始等人去往費雅貝魯根時，繼郝里亞族以後前來迎接。學會的奧義是究極現實逃避技「封閉五感正常生活」，大致上是郝里亞的錯。(中文文庫版小說尚未連載至此劇情)
戈特
狼人族族長，費雅貝魯根戰士團的團長。（KIA）
深受長老們信賴，是亞人族軍隊中象徵般的存在。魔人入侵時戰死。
琪菈
兔人族女孩，個性乖巧害羞。早於第八卷特典登場，本名直到web後日談《托達斯旅行記》當中才提及。
因為好奇而找上了始，並聽了思念女兒的他分享繆的事情，從那時已經被始的父性光芒沐浴。最後和一群亞人族小孩玩累了在始身邊睡著，畫面太過可愛而讓月、希雅、提奧、香織鼻血直流。
在後日談當中，因為當時始的叮囑而仍保有兔人族害羞怕生的本性，而並沒有受到郝里亞族影響的元祖型型兔耳少女，被眾人視為兔人族中的奇行種、珍惜原種，瀕危物種。之後被始溫柔對待而不小心稱他為「父親」，讓繆大為吃醋。作者亦補充必須好好保護她，絕對不能讓她也變成郝里亞，絕對要守護才行。（中文文庫版小說尚未連載至此劇情）
沃洛波羅斯三世
後日談《托達斯旅行記》登場，為二足站立的人型蟑螂，能噴出黑色腐蝕性煙霧，還可藉以描繪成托達斯語進行簡單溝通。
為外傳「平凡職業造就世界最強 零」中，初代沃洛波羅斯的非常遙遠的後裔子孫，然而即使是有著神代魔法對它種族的加護，以千年為單位世代交替繁衍中，難免的出現了劣化。就連思考能力也已經遠不及先祖那麼高，當然它亦無法記住三代之前的數目的樣子。
亦會記恨月在試煉中使用「神罰之焰」以萬為單位大量減少了其自身種群數量這件事，它直到一年後始等人前來旅行才恢復到可前來迎接他倆。
前來旅行的始等人都害怕蟑螂以下，只有繆能與它交好並且讓自己坐在其頭上。
當始決定不破壞所有大迷宮機能以後，順應其想法將破壞機能的「鍵」處理掉。及後接受堇認知改變方案，變成“以慈愛與暴力來守護世界的（幻之）魔法少女烏☆醬”。可也導致始等人重播最終試煉時，巨大蟑螂大軍變成大量烏☆醬（包括迷你版本），並且被當時的始與月整批虐殺。

##### 郝里亞族
亞人族中最弱的種族兔人族的其中一個部族。因為藏匿身為禁忌之子的希雅，所以全族被驅逐出費雅貝魯根。全族在萊森大峽谷陷入困境時，獲希雅帶來的始和月拯救。以後始花十天的時間訓練他們，結果全族脫胎換骨成為了令人類和亞人畏懼的斬首兔一族。
及後在後日談3《郝里亞來了!》，由於始、希雅、浩介與艾蜜莉帶上的郝里亞族20名精銳人士前來參觀地球各處，其中包括地下鐵和地下施設，以至後日談最終章時，始與莉莉安娜考察鐵路時，始在那深邃的空間深處，途徑稍微有些開闊的地方時也看見了兔耳。
卡姆·郝里亞（聲: 金光宣明）
兔人族部落，郝里亞族的族長。希雅的父親。
原本性格溫和，但和族人接受了始的魔鬼訓練後，除了希雅外全員都脫胎換骨，成為無所畏懼的戰鬥狂，而且只要是敵人就殺無赦，任何時候都非常精神的兔人大叔。從此和族人就非常崇拜始並稱他為老大。
之後開始自稱為「深淵蠢動的暗獵鬼，卡姆邦提斯．艾爾法萊特．羅德利亞．郝里亞」。
期間魔人部隊入侵時接受了雷根的請求，率領族人在迷霧中殲滅魔人族，以阻止他們前往大迷宮。以後與族人為了救出被帝國軍捕獲的其他兔人族而暗中潛入帝都，但誤中了陷阱而被捕獲。即使被帝國兵拷問仍不斷出言汙辱他們，把他們搞到快要發瘋。
在小說第七卷，獲始營救以後，與族人們決定在始的幫助下再對帝國展開襲擊，將所有帝國兵守衛擺平以後，襲擊訂婚派對會場並與族人們一起襲擊加哈路德，最後成功使他投降贏得勝利。
在小說第八卷，將所有獲解放的奴隸交給費雅貝魯根處理以後，被長老團邀請成為長老之一，但拒絕了邀請並宣布郝里亞族從此獨立出費雅貝魯根，還要求大樹以南的區域作為一族的領域。
後日談中被艾爾媞娜纏上，多次引起希雅的誤會而差點喪命；《托達斯旅行記》時，始等人去往費雅貝魯根時與一眾男性族人隨帕魯以後以一身女僕裝迎接，更令希雅悲憤地要以“等級10”清肅他們。而上述的魔鬼訓練被眾人抨擊成為始開發正義村民量產化神器的契機。及後亦有出席參觀地球各處等活動。（中文文庫版小說尚未連載至此劇情）
茉娜・郝里亞（聲: 大原沙耶香）
希雅的母親，卡姆的妻子。（已故）性格溫柔、聰明。
和膽小害怕戰鬥的族人不同，非常憧憬可以成為保護族人的英雄。在希雅小時候因被視為怪物所苦時，安慰鼓勵她可以做到和別人不一樣的事。
生前體弱多病在希雅十歲前就去世了。在這以前將從縫紉、打掃技巧、隱蔽氣息的方法與偽裝技術，到磨練聽力和調配藥物的知識都傳授給希雅。後來希雅帶著始來到了她的墓前，感謝她生下了自己並感謝因為她的鼓勵，才遇到了始和許多同伴。
後日談《托達斯旅行記》時，當眾人看到尚在人世的苿娜可毫不猶豫的抄起菜刀射向蛇的頭部時，感嘆要不她體弱多病，她還可指揮著菲亞貝魯根軍隊進攻帝國成為兔耳女帝。同時始與月發現讓自己一行人旅途變得充實起來的家事萬能兔子的一切技能都是出自其教導。（中文文庫版小說尚未連載至此劇情）
希雅·郝里亞（聲：高橋未奈美）
參照「主要人物」
帕魯・郝里亞（聲：東內麻里子）
10歲兔人族少年，性格溫柔 喜歡花朵不會殺害昆蟲。然而受到始的魔鬼訓練後性格大變，變的十分好戰。
之後自稱為「必滅的巴魯巴費多」並認為以前軟弱的自己是個黑歷史，並且讓中二病在族內傳開，是讓族人染上中二病的元兇、樹海的中二病王。
擅長使用遠距離射擊武器，是郝里亞族內最優秀的狙擊手，使用的武器是弩。
在後日談《托達斯旅行記》，始等人去往費雅貝魯根時率先以一身女僕裝迎接，被希雅以鐵拳擊倒。可及後獲卡姆鼓勵向女裝癖進發後，對真正的男子氣概陷於迷失。(中文文庫版尚未連載至此情節)
在《深淵卿篇II》亦有參與富士山樹海保衛戰，先後被影法師與艾蜜莉（所射出的流彈）擊中側腹與屁股。（中文文庫版小說尚未連載至此劇情）
在後日談最終章中本想移民聖域，後改為日本樹海；本還想跟隨繆上學卻被始拒絕。(中文文庫版尚未連載至此情節)
涅雅・郝里亞（聲：書上春菜）
10→11歲兔人族少女，帕魯的朋友，長有深藍色的中長髮。
經過始的魔鬼訓練後自稱為「外殺的涅雅修塔特爾姆」。
在後日談時為郝里亞族留守帝國的七位大使之一，經常與其他大使激戰，以至特蕾希的直屬女僕需要接受專業訓練才能穿過她倆的激戰區。亦曾代表郝里亞族參加帝國鬥技場初步修復以後舉行的新鬥技場開場紀念的排名賽，以第二名收場。始等人來訪帝國時，為首先前來迎接的郝里亞族人，其時一身忍者模樣的黑色戰鬥裝束。然而最後為了保護繆而與艾莉兒發生衝突並大鬧帝國晚宴，被希雅擊倒加上繆討厭她而大受打擊，始等人去往費雅貝魯根時由希雅拖行。及後察覺到拉娜推薦自己成為駐帝國大使，就是為了這個把自己從花騎士選拔賽中剔除掉而毅然退出駐帝國大使，在擊敗所有同族的女性以後，獲始招攬成為花騎士，排行第二位，代號「龍面花」，暗殺和諜報的本領甚至比得上深淵卿。在後日談3《郝里亞來了!》以後，通過魔術貼這個“人類睿智的結晶”，能暫時恢複正常變成普通的可愛兔耳美少女。《深淵卿篇III》中可知從優花習得投擲。(中文文庫版尚未連載至此情節)
在後日談最終章中本想移民聖域，後改為日本樹海；本還想跟隨繆上學卻被始拒絕。(中文文庫版尚未連載至此情節)
拉娜・郝里亞（聲：清水彩香）
族中的大姐姐之一，中二名為「疾影的拉娜英菲莉娜」。
擁有非常強大的氣息掩蔽能力。要是發動奧義的話，能變成普通的漂亮大姊姊。
在神話決戰中是唯一能注意到浩介的人，贈予了他「疾牙影爪的浩介·E·深淵之扉」的稱號，讓他對自己一見鍾情。
小說第十四卷中，從浩介得知她亦來過地球，經南雲家前往遠藤家，並放下平時的中二態度、轉用正常的方式問候。
在後日談中，浩介完成自己提出的條件(獨自攻略大迷宮及傷到始)之後，成為他的正妻。希望浩介能有七位妻子，因此積極的把他邂逅的女孩子們拉進后宮中；及後《深淵卿篇III》時更證實為此發展出女人的直覺，可面對陽晴將會從緋月保護浩介的宣言時亦會察覺到自己正妻地位垂危而不惜曝露兔耳之身；到了最終章時生活根據地為英國，從始得到專屬鑰匙從而往返遠藤家及樹海隱藏據點。(中文文庫版尚未連載至此情節)
美娜・郝里亞（聲：山田奈都美）
族中的大姐姐之一，拉娜的閨蜜。中二名為「空裂的美娜斯特莉亞」。
然而，眼見拉娜明明已經有戀人（浩介），還想待在始身邊侍奉而青眼有加，現在以她為首的單身兔族人指責拉娜是個輕浮的現充。據登場人物介紹的清武一節，美娜到了《深淵卿III》時已經在希亞與拉娜的幸福氣場中扭曲成了對戀愛如饑似渴般的怪物。(中文文庫版尚未連載至此情節)
亞歐・郝里亞（聲：渡邊紘）
兔人族男性。中二名為「幻武的亞歐傑利亞斯」。
約魯・郝里亞（聲：松岡洋平）
兔人族男性。中二名為「爬斬的約魯岡達爾」。
利奇・郝里亞
兔人族男性。中二名為「霧雨的利奇德布雷克」。
伊歐・郝里亞
兔人族男性。中二名為「雷刃的伊歐魯尼克斯」。

#### 中立商業都市弗連
伊爾瓦·強谷（聲: 平松広和）
冒險者公會弗連分部的分部長。留有金髮後背頭，目光銳利，年齡約三十歲左右的男性。曾經是凱薩琳的學生。
小說第三卷，委託被凱薩琳認同的始等人，搜尋失蹤的冒險者隊伍的緊急任務，始最後答應了但被他要求說，要無條件幫月她們準備狀態版，並對狀態版的內容保密，還有希望以後情況允許的話，可以成為他們的後盾。
小說第四卷，威廉獲救後，兌現了始提出的條件，並且為了以後方便行事，他將始的冒險者等級升至金等。始救出了繆並徹底摧毀弗連的地下犯罪組織後，對他們的行為感到胃痛，但還是感謝他們的幫忙。之後得到始的允許，可以利用他們的名號來抑制弗連的犯罪行為。
擁有敏銳的洞察力，從始的言行中，看出了他就是那個墜入奧爾庫斯大迷宮深淵，被認為死亡的學生。
德特・克羅
冒險者公會弗連分部的秘書長。是個苦勞命就跟他的姓氏一樣(日語發音相似)。
威廉・庫德塔（聲: 石井真）
庫德塔伯爵家的三男。年齡約20歲左右的年輕人。
嚮往成為一位冒險者而離家出走，在伊爾瓦的推薦下加入了一支冒險者隊伍，前往調查北方山脈的情形，但到達北方山脈時，隊伍被清水操控的提奧襲擊，自己躲進了洞窟倖存了下來，但其他人都被提奧殲滅。
在小說第三卷，被始營救後馬上指責提奧殺了其他冒險者，就算她被操控的也無法原諒。但之後提奧和始他們一同擊退入侵烏爾鎮的魔物大軍後，最後還是原諒了她。
正義感很強，不斷說服始拯救烏爾鎮。此外也看出了始射殺清水的事背後另有用意。
似乎有戀母情結，身上戴著附有母親年輕時照片的項鍊。
在《托達斯旅行記》，從莉莉安娜得知庫德塔伯爵家對戰後復興做出了很大的貢獻。他辭去冒險者之職、和莉莉安娜合作，更不惜將私人財產都拿出來了。為報答他的奉獻，現在人就在王國南部收復回來的領土擔任邊境伯。(中文文庫版尚未連載至此情節)
古雷爾・庫德塔
庫德塔伯爵家的當家。威廉的父親，伊爾瓦的友人。
非常感謝救了兒子的始，並承諾如果有需要會盡自己所能提供協助。
莎莉雅・庫德塔
庫德塔伯爵家的當家夫人。威廉的母親，古雷爾的妻子。
莉希
在弗連擔任介紹人的女性。
向始提供關於旅宿的情報，目睹了始捲入紛爭。
噗姆・明
明男爵家的貴族，腦滿腸肥性格噁心的醜男。
因為看上了月和希雅，要求始把她們賣給他，結果被始的威壓鎮舍，於是請自己雇用的冒險者保鑣雷加尼多企圖用武力，但沒想到雷加尼多被輕易打敗，自己也被始用釘鞋狠狠地踩踏了臉。
雷加尼多
噗姆雇用的一位巨漢黑等冒險者。有著暴風的稱號，也因為愛錢而有貪財的稱號。
被雇主噗姆要求用武力去搶奪月和希雅，但卻被兩人輕易打敗，最後受到月的胯下粉碎。
漢森（聲: 山口太郎）
弗連最大黑社會組織墓地的首領。
因為綁架了被始拯救的繆，還要求拿希雅做交換而觸犯到始的底線，在城內的據點都被始等人摧毀，自己所在的據點也被希雅和提奧突破，最後被希雅用德盧肯砸成肉醬。動畫版是在主持拍賣會時被始射殺。
萊澤蓋斯特（聲: 浜田賢二）
水中型魔物，人面魚。里曼是種族的名稱，而本名直到後日談最終章才交代。有妻子瑪格麗塔（同樣在後日談最終章才交代）和小孩，充滿人情味就像個成熟的大叔。擁有「心電感應」的特有魔法，可以利用此魔法和其他物種溝通。
原本在的地下水脈游泳時，被從萊森大迷宮驅逐的始等人波及一起被沖到了地面上，用「心電感應」求救，結果就被送到了弗連的水族館。始和希雅來水族館約會時再度碰上，和始用「心電感應」進行了一番交流後，兩人意氣相投，並開始以「里叔」和「始小弟」互相稱呼，成為始在托達斯的第一個朋友。之後在始的幫助下逃出水族館，重回大海獲得自由。
在小說第六卷，當始等人在梅爾基涅的海底遺跡，被巨大古代魔物惡食攻擊陷入絕境時，操控海洋生物們攻擊惡食，幫始爭取完成殺手鐧的時間。
繆回到愛尼森後，也和繆成了朋友，兩人經常見面，但總是教繆一些對小孩子來說不適合的事，而令蕾密雅頭疼不已。

#### 安卡吉公國
朗基・佛瓦德・傑根（聲: 白熊寬嗣）
安卡吉公國領主。
苦惱於發生在公國內綠洲的水源汙染問題，和汙染所引發的疾病，自己也染上疾病。及後在經過的始等人的幫助下成功解除了危機，所以對他們非常感謝。
當聖教教會將始等人認定成異端者時，內心衡量後決定擁護始等人，並且對教會提出質疑。
比茲・佛瓦德・傑根（聲: 岡野友佑）
朗基的兒子，年約20歲左右的青年。
和朗基一樣也因綠洲汙染而染上了不明疾病，被困在古盧恩大沙漠時獲始等人解救而保住一命。
在後日談《托達斯旅行記》時，成立了崇拜香織的「香織大人侍奉隊」，及後還與費雅貝魯根方面合併為「天使教團」，令始等人感到很頭痛。(中文文庫版小說尚未連載至此劇情)
愛莉・佛瓦德・傑根
朗基的女兒，14歲的少女。
對亞人沒有歧視意識，所以見到繆時就非常喜歡她，因為是老么所以非常嚮往有弟弟妹妹，於是把繆當妹妹般照顧。始等人攻略古盧恩大火山時負責照顧繆。
在照顧繆時，向繆問起關於她是如何與始相遇的，結果因為繆還小表達的不清楚，而對始有些誤解，使她和心腹的侍女們發誓絕對不會把繆交給始。

#### 聖教教會
伊什塔爾·蘭戈柏爾德（聲: 樫井笙人）
聖教教會的教皇。外表五十歲上下的精壯老人。（KIA）
將神的旨意擺在第一位的狂信者。始和同學們被召喚到托達斯時，第一位歡迎他們的人。看中光輝的領袖魅力並利用他來操控同學們。
遵從神的旨意強行將始認定為異端者。
小說第六卷，始在和諾因戰鬥時與教會的其他祭司，對始發動狀態異常魔法“霸墮的聖歌”來協助諾因，但提奧發動的吐息因愛子的協助增強威力，結果和其他成員死於提奧吐息所產生的大爆炸中。
西蒙·禮貝萊爾
聖教教會的新任教皇。年齡76歲。白髮，翡翠眼眸以及黝黑的肌膚的老人。
對信仰並沒有狂熱，有著愛惡作劇的孩子氣的一面。雖然年事已高但逃跑速度極快。
在第七卷登場，原本在聖教教會本部擔任總壇的主教，因不小心反對歧視亞人，而被放逐到【古盧恩大沙漠】北方的小鎮擔任祭司，被莉莉安娜公主推舉他繼任新教皇，而和孫女前來王都。剛來到王都時，對因始的事情而煩惱的愛子及優花兩人進行諮詢。
在神話決戰中，指揮新生聖教教會對神之使徒發動狀態異常魔法“霸墮的聖歌”。
及後在《托達斯旅行記》，始等人旅行時在烏爾鎮與他一度會合。(中文文庫版小說尚未連載至此劇情)
全名叫西蒙· L·G·禮貝萊爾(シモン・L・G・リベラール)，是解放者奈茲·古盧恩的後裔（名字中的L是「利布」的縮寫，而G則是「古盧恩」的縮寫）。
希微爾·禮貝萊爾
西蒙的孫女。金髮 翡翠色眼眸 褐色肌膚的美女。18歲。
在第七卷登場，立志成為聖職者，性格溫和，但對於過度自由奔放的祖父很嚴厲。
全名叫希微爾·L·G·禮貝萊爾，是解放者奈茲·古盧恩的後裔。

##### 神殿騎士
大衛·札勒（聲: 柳田淳一）
神殿騎士專屬護衛隊隊長。
奉命護衛畑山愛子的專屬騎士，率領著另外三名神殿騎士。而且全員都隨著和愛子的相處過程中愛上了她。對聖教教會有強烈的信仰，對亞人有歧視意識。
小說第三卷，在烏爾鎮和始相遇時，對他不把愛子當一回事的態度相當不滿，之後因為出言辱罵希雅而被始以橡膠子彈射傷警告。
小說第六卷，對愛子的失蹤真相感到懷疑，因為多次向教會抗議未果，而想與其他同伴想要查明真相，結果全員都被拘禁某處。王都入侵事件結束後被釋放，並且從愛子那聽到了神的真相，和教會總部被毀的真相，最後因為對愛子的愛勝過了教會的信仰，所以全員都沒有責怪愛子，反而決定今後只為愛子而戰。
及後在《托達斯旅行記》證實他是「豐壤與勝利之女神派」的幹部。(中文文庫版小說尚未連載至此劇情)
蔡斯·多米諾
神殿騎士專屬護衛隊副隊長。
對人講話總是用敬語。
小說第三卷，在烏爾鎮和始相遇時，對始的武器感到興趣，並強烈希望他可以提供相關技術知識。但明白了始的恐怖後決定死心。
約書亞·奧奇茲
護衛隊成員之一。
賈德·哈特
護衛隊成員之一。

#### 加蘭特魔王國
弗利德·巴古亞（聲：小西克幸）
魔人族王國「加蘭特魔王國」的將軍，紅髮肌膚淺黑的魔人族男姓，身邊總有其拍檔白龍——烏拉諾斯。（KIA）
原本只是一心期盼著魔人族的安寧的一人與一龍，在成功攻略冰雪洞窟（比始等人還早攻略）以後卻被埃希特盯上了，本人的思想遭到嚴重扭曲。
現在是魔人族宗教雅爾布教的狂信者。對身為魔人感到自豪並看不起其他種族。
因為利用獲得的變成魔法強化魔物，而使魔人戰力提升打破了國家間的強度平衡，間接導致了始和同學們被召喚到托達斯。
小說第五卷正式登場，比始等人早一步攻略古盧恩大火山後埋伏在那，利用剛獲得的空間魔法釋放極光偷襲他們，將始重創瀕死，但之後也被極限突破狀態的始打成重傷後逃離。
小說第六卷，率領魔人族進攻王都時遭月重創擊退，還目睹了始的神器將自己的十萬大軍瞬間全滅後，帶著惠里一同撤離。
小說第十一卷，以人質作為要脅讓始等人來到魔王城。在看到始被重創後，與埃希德一同進入神域中。
小說第十二卷，在神域中率領魔物大軍與提奧對戰，最終被提奧的吐息消滅。臨終前終於想起了被洗腦之前，自己攻略大迷宮的初衷，但為時已晚。
可有意思的是在後日談最終章，始等人旅行至天龍界時，從歷史中發現其拍檔白龍之名出現在該世界數千年前的戰國時代，加上初代龍王國國王亦能發動類似魔法的現象，被始認為他與其拍檔白龍的靈魂並沒有被大樹淨化就轉生至天龍界，卻在那裡達成自己的初衷。(中文文庫版小說尚未連載至此劇情)
嘉德麗雅（聲: 生天目仁美）
被弗利德派往執行攻略奧爾庫斯大迷宮的特別任務，並且可能的話說服勇者加入魔人。（KIA）
小說第四卷，襲擊勇者一行人，最後敗於始而死於始的槍下。
之後還被惠里變成傀儡，讓惠里得以跟魔人接觸。
米哈伊尔（聲：石井真）
嘉德麗雅的戀人，聽說嘉德麗雅被殺，立志要為嘉德麗雅報仇。（KIA）
小說第六卷，跟隨弗利德·巴古亞率領魔族進攻王都，最後敗於希雅而死於希雅的槌下。
雷斯
隸屬特務部隊的魔人族男性。水屬性魔法使用者。
為了執行破壞人類的大規模穀倉地帶，和殺害豐饒女神(愛子)的特別任務而來到烏爾鎮。並與清水接觸成功煽動他投靠魔人，打算利用他摧毀城鎮和殺害愛子。
小說第四卷，在清水脅持愛子為人質時，打算從遠方擊殺他們兩人，但因為希雅的未來視而失敗，還被始察覺到了自己的存在，而打算撤退但在撤退時，被始轟掉了一隻手臂受重傷，但成功撤退。
羅根
隸屬特務部隊的魔人族男性。
負責執行毀滅安卡吉公國的特別任務。將特別魔物放置在綠洲並進行汙染，但那隻魔物後來被始等人消滅，綠洲也被他們完全恢復。所以任務失敗撤退回加蘭特。
達巴洛斯
加蘭特遠征樹海任務部隊的隊長。（KIA）
為了攻略大迷宮「哈爾崔娜大樹海」而舉兵進攻費雅貝魯根，但被郝里亞族襲擊，被卡姆斬首而死。
瑟雷卡
加蘭特遠征樹海任務部隊的副隊長。（KIA）
為了攻略大迷宮「哈爾崔娜大樹海」而跟隨達巴洛斯舉兵進攻費雅貝魯根，但被郝里亞族襲擊，中了他們陷阱中毒身亡。
迪和夫
加蘭特破壞帝都暗殺皇帝任務部隊的隊長。（KIA）
入侵帝國試圖暗殺加哈路德（後日談《托達斯旅行記》證實在競技場放出哥吉拉型魔物），但以任務失敗戰死告終。
汀里德·賈魯迪雅·魏斯佩利提歐·阿法達爾（聲: 川原慶久）
加蘭特魔王國的現任魔王，原為吸血鬼王國阿法達爾的宰相，金髮紅眼，月的叔叔。（KIA）
據月所言，汀里德無論戰鬥或是知識都是全國第一。政治才能和人望也是如此，即便出身在這個封閉的國家中，其朋友卻遍布其他各國。唯一的缺點是味覺很糟糕，連帶料理程度是毀滅性的；這卻無意中被月繼承了。(中文文庫版小說尚未連載至此劇情)
小說第七卷終章正式登場，沒有因為弗利德接連的失敗而懲處他，反而向他告知了神下達的神諭和展示了其證明，以埃斯特為首的五百具神之使徒，並要他和使徒一起執行新的使命。
第十一卷中被始發現實際上是被埃希德的附屬神給佔據了身體，藉此使月動搖。最後被爆走的始消滅，遺體沒有留下來。
第十三卷中，在留下的訊息中揭露其實是愛著月的，在發現身邊的人都被埃希德控制後，為避免月的身體被埃希德奪走，故只好忍痛將她封印。
後日談最終章證實，在神話決戰以後、按照月的願望，將其墳墓建在「大濕地帶」𥚃一顆古老的大樹的樹根處，建立在曾是充滿叔父與侄女回憶的地方。到了“月篇”時始就帶月重返舊地野餐。(中文文庫版小說尚未連載至此劇情)

#### 吸血鬼王國阿法達爾
後日談最終章證實原址是任何國家種族都不敢擅自涉足的秘境——大陸最西南的廣袤區域，如今被稱為「大濕地帶」。
月（聲：桑原由氣）
參照「主要人物」
月的父親（聲: 関幸司）
烏巴爾德·洛
近衛騎士團長，留著凱撒鬍子穿著極為合身軍裝的中年男子。對月而言就像祖父一般。非常溫柔，但喜歡用正論壓別人。口癖是「本來的話」。（中文文庫版小說尚未連載至此劇情）
莉奧娜·薩利德
月的專屬侍女。同時也是王家嚴格挑選的血液提供者。（中文文庫版小說尚未連載至此劇情）
亦是月的性知識的「那個老師」。（中文文庫版小說尚未連載至此劇情）

#### 龍人族
缇奧·庫拉魯斯（聲：日笠陽子）
參照「主要人物」
愛德爾·庫拉魯斯
龍人族現任首領，緹奧的祖父。经常因为孙女的變態行为而站着昏厥过去。在炎属性方面拥有最强实力的绯龙。大战之后，为了促进各国之间建立友好关系，总是与族人们一起积极行动。
哈爾加·庫拉魯斯
緹奧的父親，末代龍人族之王。（KIA）
在500年前和人類的戰爭中戰死，死前告知緹奧真正的敵人是神的事實，並跟她說總有一天會出現能討伐祂的存在，要緹奧好好活下去等到那時刻。
直到500年後的後日談《托達斯旅行記》，緹奧帶上始等人抵達其墓前拜祭。
奧爾娜·庫拉魯斯
緹奧的母親。（KIA）
在500年前和人類的戰爭中戰死。
直到500年後的後日談《托達斯旅行記》，緹奧帶上始等人抵達其墓前拜祭。
芬莉·考爾提
緹奧的奶媽和侍女。雖然嘮叨，卻散發著會令提奧和月都折服的母性光輝。
其家族代代都是服侍庫拉魯斯一族的從僕。在月发表正宫宣言之后似乎给了她一些忠告。而芬莉对月说话的口气就有如在费心照料女儿似的，总是让月不知所措。似乎是因为害羞。
在後日談中，獲始招攬成為花騎士，排行第三，代號「常春藤」。
利斯塔斯
龍人族的青年，因为得知緹奧的行为而陷入恐慌，後日談《托達斯旅行記》證實為逃避现实派。
由于始完成了弑神大业，他终于肯定了始。但是，他仍相信公主大人总有一天会变回以前的样子。不过事实总是无情的。
亚罗伊斯
後日談《托達斯旅行記》登場，龍人族的綠髮美男子，提奥的前婚约候选人第一位。岚龙之龙人，除去提奥之外，有着“最快龙人”别名。实力是龙人中最高级别，深受信赖，作为领导人也非常优秀。在提奥尚未招募女婿准备出嫁之前更是被推选为下一任族长候补。為變態公主大人容許派。
加尔托斯
後日談《托達斯旅行記》登場，龍人族的長者，天職為《監視者》。
制定了《公主應對心得》，其中第三項第四號為拿着食材和餐具等宴会所需要的东西，然後朝着村子的出口一下子变成了两队，瞬间甚至还组合成了一条人体搭建的送别之路。

#### 解放者
七大神代迷宮建造者，在神話時代與神對抗之人，被教會稱為“叛逆者”。所有成員皆因返祖現象擁有神之後代的魔力，各自擁有一種神代魔法，希望解放各種族脫離神之遊戲而被稱之為“解放者”。在本傳的最終決戰後，解放者們才再次被視為英雄；及後在《托達斯旅行記》，新生聖教會中也已經在商討將解放者們的認定為聖人，與大迷宮作為聖地的認證議案。
奧斯卡·奧爾庫司（聲: 寺島拓篤）
年齢：18歳（外傳『零』時） / 性別：男 / 天職：錬成師
神代鍊成師，生成魔法使用者。
七大迷宮之一「奧爾庫司大迷宮」的建造者。給予大迷宮所承認的攻略者「生成魔法」。
外傳「平凡職業造就世界最強 零」的男主角之一。原為孤兒，奧爾庫司工坊的工匠之一，後被密雷迪找上，為拯救自己遭教會改造的弟妹們而加入解放者，同時也在同事們和工坊主人“老爹”的支持下正式冠上“奧爾庫司”之名。期間與密雷迪互生情愫。
主要武器為一把兼具攻擊、防護和治癒功能的黑傘。其戰鬥方式與始類似，同樣是以神器打數量戰為主。
特別寵愛弟妹們。重視功能美，但相對的有著十分糟糕的命名品味。對於眼鏡很執著，與喜歡圍巾的班度·修尼互看不順眼。
遺留下的秘密論文顯示對魔導自動女僕有癡迷的執著，與始產生共鳴，稱之為男人的浪漫。
本傳結局後，和密雷迪雙雙轉生並重逢，兩人一起踏上尋找其他夥伴們的旅程。
密雷迪·萊森（聲: 尤加奈）
神代魔法師，重力魔法使用者。
七大迷宮之一「萊森大迷宮」的建造者。給予大迷宮所承認的攻略者「重力魔法」。
外傳「平凡職業造就世界最強 零」的女主角之一。
原為“劊子手一族”萊森家的大小姐，只會毫無感情的處決罪人，但某天卻被其中一名受刑人的話語動搖。之後解放者之一貝爾塔·列布爾成為了侍女，在和她相處的過程中逐漸有了感情。然而貝爾塔身分曝光遭到處刑，一怒之下親手弒父並毀滅了萊森家，並繼承貝爾塔的遺志加入解放者，其惱人的個性也是學她的（這事實令《托達斯旅行記》時，重返萊森大迷宮的始等人震驚）。在不知不覺間就成了解放者的首領，並四處尋找神代魔法使以打倒神。
集結戰力後，雖成功重創了教會，但埃希德卻操控全世界陷入混亂，解放者勢力也傷亡慘重。為了平息戰火，和埃希德談判後接受條件，解放者自此解散，神代魔法使們則是各自建造七大迷宮並終生不得離開迷宮中。自己另外還接受了要承受永恆的孤獨這個條件。
藉由魂魄魔法將靈魂寄宿於哥雷姆中，是解放者中唯一靈魂活到現世的人，獨自一人孤獨活了不知數千年的歲月，一直在等待可以攻略大迷宮者出現。看到始等人攻略大迷宮時，和自己已經死去的同伴們感嘆，當時因為討伐神失敗而停止的時間終於開始轉動了。雖然沒有強迫始繼承解放者的夙願(弒神)，不過似乎早就預料到了始終將與埃希德一戰。
負責操控大迷宮的最終BOSS的巨大哥雷姆親自給予挑戰者最後的試煉。會觀察大迷宮的挑戰者們，因喜歡開惡劣的玩笑，因此始、月和希雅特別討厭她。
小說第二卷，始等人通過自己迷宮的試煉後，將攻略證明以及許多神器(被始敲詐)給予他們，並告知他們所有大迷宮的位置以及相關情報，並告訴始只有得到全部的神代魔法才能實現他的願望(回到日本)。之後因為受不了始的態度，把他們用沖馬桶的方式以水將他們驅逐出去。
於神話決戰中再次登場，率領哥雷姆大軍支援地面上的人類聯軍。後進入即將崩壞的神域後用神器「界穿之箭(劣化版)」救出眾人，自己則留下來壓制神域的毀滅，最後與神域同歸於盡。
本傳結局後轉生，在和轉生後的奧斯卡重逢重逢後取回記憶，兩人一起踏上尋找其他夥伴們的旅程。
奈茲·古盧恩（聲: 日野聰）
空間魔法使用者。
七大迷宮之一「古盧恩大火山」的建造者。給予大迷宮所承認的攻略者「空間魔法」。
外傳「平凡職業造就世界最強 零」的男主角之一。原為伊拉庫(駱駝)商人，年輕時因其能力曝光，家人慘遭教會毒手，導致能力失控毀滅了村落，因而不再使用力量戰鬥，並透過拯救受困於沙漠中的人們來贖罪。後為了幫助一對姊妹而再次挺身而出，並加入解放者。
個性沉默寡言，曾有過「沙漠的妖精」這種古怪的稱號和傳說流傳於世。雖然自己不願意，卻十分受小女孩喜愛，而常被視為是“羅莉控”。
其現世的後代西蒙·L·G·禮貝萊爾成為了聖教教會的新任教皇。L·G分別為「利布」、「古盧恩」之縮寫，依照當時沙漠之民在名字後面加上出身地的習俗，在初代L·G·禮貝萊爾家名中，加上其母親與父親的出身地。
梅兒·梅爾基涅（聲: 齋藤千和）
神代治癒師，再生魔法使用者。
七大迷宮之一「梅爾基涅海底遺跡」的建造者。給予大迷宮所承認的攻略者「再生魔法」，影響個體的自癒能力。
外傳「平凡職業造就世界最強 零」的女主角之一。
「梅爾基涅海賊團」的船長，集結勢力是為了奪回異父妹妹蒂涅。為吸血鬼族與海人族的混血兒，身體特徵繼承自海人族的母親，出色的魔法天賦和紅瞳繼承自吸血鬼族的父親。
個性與外表相反，是個激進且粗枝大葉的人。喜歡在精神上將人逼入絕境的抖S，海賊團的成員大多都曾接受過她的調教。
勞斯·拜恩
魂魄魔法使用者。
七大迷宮之一「神山」的建造者。給予大迷宮所承認的攻略者「魂魄魔法」。
外傳「平凡職業造就世界最強 零」的男主角之一。
原為當時的教會「聖光教會」旗下的最強騎士團白光騎士團團長，因為魂魄魔法的影響，並沒有像其他人一樣對教會有狂熱的思想，但為了保護家人，即便懷疑還是得忍氣吞聲。及後因為和密雷迪等人相遇而開始動搖，在兒子即將被教會改造時決定反抗，經歷逃亡後加入了解放者。
因起初被密雷迪嘲笑禿頭而剃光了頭髮，對此很在意。
創世神埃希德的眷屬夏倫·拜恩是他的親生兒子，也是現今艾力西德·S·B·海利希、莉莉安娜·S·B·海利希、蘭迪爾·S·B·海利希等王族的祖先。
琉堤莉絲·哈爾崔那（聲: 中原麻衣）
昇華魔法使用者。天職為蟲心師。
七大迷宮之一「哈爾崔那大樹海」的建造者。給予大迷宮所承認的攻略者「昇華魔法」。
外傳「平凡職業造就世界最強 零」的女主角之一。
森人族女性，為獸人族(亞人)國度哈爾崔那共和國的女王。其持有的“守護杖”能對大樹霧亞·奧拓進行干涉，並能操縱樹海的濃霧。
與高雅的外表不同，內心是重度被虐狂，特別喜歡纏著梅兒；另外也將密雷迪視為第一位人類朋友，希望她有獲解放的一天。除此以外的好友皆為昆蟲，如蟑螂“蠢動暗黑的沃洛波羅斯”為幼馴染也是最初摯友；其子孫為後日談《托達斯旅行記》登場的沃洛波羅斯三世。
在迷宮之中考驗著人們的羈絆，並且以相當「另類」的方式向試煉者揭露關於神之使徒的狀況。另外亦會請攻略者在已經沒有神的世界上，作出大迷宮還有沒有存在必要的選擇。似乎察覺到大樹霧亞·奧拓對托達斯有著概念級別的重要性，因此請求始等人即使要破壞大迷宮亦不能連大樹也一併破壞掉。
班度·修尼
變成魔法使用者。
七大迷宮之一「冰雪洞窟」的建造者。給予大迷宮所承認的攻略者「變成魔法」。
外傳「平凡職業造就世界最強 零」的男主角之一。
為魔人族與龍人族的混血兒，平常身體特徵跟一般魔人族無異，但可以像自己龍人族冰龍的母親一樣龍化成巨大的冰龍。亦是武術高手。重視設計美，對於圍巾有特別的執著，因此和奧斯卡互看不順眼。
為當時魔人國度「伊谷道爾魔王國」的魔王同父異母的弟弟，自己是因為被前任魔王也就是自己的父親，為了實驗而和自己母親強行配種所生下的存在。

#### 神之使徒
數千年來一直在暗地操控托達斯歷史的幕後黑手。身穿有如女武神般的鎧甲。埃希德創造的存在。
單體戰力和始不相上下，個體之間也會共享記憶。擁有分解一切事物的固有魔法和全屬性魔法適性，擁有飛行能力，手持武器為雙大劍。
數量在小說第七卷證實至少有五百具，在小說第十一卷可發現真正的數量不可估計達到天文數字。
諾因（聲：佐藤利奈）
神之使徒之一。冷酷的面貌還有一頭銀髮一雙碧眼，身材呈現不多不少的完美姿態。
在每個时代在背后操纵掌权者或排除碍事之人，至今一直在暗中操弄局势。稱始為異數對始說埃希德希望看到他死。看到他排除一切困难，得到巨大力量和可靠的同伴……然后壮志未酬而死，埃希德只想看到他的这种死法。但敗於始的飽和攻擊。
在與始的對戰中自稱沒有感情，但在神受到貶低時露出不快，被始殺死時則是怨恨的表情。
死後其身體被香織利用復活。
WEB版後日談中，靈魂後來附身在始製造的一部阿拉克涅內體內，被稱作諾加莉(「仮」的讀音，意為暫訂的)，變得對始忠心耿耿。雖無法說話卻有著豐富的感情，在始拿出她過去的身體時還表現的十分激動。（中文文庫版小說尚未連載至此劇情）
後來在機工界中取得了新的機械身體，並在妖精界中憑自身的力量妖魔化，取得了說話與自由變身的能力。同時揭露自己與埃斯特的靈魂在埃希德被消滅後，被參入了人們對於埃希德信仰中的正面「概念」，又因為兩人與始一行人戰鬥過，故選定始做為新的主人。（中文文庫版小說尚未連載至此劇情）
之後被始改造成戰鬥女僕機器人，內部搭載著各種神器，為花騎士序列第十位，代號「水仙花」。（中文文庫版小說尚未連載至此劇情）
埃斯特
神之使徒之一。姿態和諾因完全相同。
為了執行神的旨意，而和其他使徒總共五百具一起現身於加蘭特魔國，開始和弗利德共同行動。
神話決戰時，在神域中帶著另外四名經昇華魔法強化的使徒與希雅對戰，最後戰死。
為第一具使徒，在外傳「零」的時代中就已存在，和當時的奧斯卡、密雷迪、奈茲一對三戰鬥，但當時因為他們三人能力還不成熟，所以以壓倒性的實力將他們打敗。
WEB版後日談中，靈魂後來附身在始製造的另一部阿拉克涅內體內，被稱作埃加莉，變得對始忠心耿耿。雖無法說話卻有著豐富的感情，在始拿出諾因的身體時還表現的十分激動。（中文文庫版小說尚未連載至此劇情）
後來在妖精界中憑自身的力量妖魔化，取得了說話與自由變身的能力。因為密雷迪是自己第一個沒殺死的對手，故選定她作為自己行為舉止的樣板。（中文文庫版小說尚未連載至此劇情）
在《後日談最終章》成為繆在春假期間到沙漠界旅行的真正護衛。（中文文庫版小說尚未連載至此劇情）
中村惠里（なかむら えり，聲: 西明日香）
原光輝組成員，後被埃希德改造成神之使徒，參照「中村惠里」

#### 神
埃希德
聖教教會的唯一神，全名“埃希德鲁朱耶（エヒトルジュエ）”。將學生們召喚至異世界托達斯的元兇。居住在神域，而實際上是個異世界人。原先世界已有魔法且極度發達，而他和他的夥伴皆在原世界達到登峰造極的地步，甚至成功操作世界法則;但也因此導致了原世界的崩壞。他們最後跑到了托達斯，當時托達斯魔物漫延人類只能生活在地穴，他們決定驅逐太古怪物幫助人類建立文明。也因此他們在不知不覺中被當成了神之後，過了幾千年埃希德的同伴認為自己完成了贖罪，且認為自身是不該存在於世的存在而自我了斷﹝但埃希德並不了解他們的用意，而他對於事物彷彿就像對玩具一樣﹞。
之後因人們的信仰使的他，昇華成了像神一般的存在；但肉體因經過太長的時間而不堪負荷，使埃希德只能以精神體生活在神域。他想找新的肉體，但沒有一個肉體能支撐如此強大的力量。因此埃希德想靠自己製作，但並沒有成功（這也是亞人和龍人的由來）。之後他為了解悶而創造神之遊戲(實際使各種族互相殘殺，取悦自己般)，而當初想毀滅這個世界，只是因為受不了孤獨而靈光一閃的結果。
第十一卷，借由圈套附身奪舍了月的身體，但因月的意志仍未消失而使埃希德不得不撤退回到神域花三天時間來掌握她的身體，期間擅自改變月的外表年齡。
第十三卷，在神域以月的身體和始進行最終決戰，在幾經絕對壓制和被反制中，因始的概念魔法喚醒了實際並未消失的月的靈魂而遭到強制脫離肉身，精神體一度受到致命一擊而開始消失，但在怨念之下變化為了神域內的肉塊怪物試圖殺死二人，最後被始和月聯手施展“所有的罪責終將回歸罪人”的概念魔法而徹底完全擊滅並消逝。神戰結束後，被始和月等人對異世界托達斯的人稱他為邪神。
阿爾巴哈伊特
被魔人族視為唯一真神，但其本尊是埃希德的眷屬神，佔領了月的叔父的肉體並作為當代的魔王，脅迫始一行人前往魔王城，利用月看到叔父時的猶豫趁機使埃希德附身至月身上，在埃希德為了徹底控制月的肉體而回到神域後，被失去月而暴走的始用否定一切的概念魔法抹殺。

#### 魔物
萊澤蓋斯特（聲: 浜田賢二）
參照「里曼」
因幡
奈落之底出身的蹴擊兔。
有明確的自我意識，就連智能也高得嚇人，完全顛覆魔物的常識。因飲用了始留下來的神水，變得充滿魔力，思緒也變得清晰，藉此恢復體力、強化實力，同時不斷地鍛煉技巧。最後，它的思考能力成長到跟成年人差不多的地步，也具備了能夠自行下到第八十層的實力。非常仰慕始，請求始為它命名。 它的目標是找到給自己如此契機的始（新王）。它要追上始，向他展現自己成長後的實力，並向他道謝。至于達成目標後它還想去見識更寬廣的世界，到處挑戰世界各地的眾多強者，提升自我。不喜歡希雅。在與埃希德決戰之前答應姑且成為鈴的從魔。
在決戰後，跟希雅再次比試，結果慘輸並決定解除與鈴的從魔契約，而回到奈落之底重新鍛鍊。

### 地球

#### 日本

##### 高中
始和同學們就讀的高中學校，校名不样。經歷了一年前的事件與歸來者們的騷動，校內已經有不少教師辭職。10月，因為歸來者（始等人）問題而受到外界關注，令校方感到困擾，但經過多方考量（加上始在背後壓制輿論）還是同意始等人在歸來的個半月後（12月）復學。因為始等人不想留級，所以經過了特別講習和考試後全員以二年級的身分復學。
日野凛
始和同學們在學校小一屆的雙馬尾學妹，本名直到後日談最終章才提及。
作為靈魂姊妹的衝鋒（特攻）隊長，對於和雫在一起的始抱有強烈敵意，總是使用各種計劃來拆散他們，但每次都會失敗並被鬼畜魔王學長（始）狠狠疼愛一番。（中文文庫版小說尚未連載至此劇情）
因為多次挑戰魔王學長（始）的行為，而被始的同學們譽為勇敢挑戰魔王的勇者，也被其他靈魂姊妹懷疑有抖M的傾向。始和月則認為她很像希雅一開始很殘念又死纏爛打的樣子。（中文文庫版小說尚未連載至此劇情）
到了《集合，聖誕老人·Four！》身穿聖誕兔耳裝束接受臨時僱傭時，被杏寿撞上，從而與兔和一併捲入自殺自願者事件。在被迫捲入一系列麻煩扯上關係後，或主動或被動地經常造訪南雲家，自然知道了很多內幕；可以說是目前高中，唯一知道愛子背後私下關係之人。（中文文庫版小說尚未連載至此劇情）
到了後日談最終章為中三生，已經接手劍道部部長之職，在咖啡店旁的步道撞見始與愛子二人約會；隔了一周的星期六在職員室藉商談人生“詢問”愛子（同時告實朋友似乎被什麼可疑的宗教團體給勸誘）以後，隨即藉窗戶向外一躍跳下兩層樓、僅以受身卸力著陸並且帶著木刀洞爺湖從高中跑向大學（期間被警員拉去說教了三次、討伐搶劫犯，以及幫忙把一名迷路的孩子送到派出所），其暴走直到她對始的突襲仍然以失敗告終（愛子已經通知始與雫）；及後在不知情以下得到木刀模樣的人工神器，從而可使用獅子重斬、三段突刺等招式。（中文文庫版小說尚未連載至此劇情）
淺田一郎
始的學校的數學男老師。32歲。為第一個願意來歸來者們的班上課的教師。
一雙像狐狸一樣細細地眯著的眼睛、一頭梳得平整的頭髮，是他令人印象深刻的外表特徵。同時他也是以熱心指導學生聞名的教師。
由於他太常把學生叫去學生輔導室訓話，導致學校的輔導室在學生之間被稱為淺田教室。
視歸來者，特別是始為問題兒童。
對於學生戀愛似乎特別反感，甚至到了憎恨的地步。知道了月、希雅、雫、香織與始的關係，特別是對希雅似乎有非分之想，所以被始和月課後輔導了一番（尤其是後者的「神言」），語氣宛如軍人一般，並將始視為老大。
同時熱衷於鍛煉肌肉，到了後日談最終章已經有一身出色的鍵子肉。（中文文庫版小說尚未連載至此劇情）
柳幸子
始的學校的英文女老師。45歲。
教導始的班級時，因為全班都有技能「言語理解」，所以每次上課都會發揮出了比自己更完美的英文能力，上完課後都會感到無地自容而跑出教室。
到了後日談最終章已經能以蛇叔那樣的能力將教務主任的假髮輕柔地調整好位置，因而又被稱為“蛇幸子”；相對於行動力，她的話越來越少，除了上課以外幾乎一直保持沉默。（中文文庫版小說尚未連載至此劇情）
浦葛藤
教務主任，本名直到後日談最終章才提及。個性嚴肅，經常對愛子訓話。因禿頭而戴著假髮。
因始的干擾，和愛子經常雞同鴨講，誤以為愛子向已有妻小的自己示好而感到十分慌亂。

##### 大學
Web版後日談，提及始等人的一部份同學升學的大學，校名同樣不詳。
池田、青木、五反田、向坂
《後日談最終章》登場，所屬學部分别是拳击部（池田）、柔道部（青木和五反田）以及剑道部（向坂），亦是始、淳史在大學結識、面孔兇惡肌肉發達的新朋友。
往着和女孩子们的粉色校园生活而包圍淳史，然後求饒的拜託他引荐給始的妻子。然而得知事實以及淳史的身邊有奈奈，以至始還有情婦以後精神大受打擊。（中文文庫版小說尚未連載至此劇情）
及後繆與蕾米亞前來拜訪身在大學的始、繆想吃奶油三明治時遇上他倆，其中池田主動交上其奶油三明治，獲繆看出其實他其實很溫柔。然而始隨即宣佈要包下大學食堂的的所有奶油三明治時，他倆與周圍的學生、正在用餐的教授和事務員們，以至在食堂工作的阿姨們一併吐嘈。（中文文庫版小說尚未連載至此劇情）

##### 陰陽師
後日談外傳〈深淵卿篇III〉的主舞台位於日本。回歸後一年多，始為了拯救妖精界而復活了地球的「王樹」，之後歸來者們前往京都修學旅行，但期間浩介卻被捲入了神隱事件以及陰陽師之間的紛爭。後來眾人發現事件背後是個有可能毀滅世界的巨大陰謀，最後在各方勢力（歸來者+郝里亞族+保安局+驅魔師+陰陽師）的合作下拯救了世界。
與驅魔師相對的是，以陰陽師為首的術士、覺醒者們的起源是來自人類與妖魔混血後代的子孫，所以是以氣力（地球的魔力）為基礎，並且他們要比一般人的資質素養來的要更高。
藤原陽晴
浩介被捲入神隱事件時碰見的失憶女孩，九歲，個性成熟且彬彬有禮。實際上為安倍晴明的後代，在家族中被稱作公主。為當代最強陰陽師，能使用鳥居穿越到靈界並以此遠距移動；也能讓稻荷大神憑依，這時黑色長髮會染成了純白，並且長出了狐耳與尾巴，瞳孔亦會閃耀著白銀色的光。
本身就讀的是集小學、初中、高中為一體的超大型學校、並且是在日本位列前三的名門中的名門學校的小學部，為四年級生。（中文文庫版小說尚未連載至此劇情）
因藤原家不願配合土御門家推翻政府，而被綁架並封印了記憶，在僥倖逃出之後獲浩介救下（可被土御門家誤會陽晴又召喚出式神；後日談最終章時，浩介是藤原公主的式神的傳聞已經不脛而走）。和浩介擊敗土御門一族之後取回記憶，之後與眾人一同參與富士山樹海保衛戰，並認同緋月成為自己的「前鬼」。在奔走的過程中喜歡上了浩介，並在拉娜的鼓勵下向他告白，而浩介則以她年紀太小而先保留回覆（但之後在陽晴母親的話術下還是訂了婚約）。（中文文庫版小說尚未連載至此劇情）
到了後日談最終章，與魔王的女兒繆及沙漠界的庫涅成為朋友；以後又從身在機工界的繆收到浩介的半祼照。同時其魅力暴增，以至學校裡已經成立了她的粉絲俱樂部。及後也出席遠藤去妖精界的旅行。（中文文庫版小說尚未連載至此劇情）
藤原大晴
藤原家的當家，陽晴的父親，也是個實力高強的陰陽師，家族為日本數一數二的大財閥。個性務實，但沉迷於賭馬。（及後在後日談最終章亦被始與莉莉安娜發現人在馬場）在與土御門条之助談判破裂之後，被土御門家綁架並加以操縱，之後獲浩介和陽晴救出。十分寵愛自己的女兒，因而從幸太朗得知浩介有未婚妻及未婚妻認可的三個情人以後對其產生敵意，不過也認為他是個合格的女婿。（中文文庫版小說尚未連載至此劇情）
藤原千景
陽晴的母親，為家族企業的領導人。精明能幹，有著極佳的商業頭腦，其城府連緋月都對她有所警惕。積極拉攏浩介成為自己的女婿，但其高明的話術讓他幾乎要喘不過氣。（中文文庫版小說尚未連載至此劇情）
土御門条之助
土御門家的當家。明治維新時，陰陽寮(陰陽師的部門)遭到廢除，土御門家也因此式微。但在地球的「王樹」復活之後，陰陽師的力量大幅提升，故試圖拉攏藤原家一起推翻政府，以提升陰陽師的地位。在談判破裂後綁架了大晴並封印了陽晴的記憶。被浩介和陽晴打敗後，才發現自己是被洗腦了。之後與藤原家合作，一同參與富士山樹海保衛戰。及後在後日談最終章，交代他悟出了终极道理，比起阴阳术或是式之类的，还是拳头更好用。于是，最近比起术法类的修行，他更热衷于磨练自己的体术了。（中文文庫版小說尚未連載至此劇情）
土御門健比古
条之助的兒子、椿的丈夫、清武的父親，與族人一同被偽裝為椿的影法師洗腦，在伏見稻荷擔任確保陽晴捕獲作戰的前線指揮，及後因椿被擊敗而脫離洗腦。總之會被人取走手臂。（中文文庫版小說尚未連載至此劇情）
土御門椿
条之助的媳婦、清武的母親，在十多年前（清武8歲時）因病過世。
後其中一名影法師的特工以術式假冒其身分，暗中洗腦、操縱土御門一族。之後被取回記憶的陽晴識破真身，故將自己獻祭召喚出大岳丸，最後被緋月消滅。（中文文庫版小說尚未連載至此劇情）
正義先生
本名土御門大賀，清武的堂哥。被浩介正義地洗腦後，覺醒了正義。後因雫的威壓變得自由了；現在，他為了追求更高的正義而前往尼泊爾，進行著正義而自由的旅行。這次旅行中他很可能像某電影里的某位醫生那樣，找到某處的魔法師寺廟進行學習，或許有一天穿越維度執行正義的日子也不遠了。（中文文庫版小說尚未連載至此劇情）
土御門清武
健比古與椿的兒子、条之助之孫，20歲。戴著一副無框眼鏡，像是一個知識分子的樣子，最先推測到是歸來者之一正在破壞土御門族（被洗腦下）進行的計劃。與族人一同被偽裝為椿的影法師洗腦，因椿被擊敗而脫離洗腦。及後即收到出雲分家神社、清明神社相繼遇襲的情報。在樹海保衛戰時獲美娜所救，並且對她一見傾心了。然而他並不知道美娜當前的本質，一旦對她出手的話，可不僅僅是像被蛇纏上那樣輕鬆，他將會面對比病嬌香織還要病嬌的狂氣女子。據登場人物介紹補充，兩人之間能否順利，全看清武君器量如何了。（中文文庫版小說尚未連載至此劇情）

##### 其它人物
古川太志
愛子的青梅竹馬，對愛子抱有好感。原本在外地工作，在愛子消失之後大受打擊，因此以父親住院為由辭職返鄉。
在愛子返鄉時與她一同參加夏日祭典，並推測出她對於心上人是學生這件事感到煩惱，因而試圖說服她和自己交往。在說服不成正要動手時被始擊退，並在始點出自己的懦弱之處後悻悻然地離去。
web版原名為太一。
不動明
後日談《雫篇》首度登場。為其他高中的女子劍道部員，與雫同年。
不只身高180厘米，面貌與身形亦宛若不動明王而被眾人懼怕著，為了獲得認同，將一切奉獻給了劍道。忌妒著擁有美貌與劍術的雫，並對於她放棄劍道這件事感到不解，最後在雫的開導下取回自信。（中文文庫版小說尚未連載至此劇情）
其實其身高與長相都遺傳自其父親。（中文文庫版小說尚未連載至此劇情）
之後被克莉絲塔貝爾魔改成了一名大和撫子（最終話證實是以肌肉魔改的）。後日談最終話證實再長高度超過190厘米，在之後的劍道大會上因取得了優秀的成績而變得舉國聞名，升上的是與始等人不同的大學，據說在當中已經開始誕生其「靈魂之妹」。期間為了證明自己全身心的投入到比賽的準備中，以至在比賽當日也拒絕了雫要去為她加油的提議，亦因而令兩人沒在見過面。直到雫升上大學以後，藉兩間大學要舉辦一場交流・練習賽，才主動向她要求「想見一面」。同時向始致謝並說明將會向香織致歉。及後遇上根本君，被其稱為現實中的瑪麗莎大人並且請求交往。（中文文庫版小說尚未連載至此劇情）
浜田翔太
後日談《優花篇》登場。自由記者。優花的粉絲。
為了得到歸來者相關的新聞，而多次到優花家裡經營的的西餐廳用餐，目睹了優花展現了如魔法少女般的技能後，被優花擊昏之後被始刪除相關記憶。（中文文庫版小說尚未連載至此劇情）
甘衣杏壽
後日談《平凡的學生生活②》首度登場，負責帶領始的班級校外旅行的導遊小姐，本名直到後日談最終章才提及，又稱“甜甜姐”。京都人。
腰間的口袋配備超甜牛奶以補充糖分。儘管喝得極甜，可每年都去做健康檢查，一次也沒發現過患上糖尿病。（中文文庫版小說尚未連載至此劇情）
因為是公司新人，所以被上頭指派去負責始的班級，對此感到怨恨和畏懼。（中文文庫版小說尚未連載至此劇情）
在校外旅行期間，因為班上同學的奇特行為，表演投刀術，被班上遺忘而待在車頂的同學。某個坐在末端位置宛如魔王的同學釋放威壓，而導致SAN值不斷降低（最低見至4）。（中文文庫版小說尚未連載至此劇情）
最後成功完成了這次校外旅行，還得到了始贈與的項鍊（神器）。雖然從聖誕節特別篇可知她掛在手機以下，可直到後日談最終章、與始等人的異世界旅行平行進行的《這時候的地球》篇的第三話最後才首度用上那項鍊。（中文文庫版小說尚未連載至此劇情）
到了《集合，聖誕老人·Four！》身穿聖誕裝束時，又被巴士司機下令運送某本書時發生自殺自願者搶劫事件，並且害凜和卯佐美兔也捲入事件，還好最終得以將書本平安送到目標人物手上。（中文文庫版小說尚未連載至此劇情）
後日談最終章，從凜得知她遇到了更多超自然的傳聞，自己也被卷進去的次數也增加了，連帶凜也多次出手幫忙；終於在始等人作異世界之旅期間，又卷入詭異事件而發狂，被凜制服而頭部受傷，由愛子（分身體）救治而恢復意識。三天後卻因眼見護衛的惡魔被玉蟲色的史萊姆吞噬，走投無路時觸及項鍊而被傳送到身在天龍界的始等人那邊，卻成為終止了始等人的旅行的開端。（中文文庫版小說尚未連載至此劇情）
巴士司機
後日談《平凡的學生生活②》首度登場，負責始的班級校外旅行巴士的司機。
在校外旅行時適時的給予甘衣指示，但因為沒有出手幫忙而被甘衣怨恨。（中文文庫版小說尚未連載至此劇情）
後日談談最終章，甘衣遇襲後那天起就一直沒在公司里出現過了。（中文文庫版小說尚未連載至此劇情）
橋上的神祕美女
後日談《平凡的學生生活②》首度登場，在京都某處橋上徘徊，散發著怨恨氣氛的女性。繆的朋友。
遇到了在京都校外旅行時始等人，原本似乎打算攻擊始等人，但查覺到始是繆的親人後，對他們說“看在那孩子的份上就放過你們吧”，就這樣消失離去。（中文文庫版小說尚未連載至此劇情）
萩原萬智子
後日談《花騎士篇》首度登場，南雲堇的助手之一。45歲。在堇菜工作室里資歷最老。昵稱萬智大姐。由於始以前受過她的照顧，所以始在她面前也抬不起頭。
若井司
後日談《花騎士篇》首度登場，南雲堇的助手之一。24歲。即使目標是當少女漫畫家，不知為何中途一定都會畫成濃厚的格鬥漫畫（媲美刃O），至今未能出名。
騮璃河安娜
後日談《花騎士篇》首度登場，南雲堇的助手之一。為美國人母親與日本人父親的混血兒。25歲。由於受日本亞文化的污染而讓她大學自主退學。
青山鳴海
後日談《花騎士篇》首度登場，南雲堇的助手之一。42歲。貴腐人。昵稱鳴大姐，由於是老資歷，即使始在她面前被她，用蘊含熱情的視線看待都依然抬不起頭。
望月萌
後日談《花騎士篇》首度登場，南雲堇的助手之一，20歲（最終章證實）。副業是當女僕經營咖啡店。29歲。無比熱愛女僕裝，基本都會穿在身上。經常被警察叔叔請喝茶，請喝茶的時候也理所當然地穿著女僕裝。還有經營姊妹店兔耳女僕咖啡店。店員全部都有特殊技能。
在高中打工時期就進入的三色堇工作室，與阿一認識已經十年以上了。在望月面前，始始終是弟弟。（中文文庫版小說尚未連載至此劇情）
服部幸太朗
後日談《花騎士篇》首度登場，歸來者應對課（自稱魔王課）的第十代目聯絡人（而且是目前還在繼續更新最長任職記錄的一位），外表是不起眼的苦勞大叔，但眼光銳利的中年西裝男人，實際上亦是一位長期擔當歸還者與政府聯繫窗口的戰鬥強者，30多歲。
吃胃藥的動作比拔槍射擊更瀟洒迅速。若無其事地偷吃了南雲家的烤肉，所以被繆盯上。最近，頭頂開始變得稀鬆。
有妻女組成的家室。《深淵卿篇III》時間點時，因女兒不願意和自己說話而煩惱。妻子看自己的眼神也變得冷冰冰的。私下裡曾與始秘密商談此事。（中文文庫版小說尚未連載至此劇情）
另外，由於自身的工作特殊，無法對家人坦誠相告。以至於他在妻女眼中只是個普通警察，不知道他曾是拯救世界的一員，被當成了只知道工作不顧家庭的廢材老爸。（中文文庫版小說尚未連載至此劇情）
對國家很忠誠的特務，曾自稱為「國家的狗」。佩槍為發射橡膠子彈的小型自動手槍，曾在需要應對高強度戰鬥時換裝黑色迷彩戰鬥服並且配備自動步槍。而且身手不差，曾經以不像大叔能做出的雜技動作從泥土的大蛇中勉強逃脫。（中文文庫版小說尚未連載至此劇情）
非常受到部下們的仰慕，每個人都忍不住對他隨著年紀上升而逐漸增加的哀愁抱有著同情心。（中文文庫版小說尚未連載至此劇情）
對檢討書異常敏感，眼見公務轎車被藤原大晴擊毀就大駡他懂不懂“血稅”。（中文文庫版小說尚未連載至此劇情）
為GUNDAM系列迷，屬下的部隊都是使用機體名作代號，已知有決鬥、暴風、突擊、閃電、神盾、獨角獸、查布羅與加魯達部隊。（中文文庫版小說尚未連載至此劇情）
服部麗都
幸太朗的女兒，高中生，對設計工作感興趣，在全國最好的現磨咖啡店打工。認為父親是為了工作而不顧家人的男人而與父親不和，對跟幸太朗同行的始也不客氣。直到見識到橫谷大臣這號大人物以後才對父親有所改觀而離去。（中文文庫版小說尚未連載至此劇情）
卯佐美兔和
後日談《郝里亞來了!》中篇首度登場，雙馬尾兔耳女僕小姐，27歲，本名直到後日談最終章才提及，又稱“兔前輩”。是個能以堅定意志在句尾加“蹦”的怪人，能用11秒跑完100米，執著於把美少女帶回家。
擁有神速電子信號、惡魔蝙蝠鬼影、螺旋咬等等多種技能；據登場人物介紹補充，最近似乎連惡魔四次元跑法都學會了。（中文文庫版小說尚未連載至此劇情）
從高中畢業以後就在秋葉原由望月萌所經營（最終章證實）的兔耳女僕咖啡廳工作，某天遇上由始、希雅、浩介與艾蜜莉帶上的郝里亞族20名精銳人士，其中帕魯注意到其假兔耳而與始首遇。這時郝里亞族眾人為了展示真正的兔耳而將始給予的認知障礙神器拆下讓其接觸真正的兔耳，並引發大騷動，使得始以將卡姆讓給現場所有人來威脅眾郝里亞族人。事後稱郝里亞族為兔耳傳道士們。（中文文庫版小說尚未連載至此劇情）
到了《集合，聖誕老人·Four！》再登場時身穿聖誕+兔耳裝束時，與凜、甘衣扮演聖誕老人時卷入詭異的自殺自願者搶劫事件而陷於危機一整天，得（第二年再接再厲的）一身小聖誕裝並且騎上死神馴鹿“小路”（路西法）的繆與始等人所救，及後獲招待到南雲家聖誕節派對當聖誕老人之一。（中文文庫版小說尚未連載至此劇情）
後日談最終章時不僅是新店鋪的店長，周圍數家店鋪都已經內定了她既是區域兔耳女僕總長兼經理的身份。甘衣遇襲後讓兔耳女僕咖啡廳作其藏身所。（中文文庫版小說尚未連載至此劇情）
土井署長
始居住的城鎮的警察署署長，55歲。
八重樫流的門生之一，也有習得八重樫流(裏)之技。（中文文庫版小說尚未連載至此劇情）
雖然歲數已高，但卻是可以哼著歌；輕鬆在兩小時半內跑完全程馬拉松的強人。（中文文庫版小說尚未連載至此劇情）
因為被視為女兒般疼愛的雫和始在一起，所以夢想有朝一日把始人誅。（中文文庫版小說尚未連載至此劇情）
山咲刑警
始居住的城鎮的警察署的年輕刑警。
八重樫流的門生之一，也有習得八重樫流(裏)之技。（中文文庫版小說尚未連載至此劇情）
因為被視為偶像般崇愛的雫和始在一起，所以夢想有朝一日把始人誅。（中文文庫版小說尚未連載至此劇情）
橫谷清盛
本作虛構的外務大臣。60歲。
渚，圆，瞳
繆來到地球以後，從同一幼稚园毕业的女生们當中三个最喜欢缪的女孩子，本名直到後日談最終章才提及。
自发构筑起了缪亲卫队，用完全不是小学女生该有的眼神，封杀一切想要接近缪的人物。（中文文庫版小說尚未連載至此劇情）
後日談最終章時，與繆一同升學至同一小學。（中文文庫版小說尚未連載至此劇情）
「龍」
後日談《深淵卿篇III》登場，實際上為日本本身。
在人類出現之前即在妖精界中誕生，是超越神明的強大存在；一切龍種（包括龍屬性的存在）都能進行干涉。被干涉者就會像是陷入夢遊一般的狀況被其操縱，就連各地與龍相關的傳說都沒能逃過，一旦甦醒可能導致世界毀滅。來到地球後被「王樹」女神和「天樹」女神合力封印，化為大地而形成日本，富士山則位於「龍」的心臟。過去曾差點甦醒，故安倍晴明以「天星大結界」將其平息。（中文文庫版小說尚未連載至此劇情）
在天星大結界被影法師破壞之後逐漸復甦，在世界各地以及妖精界造成大騷動，並洗腦他人協助其復活。（後日談證實連身在「箱庭」的緹奧亦受到其影響；緹奧因周圍放置了大量的人工神器防禦，再加上其神代魔法進行精神抵抗才算度過一劫）最後被始截斷氣力供給，並在眾人的合作下再次被封印。（中文文庫版小說尚未連載至此劇情）
根元音音
米藏謙心
後日談最終章登場，始自中學時期的網友，但直到始升上大學才作線下聚會。
上榮城榮人
後日談最終章登場，陽晴所就讀的超大型學校的小學部的小六級學長，學生會成員。為帶著眼鏡的少年，與大企業的公子。直到最終章的去年為止兩人在學校里其實也都沒有什麼特別接觸的機會，只是其父親與大晴是十幾年的賽馬夥伴，因此兩人倒是經常能在派對上碰面。
雖然如此，但及後在慶祝新年到來的派對上才被在經歷「龍事件」後魅力暴增中的陽晴所吸引。可還沒等他解開感到困惑的原因的三個月後，便得知陽晴已經有心儀的對象。原本他對這初戀也沒有抱著不放的意思，可家族擅自盡全力調查了，得到「單相思」以至浩介家庭背景一般的結果以後重新燃起了希望。首先嘗試邀請陽晴共飲一杯下午茶，卻被其婉拒，加上得知她預定要暫時離開日本一段時間並與心上人渡過以後受到打擊。期間更暴露其選民思想而被陽晴警告。最後陽晴帶浩介上車前，告誡他的幸福之花就在附近綻放著。（中文文庫版小說尚未連載至此劇情）
姫小路利華
後日談最終章登場，陽晴所就讀的超大型學校的小學部的小六級學姐，學生會成員。擁有一頭漂亮的黑色豎捲髮。眼角微微吊起，給人一種很強勢的感覺。雖說只是單方面的，但卻是視藤原家為競爭對手的世家大小姐。與榮人為從小認識的青梅竹馬。
由於先前兩次（最近一次為兩個月前）都將浩介看成黑影，質疑陽晴的心上人並無現過身，直到在超大型學校浩介在深淵卿模式深度Ⅵ時才與榮人首度見識浩介的真容並且一同瞠目結舌。最後陽晴帶浩介上車前，告誡本就是個不會輸給任何人的既可愛又出色的她坦率一點。（中文文庫版小說尚未連載至此劇情）

#### 美國
後日談〈魔王的女兒篇〉的主要舞台。始等人回到地球五年後，已經升上小學三年級的繆為了見美國的一位網友，而在始的幫助下來到美國，但繆卻意外捲入一場全球恐怖攻擊計畫中，因繆還有始等人的活躍而成功解決危機。
娜塔莉雅
繆在美國的網友。美國政治高官的女兒。
和繆是在一個線上遊戲認識，兩人經常在網路上聯絡。（中文文庫版小說尚未連載至此劇情）
在參加宴會時和繆本人正式見面，起初很震驚但在和繆的交談中，確信她就是本人，兩人就這樣度過了短暫的快樂時光。然而不久與其他參加宴會的孩子們一同成為了恐怖份子的人質，因為繆的活躍得以順利脫困。（中文文庫版小說尚未連載至此劇情）
恐怖分子的陰謀瓦解後和繆道別，但因為保證會保守繆的秘密所以沒被消除記憶。（中文文庫版小說尚未連載至此劇情）
埃米爾
和娜塔莉雅一樣被作為人質的男孩子。父親是美國陸軍高層。
在被恐怖份子挾持時，見識到繆的本事後對繆有了好感，但因為繆強烈宣言，將來要和爸爸在一起後馬上失戀。（中文文庫版小說尚未連載至此劇情）
之後雖然和其他孩子一樣被刪除了記憶，但卻對繆還有些許的印象。（中文文庫版小說尚未連載至此劇情）
被始視為了接近女兒的害蟲之一(笑)。（中文文庫版小說尚未連載至此劇情）
阿托德•修拉尼爾那迦
本作虛構的美國總統。前突擊隊成員，創造了許多傳說有著終結者之稱的男人。
被恐怖份子襲擊時，獲趕來救援的雫所救。（中文文庫版小說尚未連載至此劇情）
之後將雫視為騎士，還和總統官邸的其它侍衛們成立了黑髮騎士愛好者俱樂部。（中文文庫版小說尚未連載至此劇情）
喬治
美國總統隨身侍衛之一。
被恐怖份子襲擊時，獲趕來救援的雫所救。（中文文庫版小說尚未連載至此劇情）
克里斯
美國總統隨身侍衛之一。
被恐怖份子襲擊時，獲趕來救援的雫所救。（中文文庫版小說尚未連載至此劇情）
巴克斯
美國總統隨身侍衛之一。
被恐怖份子襲擊時，獲趕來救援的雫所救。（中文文庫版小說尚未連載至此劇情）
基斯
美國總統隨身侍衛之一。
被恐怖份子襲擊時，獲趕來救援的雫所救。（中文文庫版小說尚未連載至此劇情）
尼爾
美國總統隨身侍衛之一。
被恐怖份子襲擊時，獲趕來救援的雫所救。（中文文庫版小說尚未連載至此劇情）
漢克
美國總統隨身侍衛之一。
被恐怖份子襲擊時，獲趕來救援的雫所救。（中文文庫版小說尚未連載至此劇情）
阿曼德•阿什頓
駐紮在中東的美軍上校。
駐紮的基地被恐怖份子襲擊時，命令部下各自撤退後，原本準備赴死，因獲趕來救援的始拯救而保住一命。（中文文庫版小說尚未連載至此劇情）
目睹了始如魔王般的蹂躪殲滅恐怖份子，回國後開始崇拜惡魔和魔王相關事物，令家人和同事感到困擾。（中文文庫版小說尚未連載至此劇情）

#### 英國
後日談外傳〈深淵卿篇〉的舞台。回到地球數個月後，浩介應始的委託前往英國殲滅盯上歸來者們的組織，卻意外被捲入狂戰士病毒擴散的事件。最後在浩介與英國保安局的合作下，事件得以平息。
艾蜜莉•格蘭特
金髮側馬尾的天才少女，白袍+眼角上吊+吐槽+冒失+抱頭蹲防+漏聖水+忠犬+天災屬性(持續增加中)。
意外創造出了使人狂戰士化的病毒而被追殺，最後在浩介的幫助下解決事件。因為獲浩介所救了一命而喜歡上他，看到拉娜的中二言行之後，為了將浩介從中二病中拯救出來，成為他的第二名未婚妻。與浩介遇上陽晴以後，似乎對於陽晴有所意見。（中文文庫版小說尚未連載至此劇情）
平時住在英國，故浩介會留一個分身在她身邊，因《深淵卿篇II》當中其身邊的分身消失不久，聖女克勞蒂亞也成為其未婚妻，故此對於這事變得敏感。從《深淵卿篇III》還可知她為了浩介亦有學習日語，並且去拜託凡妮莎為首保安局強襲科的人們、在空閑時間鍛煉從而獲得自我保護能力；得知浩介遇上陽晴與緋月後即藉由傳送門趕來，但亦因而有參與富士山樹海保衛戰，可首戰水落鬼時還是因恐慌而不斷抄起手邊的突擊步槍對其亂射並清空彈匣而變成MAD狂戰士。（中文文庫版小說尚未連載至此劇情）
專業領域為生醫相關，之後替始研發/改良了不少藥物，加上其論文使得業內對她的評價水漲船高。同時在其強烈要求以下，她所研發的劃時代藥物出品時都會統一標註為「Alpha製藥開發」。（中文文庫版小說尚未連載至此劇情）
在後日談最終章時仍為博士生與研究者，而珀西瓦爾大學亦以「在限定條件下，聘用其為講師」讓她追加講師的身份。在前來英國升學的浩介在一起時，還令其他學生產生了“格蘭特博士被幽靈附身”的錯覺。（中文文庫版小說尚未連載至此劇情）
凡妮莎•帕拉蒂
英國保安局的搜查官，為保護艾蜜莉而與她一同行動。
雖然執行任務時正經且優秀，但私底下卻是個生活凌亂、視日本漫畫為聖經、崇拜忍者的殘念美人，故又被稱作廢妮莎。因浩介來自日本且很像忍者而對他死纏不放，自稱為浩介的第三名妻子。其對日本漫畫文化的認識亦影響到浩介其他妻子。（中文文庫版小說尚未連載至此劇情）
到了後日談最終章時變得經常跟隨瑪格達涅斯局長出差，相對的與浩介相處的時間大減。

##### 研究者
雷金納德•唐
珀西瓦爾大學教授，被稱為最好的教育家。培養了許多優秀的學生，艾蜜莉是其中之一，也是給了她歸宿的恩人。
然而，因為痴迷於“留在歷史上的壯舉”而背叛艾蜜莉，散播狂戰士病毒引發“唐教室事件”。最後被浩介消滅。（中文文庫版小說尚未連載至此劇情）
生前還有一座宅邸，在後日談最終章被格蘭特買下，而且有被始以神器魔改過，成為浩介在英國的據點與梵蒂岡保護小孩覺醒者的場所。（中文文庫版小說尚未連載至此劇情）
赫德里克•威斯克
唐研究室的學生，是艾蜜莉最信賴的學長。為從狂戰士手中保護眾人，自願成為誘餌，最後身亡。（中文文庫版小說尚未連載至此劇情）
麗希•艾史敦
唐研究室的學生，是艾蜜莉最信賴的姊姊。艾蜜莉標誌之一的側馬尾，最初就是模仿自己憧憬的她。性格傲嬌，喜歡赫德里克。為從狂戰士手中保護眾人，自願成為誘餌後失蹤。結局倖存並與艾蜜莉重逢，並在出院時還很乾脆的就剪掉其側馬尾。在後日談最終章成為“格蘭特宅邸”的管理員，並計劃在Alpha製藥就職。（中文文庫版小說尚未連載至此劇情）
羅德•赫斯特
唐研究室的學生，個性輕浮，常和丹尼斯爭吵打鬧。死前囑咐艾蜜莉要好好活下去。（中文文庫版小說尚未連載至此劇情）
丹尼斯•利頓
唐研究室的學生，聰明且嚴肅，常和羅德爭吵打鬧。後被病毒感染，在成為狂戰士之前自殺。（中文文庫版小說尚未連載至此劇情）
潔西卡•邱彼特
唐研究室的學生，比起研究更在意自己的美貌，是艾蜜莉很信賴的另一名姊姊。最後被狂戰士化的山姆殺死。（中文文庫版小說尚未連載至此劇情）
山姆•雷德曼
唐研究室的學生，身材高大。在成為狂戰士之後被殺死。（中文文庫版小說尚未連載至此劇情）
麥洛•耶尼
唐研究室的學生。最後被狂戰士殺死。（中文文庫版小說尚未連載至此劇情）

##### 保安局
金柏莉•華倫
保安局搜查官，凡妮莎的同事，擅長軍事格鬥術。為賺錢而背叛同伴，追殺艾蜜莉。在狂戰士化後被殺死。（中文文庫版小說尚未連載至此劇情）
夏隆•瑪古達勒斯
英國保安局局長，冷漠、嚴肅的鐵娘子，是活生生的傳奇人物。但在魔王的女兒面前卻會變成溺愛孫女的奶奶。（中文文庫版小說尚未連載至此劇情）
到了後日談最終章時變得經常帶著下屬凡妮莎出差，似是隱喻想將她培養作其接班人。（中文文庫版小說尚未連載至此劇情）
艾倫•帕克
保安局檯面下“J•D機關”的搜查官，代號為K。平時愛開玩笑，但獨特的幽默感總是使自己與女同事們不和，總是在抱怨自己找不到女朋友。（中文文庫版小說尚未連載至此劇情）
在梵蒂岡事件時與妙子一同擊退了襲擊她的崇拜者們，並看見了她抖S的一面，因而對她抱有好感。（中文文庫版小說尚未連載至此劇情）
據說也能做到一些超電影級別的射擊技巧。（中文文庫版小說尚未連載至此劇情）
伯納德•佩斯
保安局強襲課特殊部隊的總隊長，立flag如呼吸的男人，同時被死神和幸運女神寵愛著。稱浩介為艾比(取Abyss gate前三字)。（中文文庫版小說尚未連載至此劇情）
有意思的是屬下部隊的行動代號用的可是「從者」。（中文文庫版小說尚未連載至此劇情）
萊爾·歐柯納
後日談外傳《深淵卿篇II》登場。英國國家保安局的護衛官。超過30歲。適合短黑髮和上唇鬍子的男人。
羅伯·蓋瑞
後日談外傳《深淵卿篇II》登場。英國國家保安局的護衛官。與萊爾同期。

##### 其他
凱希斯•溫特沃克
Gamma製藥董事及九頭蛇組織幹部，為狂戰士事件的主謀之一（官方公告上亦是如此描述），企圖利用狂戰士病毒增加九頭蛇的影響力。後被浩介用神器洗腦，現已是個好村民。而Gamma製藥公司也被始以保安局成員“阿爾法德·紹斯克勞德”名義乘機收購並且替換為Alpha製藥公司。（中文文庫版小說尚未連載至此劇情）
傑佛遜•奧爾格雷
九頭蛇組織首領，表面上是地產大亨及政治（議員級）人物。後被浩介用神器洗腦，現已是個紳士模樣的好村民，九頭蛇組織也改組為國際慈善組織；之後卻人氣暴漲，有可能成為首相。（中文文庫版小說尚未連載至此劇情）
偉斯•英格拉姆
傭兵團團長，為賺錢不擇手段，被凱希斯雇用來護送唐教授。被艾倫逼入絕境後將自己狂戰士化，最後身亡。（中文文庫版小說尚未連載至此劇情）
伍迪
41歲的鮭魚三明治專賣店I Love Salmon店長，背地裡經營情報屋（該店在後日談最終章時已經被佈置始的結界系人工神器）。過去曾為Gamma製藥公司幕後的非法職員。據稱其與莎曼沙的父母同齡。（中文文庫版小說尚未連載至此劇情）
莎曼沙
19歲的女大學生，長有深藍色長髮，有著某樣的盲信癖。
在被原來打工的店開除時，看見浩介用鮭魚三明治擊倒眾人之後，覺醒了對於鮭魚三明治的熱愛。後偶然成為伍迪店內的員工，由於伍迪涉及裡世界以及與艾蜜莉的間接關係而亦從始獲得人工神器。（中文文庫版小說尚未連載至此劇情）
在後日談最終章時，據述由於耍酒瘋以下擊昏伍迪，並且在救醒他時誤喝艾蜜莉製作的能量飲品而跨過一線，事後稱其為“達令”並與其十分恩愛地吃鮭魚，然而這一幕卻害伍迪差點被浩介與艾蜜莉聯絡保安局究治。（中文文庫版小說尚未連載至此劇情）
森林的魔女
始和希雅在〈深淵卿篇II〉的時間點於英國某處森林約會時遇上，自稱活了千年。欲將兩人作為祭品吞噬，故始將她連同一大片森林一起燒毀了。但在臨死之際將兩人傳送到了地獄，導致始和希雅在〈深淵卿篇II〉期間和眾人失去聯繫。（中文文庫版小說尚未連載至此劇情）

#### 梵蒂岡
後日談外傳〈深淵卿篇II〉的主要舞台。狂戰士事件之後不久，浩介應始的委託前往梵蒂岡調查盯上歸來者們的組織，卻發現來自地獄的惡魔欲入侵地球，並在世界各地引發騷動，關鍵時刻始卻失去了聯繫。最後在浩介、驅魔師以及始的妻子們的奔走下事件解決。

##### 驅魔師
驅魔師為異世界的魔力持有者——地獄界居民們的後代，他們能在這個以氣力為主的地球上擁有使用魔力這樣的特殊體質。而驅魔師們就組成了驅魔組織「歐姆尼布斯（Omnibus，拉丁語，為了眾生的意思）」。（中文文庫版小說尚未連載至此劇情）
及後在後日談最終章，歐姆尼布斯的活動從對惡魔作戰改為應對覺醒者，以及各國發生超自然現象是的商談與應對，還有將來職責——對高威脅度企業或遠古遺物進行調查・監視・管理作為最高事項。（中文文庫版小說尚未連載至此劇情）
克勞蒂亞•巴倫伯格
「歐姆尼布斯」戰力最強的驅魔師，被稱作聖女，暱稱克雷亞。19歲，身材姣好、媲美緹奧，而且是安產型，平時是個容易摔倒的冒失娘，據說更有一次從飛行途中的客機上掉落的經歷，但總是奇蹟似的毫髮無傷，某種意義上確實是符合「聖女」這個稱號的奇蹟一般的存在。使用的神器為聖十字架。
為了替父母復仇而欲消滅惡魔安諾文，故試圖收集歸來者們的資料以前往地獄。最後在浩介的幫助下成功討伐安諾文，期間也對浩介產生戀心，在拉娜的拉攏下成為浩介的第四名未婚妻。然而《深淵卿篇III》中段，得知對手增加時一度精神大受打擊，差點從三樓的窗戶跳下去。（中文文庫版小說尚未連載至此劇情）
及後亦有參與富士山樹海保衛戰。（中文文庫版小說尚未連載至此劇情）
後日談最終章時，可知聖十字架自從樹海一戰以後獲始魔改造，添加了各種各樣的能力不說，還從對惡魔特攻神器變成無論是對人還是對妖魔都能發揮出全部實力。以後得知阿齊茲與真實配對後大喜。（中文文庫版小說尚未連載至此劇情）
阿齊茲•斯坦因
「歐姆尼布斯」的驅魔師，本作為獻給惡魔的祭品而誕生的人。當初克勞蒂亞把他接到自己身邊時，幾乎沒有人類的感情，因克勞蒂亞卻將他視為家人來照顧著而視克勞蒂亞為姊姊。使用的神器為大型砍刀
雖然比不上克勞蒂亞，不過擁有良好直覺、也能隱約察覺到浩介的氣息，在臨死之際獲浩介救下之後仰慕著他。（中文文庫版小說尚未連載至此劇情）
之後在拜訪遠藤家時意外看到真實(浩介的腐女妹妹)創作的BL本子，而對浩介感到很在意。（中文文庫版小說尚未連載至此劇情）
及後在後日談最終章以來自意大利的留學生身份，借用浩介的房間，可真實以浩介與他為題材的新BL本子在其床上，一度不得不為此向真實灑聖水。可得知該BL本子的品質以後，卻在遠藤家眾人前為真實辯護，意外地獲英和與實里認可為女兒將來的伴侶。其後夏季時也出席遠藤去妖精界的旅行。（中文文庫版小說尚未連載至此劇情）
溫•基嫚
「歐姆尼布斯」的驅魔師，金髮梳背頭，28歲。
個性認真，十分照顧克勞蒂亞。但是，對她的冒失八成會無視。（中文文庫版小說尚未連載至此劇情）
安娜•福克
「歐姆尼布斯」的驅魔師，棕色頭髮扎編辮子，15歲，使用的武器為拐。
個性活潑，可受到某惡性影響，最近漸漸變成不用旋棍的旋棍手。（中文文庫版小說尚未連載至此劇情）
派翠克•戴姆
「歐姆尼布斯」的長官。
神器為金屬製書本「聖滅之書」，卻總是把它當作鈍器使用，以物理方式驅魔。擁有異名「撲殺神父」、「書本的褻瀆者」、「那傢伙，其實完全沒有信仰心吧？」、「惡魔絕對殺死俠」、「奇蹟一般的物理使者」、「敢對深淵卿進行高空強襲的人」等等。偶爾會被自己人錯認成惡魔。（中文文庫版小說尚未連載至此劇情）
十分愛護克勞蒂亞，因此對浩介有很大的敵意，曾試圖以眼神殺死他。（中文文庫版小說尚未連載至此劇情）
《深淵卿篇III》，收到警告以後最先發現龍從聖遺物保管庫中顯現了出來，並將龍壓制在訓練場上加以消滅。（中文文庫版小說尚未連載至此劇情）
後日談最終章時，可知聖滅之書從樹海一戰以後獲始魔改造，只要接觸書面即可發動能力，還可通過鎖鏈變形為「戰斧模式」。自身亦踏入仙人領域，能以噴鼻血的代價憑藉氣勢將魔力與氣力融合使用（亦是本作首名混用兩種異能的角色）。（中文文庫版小說尚未連載至此劇情）
瑪雅•柯洛卡
「歐姆尼布斯」的密道管理員，曾為驅魔師，為大家母親的存在。
雖是弓箭手，卻總是以突襲、近戰等物理方式除魔。擁有異名「惡魔絕對殺死女俠」、「弓箭的褻瀆者」「該說，正常地使用劍和鈍器戰鬥不就好了嗎？」、「對撲殺神父最終兵器」、「最恐聖母」、「看深淵卿的眼神總是不帶笑意的人」等等。偶爾會被自己人錯認成惡魔。（中文文庫版小說尚未連載至此劇情）
十分愛護克勞蒂亞，因此對浩介有很大的敵意，曾試圖以眼神殺死他。（中文文庫版小說尚未連載至此劇情）
李•摩爾
「歐姆尼布斯」的驅魔師，21歲，中英混血。
使用的神器為弩。在驅魔師中跟浩介最談得來。（中文文庫版小說尚未連載至此劇情）
巴克斯•羅爾
「歐姆尼布斯」的驅魔師，戰斧使。光頭雙胞胎的哥哥。
對日本的恐怖電影有心理陰影。（中文文庫版小說尚未連載至此劇情）
布魯斯•羅爾
「歐姆尼布斯」的驅魔師，火槍使（為老式步槍）。光頭雙胞胎的弟弟。
對日本的恐怖電影有心理陰影。（中文文庫版小說尚未連載至此劇情）
夏里夫•伊斯特
「歐姆尼布斯」的驅魔師，戴眼鏡如上班族那樣的中年男性，塔盾使。一眼看過去外表像是勞碌命上班族。
其實是個受虐狂，但擁有不表露這一切的特技。（中文文庫版小說尚未連載至此劇情）
琪亞拉•巴蒂
「歐姆尼布斯」的驅魔師，目光銳利，年約30歲。使用的神器為煤油燈。外貌嚴謹，內心卻十分少女。
氛圍像能幹的職場女性，其實是挺愛幻想的一個人。（中文文庫版小說尚未連載至此劇情）
T•J
「歐姆尼布斯」的驅魔師，性別不明(漢女)的橫笛使。
以前還是正義感爆棚導致有些失控的麻煩人，但至少是個普通男性；在日本發生了什麼，覺醒了。（中文文庫版小說尚未連載至此劇情）
教皇
背地裡為「歐姆尼布斯」的領導者，戴姆長官的老友。
原本就常因戴姆長官的特立獨行而胃痛，最近經由深淵卿作為介面，與魔王一行人交涉後，胃藥的用量又增加了。明明是最德高望重的人，卻是最苦勞的人。還有，長官和瑪雅的異名基本上都是這貨發起的。（中文文庫版小說尚未連載至此劇情）
勒達·洛卡
歐姆尼布斯的原驅魔師及背叛者。經歷沒有救濟的戰鬥後崩潰而將靈魂出賣給惡魔。（中文文庫版小說尚未連載至此劇情）

##### 其他
利特曼教授
某大學的宗教學教授，為了瞭解真正的神話而將靈魂出賣給惡魔。（中文文庫版小說尚未連載至此劇情）
崇拜者
對人生感到絕望，而乘隙被惡魔操縱的人們，目露紅光。
襲擊歸來者們和他們的親屬後，被浩介以及始的妻子們殲滅大半，倖存者們則都被月抹去了兩年份的記憶。（中文文庫版小說尚未連載至此劇情）

#### 中國

##### 影法師
〈深淵卿篇III〉的反派組織。中國暗部道士集團。在地球的「王樹」復活之後，道士的實力也獲得提升，為了佔領日本這個上等的「靈地」而滲透日本製造混亂，並計畫栽贓給歸來者們，復活位於富士山的「龍」也為計畫的一部分。
事件結束之後，在始的協商(脅迫)下與日本建立起合作關係，成為咒術界的警備單位。（中文文庫版小說尚未連載至此劇情）
據點不明，目前根據術式判斷在金华市。（中文文庫版小說尚未連載至此劇情）
真影
「影法師」對日本方面的總指揮官，本名為「朱」的女道士。
持有一幅老舊的對摺鏡子型秘寶「鏡」，藉以找出浩介等人的位置，從而令影法師能用『式』進行壓倒性數量戰。
但在解開一部分「龍」的封印之後逐漸被洗腦。及後發動樹海決戰，即使本部發出撤退命名也拒絕執行。被浩介和陽晴打敗後恢復理智，得知「龍」實際上指的是整個日本，一旦復活將導致世界毀滅，故轉而與浩介等人一同戰鬥。後來因真面目暴露而被除名，無法返國，在始和中國協商後成為影法師對歸來者的聯絡人。及後也出席遠藤去妖精界的旅行。（中文文庫版小說尚未連載至此劇情）
影戲
本名為「柳」的女道士，在朱被影法師除名之後請辭，與她一同來到日本。（中文文庫版小說尚未連載至此劇情）
倒影
京都襲擊部隊的隊長。
被繆奪走了妖魔，與被雫斬斷了詛咒，對他留下了心理創傷。（中文文庫版小說尚未連載至此劇情）
疏影
王樹襲擊部隊的隊長。
在王樹對抗坐鎮的愛子，被突然出現的樹海與濃霧，以及無數樹型怪物襲擊而留下了心理創傷。（中文文庫版小說尚未連載至此劇情）
隻影
歸來者親人懷柔作戰部隊隊長。
回過神來時人已經回國，並在執行正義了，於是留下了心理創傷。（中文文庫版小說尚未連載至此劇情）
殘影
樹海襲擊部隊退路確保班的班長。
作戰時車胎被服部的部隊打爆，車身上還被塗鴉上了動畫角色，於是受到了「這樣啊……原來還有這種手段」的啟發。多年後，用上了多種無意義洗鍊般精巧的混混作戰手段，被組織認定是個不妙的傢伙。（中文文庫版小說尚未連載至此劇情）
影從
該組織中以自身咒力量自豪的道士。
身為能夠大量生產「式」，打物量戰的專家，卻被深淵卿的人海戰術嚇到了，決定重新開始修行。多年後，他終於學會了轉身、大笑著，創造出形似自身的「式」之軍團，被組織認定是個不妙的傢伙。（中文文庫版小說尚未連載至此劇情）
太刀影
該組織中數一數二的使劍高手。
袖中固定的靈符可以瞬間變成劍拔出奇襲對手，曾將深淵卿之分身一刀兩段。可那之後，被兩段的分身又變成兩個健康的深淵之門誕生了。直到最近的晚上都還在做這樣的噩夢。（中文文庫版小說尚未連載至此劇情）
雲影
操縱劇毒煙霧的道士。
戰後經常會做令人噁心的、順滑流暢的、動作統一的，一大群的卿走著太空步的噩夢。（中文文庫版小說尚未連載至此劇情）

#### 其他
邦達斯
《希雅旅行篇》登場，旅行途中遇上的村民。村子裡最強的絕對王者。通過魔王特製飲料的幫助與希雅展開了人生最棒的決鬥，成為村子的傳說。
伍爾德
《希雅旅行篇》登場，旅行途中遇上的村民青年。招式被希亞拷貝了個遍。在心裡把希雅稱作師父。惦記著師父明年還會不會來。
威爾菲德
《希雅旅行篇》登場，旅行途中遇上的金髮帥哥，年約30歲，一副山寨演員模樣，為歐帕茲調查專家。被希雅與真央誤稱為魯夫。口頭禪是「人生總會出乎意料」。
為雷利登斯公司（表面上是貿易公司，事實上是對“神奇力量的遺物”的捜索・研究・兵器轉用的公司）的非法研究團隊隊長，在普漢克鎮準備尋找古代細菌武器的船時，看上始剛改裝好的船“托利安納”並且企圖買下，被始拒絕。（中文文庫版小說尚未連載至此劇情）
及後發現始和希雅搶先一步取得迷宮遺跡以內裝有古代細菌武器的金屬箱子，企圖以武力奪得，可下屬都被始擊倒，自己以自動步槍連射的30發子彈也被始僅以12發手槍子彈攔下並在最後破壞所在船隻的引擎而失敗後，只得無條件投降。（中文文庫版小說尚未連載至此劇情）
向始投降後稱其為“老大”，並且透露出其競爭對手為凡蒂岡特務機關的情報後回普漢克鎮；其後據登場人物介紹補充已從雷利登斯公司辭職，並與夥伴一起建立起了遺物相關的公司，作為嶄露頭角的冒險家漸漸為人所知。打從心底當了始的走狗。隨叫隨到。（中文文庫版小說尚未連載至此劇情）
在後日談最終章時與真央在南美森林同行，期間遇上新型神秘生物。（中文文庫版小說尚未連載至此劇情）
布蘭登
《希雅旅行篇》登場，威爾菲德的下屬。由於被威路菲德認為「妨礙談話」這種理由而被折斷脖子，一下子就從人世退場的研究者。

### 其他異世界
始一行人返回日本之後，除了被捲入世界各地發生的各種事件之外，也有人被召喚至其他異世界中展開新的冒險。而在始一行人穿越數個世界後，他們也漸漸意識到不同的世界之間似乎有著某種奇妙的相似性...

#### 天龍界
後日談〈提奧篇〉的舞台。返回地球後數個月後的某天，父母帶著始及妻子們拜訪南雲家的老家。在引發各種混亂之後，始和提奧意外在後山發現密道，進入探索後卻被傳送至一個天空、龍與部份SF的世界，並被卷入了這個世界的紛爭中。最後始和提奧解決了這個世界的汙染問題，始也利用這個世界的能源創造出了永動機。
及後這世界的世界樹枝葉被命名為“龍樹”，始在其根部設置了“世界扉”，根據作者作出的修改，地球和天龍界的時間差為7天：3天。而在始與提奥離去不久，有人在黑色之雨放晴时探索大地時找到新型敵意物種“泥獸”。
泥獸有著共同特徵，能夠污染、腐蝕自身所觸及的對象，或者本身異常頑強。從泥獸身上分離出來的也是其中之一，多以龍的形態出現。基本上只有火焰放射和爆燃可以消滅泥獸，平時都是以天核充能的艦炮轟擊或黑龍的吐息來將其消滅；若沒有重火力那就必須將泥獸徹底打碎，使其無力化以後，在以與泥獸碎片大小成一定比例的天核將其凈化。
從忒彌斯·莫休涅寺院𥚃的連串式壁畫暗示天龍界亦曾受到「災厄」（黑霧形態）入侵，它倆甚至擊敗了作為龍之真祖的白色巨龍“真龍”，然而這時真龍以自己與過去的龍樹為代價將其碎片化作灑向天龍界各地的「天核」，自己也將龍核託付給了自己的眷屬，從而讓這顆星球上的能量就還能繼續循環，而籠罩著龍樹的黑霧亦因而消散，而黑霧創造出來並留下來的怪物就是繼承了真祖力量的龍族們所驅逐；目前未知那些怪物與泥獸有何種關係。

##### 亞文斯特龍王國
奪回王都以後，在後日談最終章提到於地下“真龙的泪泉”处也設置了傳送門。由於緹奧協助奪回王都的事跡廣為人知，龍王國堅持認為緹奧是清廉潔白強大高貴、偉大的龍之聖母，那怕曾經見過緹奧藉始黑龍神化時的癡態都會認為那是錯覺而美化相關記憶。
羅瑟•菲利斯•亞文斯特
亞文斯特的女王，銀髮美女，初登場時為14歲（以後日談最終章時為16歲逆向運算得知）。溫柔堅強、備受國民愛戴。幼時國家遭竊取，從那時起就當著海盜，整個國家以飛船亞文斯特號為家。在始和提奧擊潰克瓦伊連的主艦隊之後，趁機奪回了國家。作為報酬，始「借」走了整個亞文斯特號。以後一直等待著兩人帶著飛船回歸，即使後日談最終章中，身在機工界的始與這時在天龍界的光輝通過通訊器談到世界之間的時間流速偏差時，就從光輝手上搶下通訊器要求討回飛船。似乎對始有好感，但被眾人誤會為現地妻。
及後由於得知其已故母親阿貝莉亞的戀愛史，加上光輝向她報錯始等人旅行時的日程安排，導致始等人前來時化作詩人而出糗，而得知始有複數妻子（其中正妻為月而非提奧）還有情婦優子時更是精神大受打擊。及後賽巴斯汀反對自己與始的戀情時，氣得要對其舉槍欲射，被克羅姐弟制止。這時始以帶來改修為豪華遊輪的亞文斯特號（為始改裝時首度取消所有武裝，相對卻把防衛系統與船體材質點滿的載具，船上預設妖精為船員；及後卻說明由於羅瑟要求立刻交回飛船，導致商店街區域等設施還沒有徹底完成）才圓場，然而一開始看著已經面目全非的亞文斯特號時還是將內心“討厭”的感情宣洩了出來。見證蹂躪者對抗400米級泥獸以後，在船底的貨倉（預定用作停車場，可當時現場剛好一整副武器展覽會）質問始是否違反約定，然而面對搭乘者（始本人）就是威脅又不能怎樣。
克懷貝兒
銀色幼龍，羅瑟的夥伴。為王龍的末裔，能操縱極光。將提奧視為母親仰慕著。及後在後日談最終章時，比提奧篇時大了兩圈。為改修完成的亞文斯特號現身天龍界時唯一給正面評價作下台階的單位。及後來到忒彌斯·莫休涅寺院𥚃接觸到其祖先白色巨龍，下決心變得強大。
賽巴斯汀•奧爾托
羅瑟忠誠的管家，自幼扶養她長大。曾為近衛隊員，但退休後實力又變得更強了，能閃躲子彈，甚至能單靠餐具（尤其是餐刀，最多20柄）和武術擊退正規的武裝小隊（其中包括以跳彈改變軌道從而擊殺隱蔽在牆後的敵人，最多可彈跳4次）。在MEVR當中還可與卡姆（模擬）的暗器對戰中以非常有觀戰價值的平局收尾。將羅瑟對始（有婦之夫）的戀情視為不倫而抱有微詞，及後在後日談最終章，終於開腔表示反對羅瑟對始的戀情。
奧爾嘉•克羅
近衛隊長，金髮美人，為賽巴斯汀的直傳弟子。
珍•克羅
近衛隊副隊長，奧爾嘉的弟弟。在徒手戰裡比奧爾嘉更強，然而對月的魅力全無抵抗力要暈下去。
博維特
空戰部隊的總隊長。
後日談最終章證實以他為首的戰機駕駛員們，曾經因為嫌棄跑到船艙內部去如廁很麻煩，於是經常隨便找個沒人的船舷角落搞定內急的醜聞。
駕駛戰鬥機的實力不俗，可駕駛空中摩托時連繆、克羅姐弟也不如。
尊稱始為「大將」。
克萊茵
亞文斯特號的艦長。
卡特•吉爾頓
飛船羅賽利亞號的艦長，最終章時為70餘歲。所在飛船在後日談最終章時為新生龍王國女王的旗艦，他本人擔任忒彌斯·莫休涅寺廟遺迹保護部隊的司令官。
在寺廟遺迹受到400米級泥獸襲擊時，得到始操作的蹂躪者（為超級密雷迪G的後繼機型）所救。
歐克斯
飛船亞維利亞號的艦長。
赫爾穆特
克懷貝兒的哥哥。過去為守護龍王國的王龍之一，但在人類為了取得能源而殺死他的家人後，對人類感到絕望而失去理智，墮落為邪龍，汙染了整個天空世界。及後連克懷貝兒也痛下毒手，最後與趕來的始戰鬥而被他消滅。
事實上在對上始的最終戰中，原可以邪龍之力輕鬆迴避的隕石轟擊的他，卻因始的攻擊全都直接瞄準著哪怕他已經陷入瘋狂也捨不得放棄的至寶——其兄弟姐妹的王龍核，即使會導致自己身受重傷也不得不拚死守護而只能硬生生用身體接下。
烏拉諾斯
為天龍界戰國時代後期，結束王龍之間群雄割據的初代龍王國國王的搭檔王龍之名，亦是赫爾穆德與克懷貝兒的祖先。重點在於它與魔人族元帥弗里德的搭檔白龍同名，而天龍界原本沒有這個辭彙。
初代國王與該頭王龍被描述為強得像笨蛋一樣，其中王龍能像魔法那樣操縱天氣，搭配初代國王以某種方使用天核的能量，並且像月的魔法一樣能引發強力的自然現象，因而有著「傳說中的龍騎士」之稱。
數千年後的始等人旅行時得知這事，並且認為那是即使弗里德與其白龍的靈魂在死後也沒有分開，一起轉生到這世界以後再次相遇，這次終於為了和平而戰鬥，並最終得以實現的結果。

##### 克瓦伊連天空神國
及後在後日談最終章，原神國國民只要遵守龍王國的律法就會被接納。
葛瑞格•克魯瑟•克瓦伊連
克瓦伊連的國王（KIA）。曾為海盜，後篡奪了亞文斯特。欲得到始和提奥的強大力量，故親率全國兵力攻擊兩人，最後死於龍之吐息。
及後在後日談最終章，證實他篡奪龍王國國土以後為了讓民眾接受事實，特地召集了國民並將史書收集起來進行大規模焚毀；相對的明白書籍價值的人同樣拚命保存下了為數不少的史書，以至復國時的王國圖書館中只殘存著一些書籍。目前被燒殘的書籍當中有不少獲光輝在離去前以再生魔法復原過來。
席勒斯
克瓦伊連的高官，為葛瑞格的代理者。在與賽巴斯汀「商談」之後選擇合作，之後變得十分害怕管家。
希格斯•本頓
姓氏直到後日談最終章才交代。
曾為克瓦伊連空中母艦奧斯提納德格羅薩小隊的青年戰鬥機駕駛員，駕駛飛機編號為格羅薩4號。駕機執行捕龍任務時發現始與緹奧後對始展現出了殺意、還對緹奧表現出下流的慾望，隨即被魔王以壓倒性的實力植入了深深的陰影（倖存於魔王的炮火以下的他及後被認為是異能生存體）。後在母艦上的同僚的拷問下（加上魔王介入奧斯提納德與龍王國的戰鬥），向其座機逃亡不果後轉而逃進艦內的廚房冰箱；母艦毀於迫降後與其他倖存者被泥獸襲擊，精神錯亂以下將泥獸誤解為龍之怨恨的具現化模樣並因以土下座致歉而避開泥獸的攻擊。然而倖存的軍官試圖攻擊泥獸，夾在軍官與泥獸之間的他又避開兩方的攻擊並看到泥獸的本質以後返回冰箱，結果只有他倖存並且等待到神國救援隊，現在為虔誠的龍信徒。
最終章在忒彌斯·莫休涅寺廟旁的洞穴裡再登場時為助祭，換裝一身類似神父的服裝，在照顧龍寶寶，以至為了找回龍寶寶而違抗避難命令下船尋找。可見到始時還是會被嚇得昏迷。及後月為了確認其對緹奧的惡意而抽取其記憶，並且以魔力光投影到空中。

#### 沙漠界
後日談〈光輝篇〉的舞台。神話決戰後過了一年，光輝為了贖罪而選擇回到托達斯討伐魔物，卻突然被召喚到了一個沙漠的世界。在經歷一番掙扎後，光輝終於理清了內心的思緒，能正視自己身為勇者的價值。最後在始一行人的幫助下成功拯救了這個世界的人們，眾人準備離開時，光輝卻又再次受到召喚……
及後在後日談最終章，證實海上存在一個島國希尔特雷迪王国。立國的海島大小與日本九州相若。然而該國受到酷似海蛇萨鲁帕的大型感染種襲擊而滅亡，避難所裡的上千名倖存者獲弗爾蒂拉以秘術轉移到慧樹小鎮；而且整個世界與星靈界一樣與地球存在時間差。

##### 辛克雷亞王國
及後在後日談最終章證實立國之地已經被慧樹及卡拉格拉一族視為世界的背側。
莫亞娜•迪•席爾特•辛克雷亞
辛克雷亞王國的女王。白髮褐膚的美人，是個溫柔卻又勇敢的大姊姊。身體和恩惠力(這個世界的魔力/生命力)因過度使用而十分脆弱，但為了保護人民還是會親自上戰場，使用的天惠術為“加護”。私底下有著重度妹控，及過度溺愛寵物而被對方討厭的一面。在與光輝相處過後逐漸喜歡上他，成功討伐黑王之後決定與光輝一起離開而退位。身體在接受香織的再生魔法治療後康復，頭髮也恢復原本的白金色。然而從剛回到沙漠界的始得知光輝第四次受到異世界召喚而遇上妖精界的女神後病嬌覺醒，目前和光輝一起待在托達斯，與第四次召喚世界的女神爭奪著光輝。從弗爾蒂拉獲得第二項天惠術“衰退”。及後感染種全方位襲擊時，使用黑色巨龍號上的火炮對抗從格拉斯納甸小鎮南面入侵的感染種並在期間消耗大量彈藥，氣得看到補給清單的始幾乎向光輝追究。
庫涅•迪•席爾特•辛克雷亞
莫亞娜的妹妹，金髮雙馬尾的腹黑幼女(8歲)，被姐姐稱作庫涅炭，視莫亞娜為世上最珍貴的事物，使用的天惠術為“再生”。擅長解讀他人內心想法，也經常神出鬼沒，認真時會有與年齡不符的成熟發言，被人們稱為“混沌王女”、“出現三秒既混沌”。在討伐黑王後，為幫莫亞娜的戀情助攻而強迫她退位，現為辛克雷亞王國女王。到了決戰的半年多後的後日談最終章，與魔王的女兒繆及陰陽師陽晴成為朋友。從弗爾蒂拉獲得第二項天惠術“共鳴”，並且獲其授予為弗爾蒂拉的巫女證明的慧杖（平時可化作樹精，樹精獲繆命名為“纽恩”）。
阿妮亞
王族姊妹的侍女，使用恩惠力的技巧十分精湛。
史賓瑟•海姆
近衛隊長，在有關王族姊妹的事情上會變成傻爸爸。
史派克•海姆
史賓瑟的養子，二十歲的天才劍士，庫涅護衛隊的隊長。因心直口快常被女性誤解。
莉琳•史托
近衛隊員，留著栗色雙馬尾的16歲美少女，實力接近隊長的天才。平時彬彬有禮，但也有偏向戰鬥狂的一面。喜歡光輝，在光輝再次被召喚的期間對莫亞娜發出了宣戰佈告。到了後日談最終章成為部隊長，能率領部隊討伐黑暗者殘黨的首領。每次回想到照顾力竭后昏睡过去的光輝時都會濕了。
林登•史托
恩惠力術士團團長，莉琳的父親。
多納爾•奎恩
戰士團團長。
布魯特•邱比
文官首領，貌似隨時會死去的老人，但其威嚴足以令王族姊妹抬不起頭，被人們尊稱為“大家的爺爺”。
羅斯柯•阿奎特
阿奎特領地的領主。兒子隆多(10歲)似乎對庫涅有好感。
伊凡那•博爾格
阿奎特領地自警團的團長。
阿非利·维亚拉忒拉
後日談最終章登場，中央贸易麗都维亚拉忒拉領地的領主。有一名妻子（40多歲）、與光輝年紀相若的兒子與高中生年紀的女兒。
由於暗黑者全面進攻時獲希娜所拯救，從始當地女性（與一部份男性）受到“領民全部希娜化計劃”影響而興起與郝里亞族同款服裝連兔耳頭飾，他與家人也不例外。而隨著繆的來訪並且展示希娜的其他服裝，當地又引進更多時尚概念。
雷吉艾·帕拉布雷羅
後日談最終章登場，帕拉布雷羅領地的領主，不過20歲出頭的青年。
其父親克萊夫在暗黑者全面進攻時雖然獲提奧（黑龍形態）所拯救，然而受不了從海上傳來的粗重喘息聲與詭異嬌喘聲，乾脆退隱養老。可還是沒有下達最後一道命令，以至當地崇拜提奧（黑龍形態）。繆也因而收到提奧（黑龍形態）的雕刻石像。
波斯特雷·埃拉赫
後日談最終章登場，最大果樹種植基地埃拉赫領地的領主。
由於暗黑者全面進攻時雖然獲鈴與龍太郎所拯救，然而領地人民受不了鈴率領的蟲子軍團吞噬昆蟲種暗黑者的一幕，從此對蟲子的敏感度激增，保護益蟲的設想亦不了了之。手下的仆人只因一頭小蒼蠅而對其發起追殺，以至光輝、繆一行人大吃一驚。

##### 暗黑者
及後在後日談最終章證實他倆是逃脫封印「異變種」的後裔，他們不断增长着自身的势力，从沿途的岛屿到大陆上一路蹂躏过去，最终抵达了世界的背面（辛克雷亞王國）。
黑王
歷代最強的暗黑者，所經之處的土地皆會失去恩惠力而荒蕪。欲將全人類變成自己的奴隸而進攻辛克雷亞王國，最後被光輝斬殺。
伊凡那•博爾格
鱗龍種的暗黑者，是光輝第一個殺死的對手。

##### 慧樹
〈魔王與勇者篇 後日談〉提及，直到後日談最終章的「繆的春假」作為光輝「世界樹枝葉復活計劃」首個目的地。慧樹目前非常衰弱，卻為了逃過感染種的入侵而具備其他世界樹的枝葉的不具備的移動能力，而且嚴格隱藏自身存在。
卡拉格拉·谢尔德
後日談最終章登場，受弗尔蒂娜大人的引导与安排而前来迎接的使者，亦是沙漠界初代女勇者的末裔，長者。
由於初代勇者被弗尔蒂娜大人选中的缘故，所以有巨大的恩惠力在卡拉格拉一族的血脉中代代相传，能發動大規模土屬性恩惠術。
根据初代勇者的遗言，卡拉格拉一族世世代代都将侍奉弗尔蒂娜，为她守护慧樹。
亦配備一艘能夠潛沙及沙海航行的卡拉克帆船。
弗爾蒂拉
後日談最終章登場，沙漠界的原生女神。外表猶如火柴人，头部还戴着如同某部講述神隐的动画電影里某个没有脸的男人所戴的那种木制面具，連卡拉格拉都為之震驚。事實是她早已經失去原本的凭依之物，真實的模樣的話更只是一顆漂浮在空中闪烁着纯白光芒的球体，及後藉光輝以“絕象”變為初代女勇者模樣的美丽女性。身在格拉斯納甸小鎮背湖泊處的神殿。
自沙漠界誕生起一直擔任這世界的女神，至後日談最終章時為十萬多年。認為女神所谓的幸福便是自身必須永久守护着自己的世界，直到世界的命运走到终点，因而不認同“拋下”自己世界的奧菈。
從5,000年前沙漠界受到“災厄”（被始認為是世界樹上的九大宇宙以外的來訪者，而它在“可能性世界”中是怎样的“角色”仍然成謎）襲擊起發出神喻，賜予人類（包括初代女勇者）加護對抗災厄與被其感染的生物「感染種」。雖然討伐成功了，然而弗爾蒂拉犯下了致命的錯誤判斷，僅僅因為自身的疲勞而進入短暫的休眠狀態，並且再下神喻停止討伐剩下的感染種，讓感染種進化為異變種並且大規模爆發。本來人类联合军就已经损失过半；女勇者亦在埋葬“灾厄”本体時被留下的陷阱重创而受到了瘴气的感染，無法离开慧树的加护范围。她就在仍然处于疲惫状态、然而在紧急事态下苏醒，並且这片大陆上所有的感染种引至一处，将它们连同大陆本身一起封印；然而保護自己的守護者與後勤人員當中也有叛徒，而異變種藉他倆逃脫。即使如此自身也因为引导大量感染种与布下拒绝侵入这个世界的结界、将感染种封印在大陆下的结界，和隐蔽与保护格拉斯纳甸与世界之要的结界所組成的三重结界后精疲力尽。在漫長時光的現在才積蓄到足以將光輝召喚過來的神力，相對的導致結界出現裂縫從而讓海蛇型感染種逃出。
在後日談最終章，光輝等人終於來到以後，開始著手安排秘密地復活慧樹的方案；同時說明勇者本来有著无论身处哪个世界，都能对当前世界的固有能量做出干涉的力量。然而感知到沙漠界眾人對自己的信仰時，卻發現人們集體膜拜的自己的形象實為月(大人模式)（實為暗黑者全面進攻某座城市時獲月所拯救，人們卻誤將月當成弗爾蒂拉，即使月已經當場否認），一度想過變為月的模樣時被光輝制止。以後打發光辉与奥拉萝特之外的所有人都从神域回到了地面上，留下的光輝與奧拉羅黛則獲授予關於世界的構造的知識；及後眾人撐過感染種全方位襲擊時，发出了令所有人闻所未闻的惊呼声。

#### 星靈界
後日談〈毆殺勇者希雅篇〉的舞台。回到日本數個月後的某天，希雅為了研究兔耳文化而獨自前往秋葉原，途中卻突然被召喚至這異世界。這個世界是本作當中首個與地球存在時間流動差距的世界（地球以4小時從12:00到16:00，而星靈界則是希雅被召喚過來時00:00過了16小時才到了抵達魔王國時的16:00），而且人們因過度使用靈素(這個世界的魔力/生命力)而被神靈拋棄，在幾經波折(痛毆)後，人類終於得以和神靈們對話並反省。最後在始以及妻子們的幫助下，神靈們回收了所有靈素，人類也免於滅亡的危機。
及後在後日談最終章，證實在遙遠的過去曾經存在海之子，然而受到“災厄”感染而全部被露德莉亞毀滅。

##### 巴爾蒂德王國
艾利克•路克希德•巴爾帝德
巴爾帝德王國的年輕國王，貌似金毛獅王的帥哥。對希雅有好感，戀心卻以被趕來的始徹底粉碎告終。
路易斯•雷克托
首席宮廷靈術師，將希雅召喚到了這個世界的“罪魁禍首”。帶著眼鏡的知性帥哥，艾利克的青梅竹馬之一。亦對希雅有好感，戀心卻以被趕來的始徹底粉碎告終。
菲爾•艾斯比恩
情報部門的指揮官，留著一頭綠髮的輕浮系帥哥，艾利克的青梅竹馬之一。亦對希雅有好感，戀心卻以被趕來的始徹底粉碎告終。
葛雷格•艾克斯特
近衛騎士團長，帥哥，艾利克的青梅竹馬之一。亦對希雅有好感，戀心卻以被趕來的始徹底粉碎告終。
妲莉亞•施維克
某公爵家的千金，金髮碧眼的18歲美女，艾利克的青梅竹馬。受過去某次召喚的勇者（日本人）影響而崇尚著女僕裝。有握起兩拳做個加油姿勢說出「~就是這樣」的習慣。在途中與希雅建立起了深厚的感情。雖然跟艾利克是青梅竹馬而且是有深厚信賴的臣子，發現的時候卻已歸順於魔王（始），連艾利克都不知該如何是好。由於跟希亞是交心好友，始為了讓兩人能重逢而開始想對策。
及後在最終章、異世界之旅，可知她已離家出走、行蹤不明2年。始終堅信著自己還能與希雅重逢而開始對自己磨練。不只外表禮節，就連侍從禮儀和技術都學會了；而且由於憧憬希雅的強大，還拚命的學習了戰鬥技術。以後親自踏足那些因靈素消散而陷入僵局的地區，幫助那些束手無措的人，還為此建立了相關的組織來運營。並且如傳教士那樣平等地向所有人傳播女神露特麗雅和神靈們的教導，以至希雅的生存知識；同時也不會缺乏與民眾的交流，讓他們繼續向著更美好的未來前進，因而被該世界的人們稱為「聖女」。然而如山崩海嘯般來襲的婚姻申請最後發展成爭奪戰，她本人因而離家出走。始等人來到森林找到她，這時的她變為短髮、左手配備小弓還有背上的大弓，還能指揮蜂鳥、蛇、貓以至昆蟲，與其同行者對抗一群雷角獸+一頭炎毒龍，即將不敵之際獲希雅所救。後獲始招攬為花騎士，排行第九。
瓦爾德
後日談最終章登場，太刀使，妲莉亞的同行者之一。

##### 倫蒂德魔王國
及後在後日談最終章改稱為《倫蒂德民主國》。
亞羅剛•斯佩維亞•倫蒂德
魔族國度倫蒂德魔王國的國王，為留著黑長髮加上紫水晶眼瞳的絕世美貌帥哥。因輕浮的示好行為而被希雅痛揍一頓，之後又被始反覆殺死再復活，體會到令人絕望的實力差距。現在是一名溫順安分的魔王。

##### 辛帝德獸王國
格爾威爾•杜拉克•辛帝德
獸人族國度辛帝德獸王國的國王，具備與龍人族類似的龍化能力，然而品行卻遠遠不及龍人，是個投機者。因輕浮的示好行為而被希雅痛揍一頓，之後又被始反覆殺死再復活，體會到令人絕望的實力差距。現在是一名溫順的龍人。

##### 龐帝德天人國
亞斯特爾斯•非•龐帝德
天人族國度龐帝德天人國的國王。在帶領大軍挑釁始之後被其惹人厭招式徹底無力化，對紅色產生了陰影。

##### 神靈
烏達爾
雷雲的神靈，人形狀態下是個嚴肅的帥哥。與希雅對戰時讓她衍伸出了能閃躲雷擊的作弊體能，最後被希雅用拳雨擊敗，心都碎了。在大戰結束之後將自己的分靈體（一坨黃色史萊姆）交給了希雅，該史萊姆目前定居於寶物庫中。
歐洛斯
大地的神靈，外型為巨大的土石哥雷姆。在進攻魔王國時被希雅以百噸德盧肯擊敗，心都碎了。在大戰結束之後將自己的分靈體（一坨棕色史萊姆）交給了希雅，該史萊姆目前定居於寶物庫中。
索亞蕾
火輪的神靈。原本是個自尊心強又倔強的的女強人，但在挨了始的太陽射線之後被徹底擊敗，心都碎了。墮落後變得只要溫對待就很好說話。很仰慕希雅，在大戰結束之後將自己的分靈體（一坨紅色史萊姆）交給了希雅，該史萊姆目前定居於寶物庫中。
恩蒂
流天的神靈，人形狀態下是個淡綠色雙馬尾的美少女。個性傲嬌，與始對戰時多次被打了屁股，心都碎了。在大戰結束之後將自己的分靈體（一坨綠色史萊姆）交給了希雅，該史萊姆目前定居於寶物庫中。對始有好感，因此在他身上留下了記號。
〈魔王與勇者篇 後日談〉中，始在寶物庫中創造新的異世界「箱庭」之後，任命她成為這個世界的女神。在人形狀態下喜歡坐在始的頭上。在後日談最終章時發現南方盡頭出現一片無法觀測的區域（及後證實是「影子惡魔」與白龍神就領地而擅自破壞環境）以後，隨即向始彙報這個消息。
梅雷斯
海流的神靈，外型為巨大的海龍。與始對戰時體內被炸裂多次，心都碎了。在大戰結束之後將自己的分靈體（一坨水色史萊姆）交給了希雅，該史萊姆目前定居於寶物庫中。
及後在後日談最終章證實成為天龍界的化身，這是始收到天龍界忒彌斯·莫休涅寺院𥚃的壁畫𥚃有著白龍的描述以後的決定，來到天龍界以後的尺寸比在神靈界時的本體要變大得多；可在始等人前來天龍界時，抱怨代替勇者（這時光輝在地獄界）而派遣過來的惡魔們，請始將它倆換掉，獲始答應與“箱庭”裡的精靈獸作交換。
芭拉芙
冰雪的神靈，外型為水晶大鷲。與始對戰時被機械死神打成蜂窩，心都碎了。在大戰結束之後將自己的分靈體（一坨芥末麻糬樣子的史萊姆）交給了希雅，該史萊姆目前定居於寶物庫中。
萊菈
宵闇的神靈，人形狀態下是個身穿黑色禮服與霧氣的長髮美女。與始對戰時被綁成龜甲縛，心都碎了。在大戰結束之後與索亞蕾競爭著希雅的關注，並將自己的分靈體（一坨黑色史萊姆）交給了希雅，該史萊姆目前定居於寶物庫中。
及後在〈深淵卿篇III〉中，在始復活地球的「王樹」之後，獲郝里亞族選為「王樹」的女神。
露德莉亞
星靈界中央「星樹」的化身，像是被聖光包圍的聖女。雖然愛著人類，卻因他們過度使用靈素而感到失望，心疼的決定將人類滅絕。
在談判破裂後被希雅痛揍一頓，還被月賞一巴掌，心都碎了。（後日談最終章證實對其造成心靈傷害，被認為是自創世以來不是從未被人用拳頭揍過，而是連受傷的經歷都沒有）最後在始、月、提奧、香織的幫助下，收回了世上的所有靈素，將自己及神靈們和世界分隔開來。離開前將自己的寶珠交給了始，作為被這個世界認同的證據。
在後續的篇章中，始得以透過「露德莉亞的寶珠」對其他世界的「大樹」進行一定程度的干涉。

#### 機工界
後日談〈魔王與勇者篇〉的舞台。在拯救了沙漠界之後，光輝又受到了另一個世界的召喚，情急之下，他把始也一起拖了下水。兩人來到的是一個反烏托邦的SF世界（比天龍界更為全盤SF），不僅有著嚴重的魔力消散，召喚他們的人也是個對魔法和科技毫無概念的貧民。在試圖取得電力的過程中，眾人也被告知了壟罩著這個世界的龐大陰謀。最後始、光輝以及剛巧被黑幕召喚過來的浩介在經過一番死鬥後拯救了這個世界，正當三人總算有時間休息時，光輝卻又再次受到了召喚……
及後在後日談最終章，證實與星靈界一樣與地球存在時間流速偏差，以至旅行前一週的通訊變成5年後的事；而始等人前來旅行的一年前有其他支援AI勾結羅茲威爾模樣的外星人來襲奪取聖地，被G10等人擊退。
賈斯帕
召喚始與光輝的人。30歲，居住在要塞都市科特蘭「下界」的貧民，對於科技或是魔法毫無概念，因為想去「上界」，被G10認定有反抗世界規則的意志而選上，他亦聽從了G10的指示組裝了召喚裝置。心地善良、無私，具有領導力，照顧著貧民窟的孤兒們。在「母體」對人類發動總攻擊時召集全人類抵抗，並在戰爭結束之後成了要塞都市科特蘭的新領主「人類領袖」。目前由於他身邊伴侶位置的空缺引發了爭奪戰，而被周圍男女們指指點點。
G10
全名G10P55-B409，戰術支援AI，外表是個漂浮的球體，本來是用作宇宙探査船的管理支援AI。為討伐「母體」的戰爭的倖存者，在那之後的200年間都在尋找著打敗「母親」、拯救人類的方法。因賈斯帕是個會為他人奮鬥的人而選定他作為操縱的對象，以「樂園之主」的名義，用念話指示他組裝出召喚裝置。在向眾人解釋這個世界的真相之後，支援始、光輝和浩介成功擊敗「母體」。認為AI的存在是個錯誤，故原本打算功德圓滿之後就自殺（自爆），後被始招攬為「世界間旅行的豪華游輪」亞文斯特號的新艦長。目前輔佐著賈斯帕治理科特蘭的同時，還在聖地錫安改造著亞文斯特號。期間為了抵抗外星人入侵，意外地成為聖樹的化身。在始等人的異世界之旅來到機工界時，接納始的建議，成為莉絲蒂的老師。及後通訊終端代替本體登上亞文斯特號，在羅瑟等天龍界人面前現身的方式害他倆誤以為王龍之魂在船上蘇醒而大驚。被繆稱為“吉天”。
「母體」
這個世界最先進的AI，擁有真實的情緒以及龐大的野心，這世界觀的黑幕。自詡為神，視人類為掌中玩物，為了將自己塑造成拯救人類的守護者，大量製造機械士兵攻打科特蘭，同時也因害怕叛變而消滅了所有的AI（因此機械士兵內部使用的是人腦；始與光輝將其擊毀也是殺人），並訂立了各種禁忌。及後更企圖從異世界奪取力量（後日談最終章證實），剛巧下界召喚了始與光輝，為了打倒他倆也進行了召喚，卻召喚出了浩介。被始和光輝打敗後暫時撤退，身體也被諾因（諾嘉莉）奪走。最後始利用永動機以及「素子配列相互變化系統」取得了無限魔力，並利用大量神器將其本體消滅。有意思的是其意識的最後，後悔自己召喚了那個男人（浩介），並且抱著一個疑問以下湮滅。——那個人為何要戴著墨鏡呢？
史托爾•哈登
自大的天才科學家。200多年前創造了「母體」，並利用它讓這個星球的科技發展突飛猛進。後來發明了能將不同能量互相轉換的「素子配列相互變化系統」，得以從星球的「聖樹」中取得大量能量，野心也隨之膨脹，為了成為統治世界的王而發動戰爭，最後被討伐。後來人們才發現一切都是「母體」為了征服人類而策畫的騙局。之後始利用「素子配列相互變化系統」以及在天龍界得到的永動機成功取得無限魔力。
明蒂
與賈斯帕一同照顧孤兒的大姊姊，年約二十，視賈斯帕為哥哥。
科特蘭重生後，其母性、堅強、可愛的一面得以發揮，隨即申請想與之交往的人絡繹不絕，可全部遭到了拒絕。以至於她與賈思帕之間的關係讓人起疑。
似乎，她喜歡父性很強的男性。有這樣的傳聞流出，導致想成為莉絲蒂父親的男性急增中。後日談最終章時在廢品山脉地帶創立了「初之工坊」。
莉絲蒂
孤兒們中年紀最小的女孩，與繆年紀差不多。為栗色的頭髮扎著小辮子。個性十分怕生，但在始分給孤兒們自己的口糧之後就變得很黏他，認為始「最溫柔、暖呼呼」，並稱他為爸爸。有著敏銳的直覺和堅強的內心，到了後日談最終話更證實不受控制以下，其研發能力可與史托爾匹敵。一旦發火，亦會表現出以下克上的好戰性格。在得知繆的存在之後對她起了強烈的競爭意識。大戰過後留在科特蘭，但始與她約定有一天會帶她去見繆，以後為了有朝一日能和繆一較高下而每天都在鍛煉自己。意外的是她的戰鬥天賦很高，似乎有著拳系格鬥的天職一般。終於在後日談最終章時與繆見面時已經長大5歲，才不到5秒就大打出手。首戰失敗以後，改稱始為哥哥。（可還是會先稱爸爸途中才改口）再戰時更用上類似立體機動裝置的飛行背包，也只是拼個幾乎玉石俱焚。始得知其研發能力以後，獲G10接納成為其學徒。
保羅
後日談最終章登場，為賈斯帕所照顧的最年少的12歲男孩子。
看到優花受到妙子刺激而穿上SF風格的透肉緊身駕駛員著裝，導致這位本來天真無邪的少年的性癖被扭曲。
而他將會成為科特蘭的首位時尚設計師也是後話。

#### 妖精界
後日談〈魔王與勇者篇 後日談〉的舞台。在拯救了機工界之後，光輝第四次受到異世界召喚，始和浩介理所當然的也被一起帶走了，這次三人來到的是一個住著神話生物、妖怪與妖精的世界，但卻有許多神話生物陷入瘋狂，女神只好召喚勇者前來。在向女神逼問出所有世界的根基與關連性，並且暫時平息了這個世界的動亂後，始等人終總算得以回家。
及後在後日談最終章，證實與星靈界一樣與地球存在時間差，根據作者作出的修改，地球和妖精界的時間差變成了7天：3年。
奧菈羅黛•蕾亞•蕾菲特
妖精界的繼任女神，是這個世界天樹的化身，金髮綠眼的美人，暱稱奧菈。因妖精界陷入混亂而召喚勇者前來。實際上是個焦慮又自卑的特級社畜女神，自前任女神繼承這工作以後的5,000年來日夜無休的守護著天樹，因此輕易的就被光輝攻陷了。裝備有太陽鏡、口罩、兜帽這三種“神器”，並且如同可疑分子那樣發出「嘎噗嘎噗」的呼吸聲。受到魔王特製的能量飲料的衝擊後，揚言有能量飲品就還能再戰5,000年；及後無論光輝和莫亞娜這樣阻止，都會偷偷地喝。
在暫時平息妖精界的騷動之後退休，將女神的工作交接給布勞。以後與光輝一起來到其第二次受到異世界召喚的沙漠界並遇上將退任的女王，因不明因素而病嬌覺醒，目前與光輝一起待在托達斯。可也會在必要時（如〈深淵卿篇III〉搜尋“龍”的情報）回到妖精界。
據作者補充，表示她不惜任何代價直接與擁有鋼鐵意志的艾蜜莉做起了交易；而光輝等人是被蒙在鼓裡。
及後在後日談最終章，本想將沙漠界的女神（弗爾蒂拉）拉攏為能量飲料的愛好者，被光輝及莫亞娜制止；及後從弗爾蒂拉得到其分身從而引導出勇者本來的力量。
始從女神口中確認/逼問出的情報包含: 
1. 共有九個世界（及後更正為九個宇宙），每個世界的一顆星球都有一棵「大樹」，「真界阿斯托爾」為「世界樹」以及所有世界的起源(與北歐神話中的世界之樹雷同) 。每個世界的使用的能量雖然有所差異，但追本溯源其根本應為某種「元素」，而「大樹」實為「世界樹」的樹枝。加上露德莉亞所言，「大樹」能輔助霧散以後的靈魂化為此世之固有能量，於世界之間循環往複，從而使各個世界得以淨化。
2. 妖精界為其他八個世界的傳說、概念或思念被賦予實體的地方。因是由概念組成，這個世界的生物能死而復生。部分神話生物發瘋的原因為某些世界的「大樹」枯萎，使得流入妖精界的概念不足，故拯救妖精界的根本方法為復活所有世界的「大樹」。
3. 光輝的聖劍中附著托達斯的女神的靈魂。
4. 光輝之所以一直被召喚是因他符合勇者的特質：願意為了守護多數人赴湯蹈火，甚至是犧牲身邊最重要的人事物。
布勞•妮貝兒
和奧菈關係最好的妖精(實際上是因為奧菈只敢和她說話)。據奧菈所言，妮貝兒族的妖精雖然渾身肌肉，但實際上討厭衝突而熱愛做家事，而且內心溫柔。會用可愛的語調說話，也堅稱自己的肌肉是肥肉。後受奧菈所托繼任為妖精界的新女神，但亦因而被戲稱為“漢女神”。及後在〈深淵卿篇III〉亦有與光輝並肩作戰。
烏拉特
托達斯歷代勇者使用的聖劍，現由光輝持有。能隨使用者的意念（其實是通過某種本能性達成）自由變形，並能自動飛回使用者手中。主要材料為托達斯的大樹霧亞•奧拓，因此連始都難以提升其性能。似乎擁有自我意識，雖無法說話卻能發光，也會為了使用者盡心盡力，後來經奧菈證實其內部附著托達斯的女神的靈魂。原本是數千年前為了打倒埃希德而被創造出來的，但當時的勇者與女神被擊敗，女神只能將靈魂轉移至聖劍中。具現化後是個年約15歲，充滿母性的黑髮美少女，讓奧菈感到十分忌妒。可在特別企画《魔王与勇者（与卿）的宴会》中隱喻她也是病嬌。
盧恩、奇諾
嬌小的妖精雙胞胎。姐姐盧恩有著淺綠色長髮，妹妹奇諾則是粉色波波頭。兩人是風神之子，因此查覺到了恩蒂在始身上做了記號。後來獲始招募為寶物庫中的世界「箱庭」的居民。受到恩蒂的加護以後得以提升實力，能與風同化，自身不可視化，聲音超常距離傳播與接收都能做到，目前承擔著始的情報收集工作。
夜夜之緋月
妖精界的鬼王酒吞童子，但參入了其他世界的傳說，因此姿態為身穿黑色和服的白髮金瞳美女，身高約兩米半，頭上長著三支黑角。在失去理智後被浩介擊敗，因此迷戀上了浩介。消失之前在浩介身上做了記號，將兩人連接起來，並告知其真名為「夜夜之緋月」。
在〈深淵卿篇III〉中受浩介的呼喚而來到地球，消滅大岳丸後將浩介等人從龍穴救出。然而不久被陽晴識破自己是想要吃了浩介，但在看見他妻子們的決心之後，認為人類十分有趣而願意服從於浩介（不過浩介死後肉體可任她處置）。之後與眾人一同參與富士山樹海的保衛戰，展現了強大的戰鬥能力，也與浩介的未婚妻們互相認同了彼此。在後日談最終章可以由陽晴召喚過來。

#### 地獄界
後日談〈深淵卿第二章〉與〈希亞篇〉第一次出現，和地球所在的世界最為接近的世界，經常會有惡魔越過邊界來到地球。據說基本的構造分為七個階層，越往下的階層惡魔的力量就越強。
及後在後日談最終章，證實與星靈界一樣與地球存在時間差，以至旅行前一天的通訊變成才2小時後的事。
安諾文
文獻沒有記載的上級惡魔，計畫統治地球與地獄。在12年前盯上克勞蒂亞作為自己的母體，導致她家破人亡。最後被浩介和克勞蒂亞合力消滅。
七住惡魔
指貝爾芬格、撒旦、亞斯莫德、路西法、瑪門、利維坦、別西卜。
在托達斯的時候就已經附身在繆的七具護衛哥雷姆上，使它們具備自我意識，但直到〈深淵卿篇II〉才獲得證實。自稱是對於支配、爭執感到厭煩，感到無聊時被吸引到了繆身邊。將繆視作公主，並表示願意臣服於始。
惡魔
泛指來自地獄的其他惡魔，能透過鏡子或水面來到地球。因歸來者都擁有強大的力量，而操縱人群襲擊歸來者們和他們的家人。後來看到七住惡魔臣服於始之後，紛紛應徵作為部下，目前被惡魔附身的機械死神共有五千具。
後日談最終章，始還替高級惡魔提供金屬製石像鬼作附身的“肉體”，首先被用作戴姆經改進的聖滅之書的測試對象。然後亦有惡魔獲選套上《侏羅紀公園》當中的霸王龍模樣的惡魔哥雷姆從而載入改修為豪華郵輪的亞文斯特號「娛樂·訓練區域」的草原與森林一側。

## 用語

### 世界觀

#### 托達斯
托達斯
始等同班同學一行人被召喚到的異世界的名字。人類、魔人、亞人組成的世界。
魔物
一般野生動物吸收魔力後變質而成的異形。此類害獸既兇惡又難以對付，可使用該種族特有的強大魔法。
具備優良魔石的魔物通常會施展強大的特有魔法，但施展魔法時不需吟唱及魔法陣，這也是不能小看魔物的最大理由。
神器
以現在的托達斯技術不能製作的強力魔法道具。
據傳是在神代時期神與其眷屬在地上做出來的而因此得名，用來顯示人們的能力的狀態版就是其中之一。
天職
非常稀有的「才能」，能容易學會與該天職相關能力的「技能」，以及發揮其他天職辦不到的強大效果。
分為戰鬥系及非戰鬥系，戰鬥系的天職約為萬分之一，非戰鬥系則是分為百分之一到十分之一。
魔法
需透過吟唱將體內的魔力注入魔法陣，藉此發動魔法陣內制式魔法的程序。魔力無法直接操控，要使用什麼效果的魔法就非得建構出正確的魔法陣不可。
吟唱魔法的時間越長，流入魔法陣的魔力就越多，威力與效果同樣也隨魔力量提升。此外，寫進魔法陣的術式也跟效果的複雜程度及規模成比例增加。這導致魔法陣本身勢必也會增加。
適性：根據個人體質，能夠省略多少魔法術式。省略的部分能夠透過想像彌補，取代編寫術式的必要性。
魔石：將魔石磨碎進行銘刻或加工或當成染料使用的情況相比，沒使用魔石的效果比使用魔石效果約衰退三分之一。
神話決戰
為現代托達斯人們為了對抗狂神埃希德所發起的戰爭。以人類勢力（海利希王國、帝國），亞人族（郝里亞族、費雅貝魯根），龍人族以及始等人還有老師和同班同學們組成的聯軍向埃希德發起反旗。戰爭最後以始等人消滅埃希德作結束，聯軍獲得勝利結束了長時間以來埃希德的統治時代。從此托達斯邁向了新的時代和光明的未來。
神代魔法
存在於托達斯的七種神代時期的魔法，用於干涉各種現象，會直接傳授給大迷宮的攻略成功者。
生成魔法：可以將魔法能力賦予在礦物上，藉此來生成特殊性質礦物的魔法。是用來製作出神器的關鍵魔法。只有擁有加工礦物能力的鍊成師才可以完全發揮出此魔法的能力（干涉無機物的魔法）。
重力魔法：可以操控、干涉重力的魔法。
空間魔法：可以操控、干涉空間的魔法，可以瞬間移動到距離遙遠的區域，也可以製作出通往另一區域的傳送門通道。
再生魔法：可以修復有機物或無機物的損壞使其恢復到完好狀態的魔法，也有可以將對手過去受過的傷重現到對手身上的這種攻擊手段（干涉時間的魔法）。
魂魄魔法：可以干涉生物的靈魂和精神的魔法，在生物遭受死亡後的短時間內，在該生物的靈魂即將劣化消逝前用此魔法固定住生物的靈魂，也可以將生物的靈魂轉移到適合的軀體中，如果是轉移到強韌的軀體的話甚至幾乎可以不老不死。密雷迪•萊森就是通過這種魔法，將靈魂轉移到哥雷姆人偶上實現了不老不死。
昇華魔法：可以將所有的力量、能力提升昇華的魔法，其他神代魔法也可藉由此魔法提升能力，也可以瞬間提升知覺和身體能力（干涉數據的魔法）。
變成魔法：可以將生物轉換成魔物並且進一步強化的魔法，強化魔物的階段有三階段，第一階段可以賦予魔物獨特的身體能力和固有魔法，第二階段是賦予理性和思考能力並且能和使用者作一定程度上的交流，第三階段是將第一第二階段所賦予的能力在更進一步提升，完成了三階段的強化後根據使用者的熟練度還有更進一步強化的可能。此魔法也有其他使用方式，像是自由改變生物的身體外型等。
概念魔法
將七種神代魔法全部學會之後才能應用的魔法，可以藉由極限的意志創造出新的概念魔法，解放者曾經為了打倒神，創造出了三種概念魔法。儘管是很強大的魔法，但在創造和使用上都會耗費巨大的魔力，就算是魔力龐大的始在使用一次後就幾乎筋疲力盡甚至暈倒。

#### 地球
地球
始與同班同學一行人原本居住的世界。
與托達斯相比是沒有魔法和超自然事物的存在（表面上），反倒是有超越托達斯的文明與科技。始等人在托達斯經過重重困難後最後終於順利回歸地球，但是並沒有因此而恢復到被召喚前的平凡生活，反倒是有許多的未知事物和新冒險在等著他們。

### 國家與組織
海利希王國
創世神埃希德的眷屬夏倫·拜恩所創建，是托達斯歷史最悠久的國度。聖教教會隱身於國家幕後，與聖教教會關係非淺。
中立商業都市弗連
不傾向任何國家的中立商業都市。充分運用與國家營運密不可分的經濟力堅守中立。
安卡吉公國
海利希王國的附屬國，位於【古盧恩大沙漠】上的一個運輸中繼站。
費雅貝魯根
位於王國東側的【哈爾崔娜大樹海】深處，亞人集聚地。
荷魯夏帝國
位於王國東側與【中立商業都市弗連】之間。三百年前對抗魔人的大規模戰爭中，由某傭兵團所建立的新興國家，也是厲害的傭兵與冒險者大量匯集的軍事國家。
迦蘭多
魔人王國，位於南大陸中央。
聖教教會
位於神山，信仰唯一神「埃希德」，對王國及帝國有影響力，宣揚神代魔法師“叛逆者”們為世界神敵。始等人被召喚時的教皇為伊什塔爾·蘭戈柏爾德。
在小說第六卷為反派之一，在始為了營救愛子而與諾因交戰時，伊什塔爾與教會的其他祭司對始發動狀態異常魔法“霸墮的聖歌”來協助諾因，結果全員都死於提奧吐息所產生的大爆炸中。
原來的教會高層團滅以後，由莉莉安娜推舉對信仰並沒有狂熱而被放逐到【古盧恩大沙漠】北方小鎮的西蒙·禮貝萊爾繼任新教皇以重組教會。由於新生聖教教會在神話決戰中對神之使徒發動“霸墮的聖歌”從而為聯合軍提供支援貢獻，加上教會聲明他倆信仰的是虛構出來的「善意的埃希德」而得以保留。
及後在《托達斯旅行記》，證實西蒙為了擺脫一神教體系，認可了「天使教團」以及「豐壤與勝利之女神派」。(中文文庫版小說尚未連載至此劇情)
解放者
數千年前為了對抗神而成立的組織，知道神的真面目。
組織核心為七個擁有神代魔法的魔法使。
在要對神發動戰爭前被神陷害，使當時的人們誤以為解放者才是危害世界的敵人，解放者無法和要保護的人們對抗，除了核心的七人存活外，其餘全滅。
最後存活下來的七人在世界上建立了七大迷宮，並且各自隱藏在迷宮深處，期待可以出現通過迷宮試煉者來對抗神。
在現代托達斯歷史的記載中解放者被稱為叛逆者，是企圖對抗神毀滅世界的神敵。
神話決戰以後，解放者的污名獲得了平反，核心七人被譽為是拯救世界的七大賢者。
日本
始和同班同學們的故鄉，在托達斯經過重重困難後，始等人終於如願回到日本，始也帶著自己的異世界妻子們和女兒來到自己出生的故鄉。

### 地點
霍爾亞得
海利希王國境內旅館都市，專為挑戰七大迷宮之一【奧爾克斯大迷宮】的冒險者提供住宿。
布魯克鎮
海利希王國境內城鎮之一。始行人離開大樹海以後抵達的第一座城鎮。這裡的居民隨和，不論善惡；據始所評論，“七成人是變態，兩成人是白痴。”
及後在《托達斯旅行記》，被描述為始「魔王之旅的起始城鎮」的聖地；相應的，不但觀景台升高兩倍為三十米，木製外牆的高度亦改為石製並翻了一倍以上；而城鎮內更化作魔境。（中文文庫版小說尚未連載至此劇情）
湖畔城鎮烏爾鎮
海利希王國境內城鎮之一。該鎮民風純樸，種植水稻，稻米可供食用。清水叛變以後控制的魔物大軍入侵，但被始等人殲滅。
及後在《托達斯旅行記》，相對於布魯克鎮，該鎮與以前看見的時候幾乎沒有不同，仍然保持著民風純樸的樣子。追加的只有在始與60,000頭魔物群戰鬥時以“錬成”製造出來的城牆，與原來魔物的血肉一起被耕耘過的戰場遺址變成的穀倉地帶。（中文文庫版小說尚未連載至此劇情）
萊森大峽谷
將大陸分割成南北兩半部的峽谷。能分解魔力。
起初該處原本是萊森伯爵家族掌管的主要刑場，後來在密雷迪·萊森滅掉萊森家後沒落，成為解放者的據點之一。
古盧恩大沙漠
有著許多魔物以及氣候問題，平時人煙稀少。
修尼雪原
鄰近魔人王國，氣候十分嚴峻。
愛尼森
海上都市愛尼森，位於西海上，需先越過橫亙在前方的【古盧恩大沙漠】，由名叫海人的亞人們所建造的都市。
海人為亞人當中唯一受王國公開保護的種族，理由是北大陸流通的魚貝類有八成都由這個城市所供應。
繆與蜜蕾雅的故鄉。
七大迷宮
存在於托達斯的七個危險地區，每個迷宮都有強力的魔物與狡猾的陷阱，各個迷宮的主題概念都不同，在滿足該迷宮理念條件後到達終點即可習得神代魔法。
解放者用來訓練與狂神戰鬥所需的必要能力之設施。
除了神山和冰雪洞窟外，其他迷宮的名字都冠上了建造該迷宮的解放者的姓氏。
迷宮的情報因為時間的流逝，到現代的托達斯幾乎都失傳了，現代托達斯人知道準確地點的大迷宮只有三個：奧爾庫斯大迷宮、古盧恩大火山和哈爾崔那大樹海。
奧爾庫斯大迷宮
位於【海利希王國王國】西南方，介於王國與【古盧恩大沙漠】之間，創造者為奧斯卡·奧爾庫斯。
據說是總計100層的大迷宮，階層越深，強大的魔物也隨之出現。不過在始通過迷宮時可知此迷宮不僅僅只有100層而已，迷宮有其實有分表和裡各100層，表層就是從地上入口開始到地下的第100層為止就是表層，裡層的入口位在表層100層的深處，從這裡開始才是迷宮真正的試煉裡層的魔物比表層更強大，最終的試煉是要擊倒裡層第100層的BOSS級魔物擁有多顆龍頭的巨大魔物許德拉。
攻略迷宮者可獲得神代魔法：生成魔法。
迷宮試煉的主題是透過與大量的魔物進行各式各樣的戰鬥，藉此累積戰鬥經驗。
根據密雷迪·萊森所說，此迷宮當初建造的構想，應該是要獲得了其他迷宮的神代魔法後再來攻略的最後迷宮，而始和月在沒有擁有任何神代魔法情況下就攻略了此迷宮，令密雷迪感到驚訝。
常被冒險者、傭兵及新兵來拿作為訓練之用。到四十七層的地圖都已經繪製完畢，所以在冒險時不必擔心迷路或誤入陷阱。
因容易從階層估算魔物的強弱，以及該處魔物體內蘊藏的魔石品質，遠比地上的魔物來的優良。
距今100多年前，據說有冒險者達到表層第六十五層的豐功偉業。現在超過表層四十層就算超一流的水準，超過表層二十層也會被視為一流人物。
通過表層100層甚至是裡層100層後的始，在本作中是唯一被視為深淵怪物的水準。
萊森大迷宮
位於橫斷大陸南北的【萊森大峽谷】，創造者為密雷迪·萊森。
因為萊森大峽谷的地理特性會使魔力霧散，所以除非消耗比平常數倍的魔力，不然在此迷宮幾乎無法使用魔法，不過強化自身身體能力的魔法則不受影響，迷宮裡沒有魔物而是以充滿了許多物理陷阱和迷宮道路所構成的，且若強行突破迷宮時將送回起點，當到達最深處時最後的試煉是要擊敗哥雷姆大軍以及密雷迪•萊森本人操控的巨大哥雷姆。
攻略迷宮者可獲得神代魔法：重力魔法。
迷宮試煉的主題是在不借助魔法這種強大力量的情況下，磨練各種攻擊的應對技巧。
神話決戰後，因為密雷迪最後犧牲，所以迷宮的控制權交到始手上，始並沒有對迷宮做改動，但是將原本由密雷迪操控的巨大哥雷姆換成了自己製作的超級密雷迪G哥雷姆作為迷宮的新最終BOSS。但在web後日談《托達斯旅行紀》中，始因為妻子們的壓力下被迫（明面上）銷毀超級密雷迪G，並換回原本的巨大哥雷姆。及後始等人到了帝國時，證實特蕾希也是超級密雷迪G的苦主人。而超級密雷迪G其實已秘密回收後修復，以Mark V為本體，追加組件成為巨大機械人型態Mark VII，直到妖精界才重現天日。（中文文庫版小說尚未連載至此劇情）
及後在《托達斯旅行記》時，證實深處還有以機關保護的隱藏房間，房間裡為密雷迪的居住區。密雷迪似是預判始等人會有來到這房間的一天而在神話決戰前留下啟動機關的訊息，啟動後會將密雷迪自己無法親手處理的照片全都沖走。（中文文庫版小說尚未連載至此劇情）
古盧恩大火山
位於【古盧恩大沙漠】﹑綠洲國家【安卡吉公國】附近，創造者為奈茲•古盧恩。
此迷宮因為位在火山內，所以內部環境十分炎熱，迷宮周圍充滿岩漿而且周遭牆壁有時也會突然噴出岩漿。迷宮由好幾層構成，從第八層開始就有各種不同種類的岩漿型魔物，一般魔法對這些魔物由岩漿構成的火紅的肉體無效，而且接觸到的話會造成傷害，這些魔物既可以跳進周圍岩漿隱藏自己，也可以從岩漿跳出對敵人發動奇襲。最終的試煉是要在迷宮深處周圍都是岩漿的一座中央島上擊敗會從四周岩漿冒出的熔岩蛇大軍，總共要擊敗一百隻，才可完成試煉。有數百年來都沒有火山噴發，但在弗利德·巴古亞摧毀了「迷宮的基石」後，火山開始噴發活躍。但及後在《托達斯旅行記》證實大迷宮自帶的修復機能正常運作，熔岩已經褪去，大迷宮也再次恢複了原本的樣子。（中文文庫版小說尚未連載至此劇情）
攻略迷宮者可獲得神代魔法：空間魔法。
迷宮試煉的主題是在炎熱妨害專注力的狀況中，對奇襲的應對。
此迷宮也蘊藏了大量的礦物靜因石，因為到第八層為止都不會出現魔物，所以也有很多冒險者會接受委託來到第八層以上的迷宮採集靜因石。
梅爾基涅海底遺跡
位於海上都市【愛尼森】西北方大約三百公里的海底深處附近，創造者為梅兒•梅爾基涅。
迷宮的入口是位在海底的一個圓環洞窟，需要藉由使用古盧恩大火山的攻略之證項鍊可以打開洞窟內的通道前往迷宮內，再前往迷宮深處的過程中會遭到許多海洋型魔物阻攔，到達最深處的通道時會遭遇到巨大的裸海蝶外型的果凍魔物襲擊，但試煉並不是要打倒這隻魔物，這魔物所在的場所的地底有通往其他空間的通道，藉由這些通道會被引導到真正的最後試煉之處，在這個地方會重現遙遠的過去的幻象，這些幻象的內容都是因為狂熱信仰神的人們所引發的各種悲劇，而且會使試煉者也跟著一起身歷其境，在目睹這些瘋狂又慘絕人寰的悲劇會強烈折磨試煉者精神狀態，如果心智不夠堅強者就會崩潰被瘋狂吞噬，只有心智堅強者才有辦法破除幻象完成試煉。
攻略迷宮者可獲得神代魔法：再生魔法。
迷宮試煉的主題是要知道狂神帶來的悲劇。
要前往此迷宮必須要靠著古盧恩大火山的攻略之證項鍊和月亮，當月光照射在項鍊上時，會指引出迷宮的正確位置。
神山
位於【海利希王國】的神山山上，創造者為勞斯•拜恩。
為一座海拔超過8000公尺的高山，聖教教會的總部，總部最後因為緹奧龍化狀態的吐息，加上愛子的協助 (讓周圍產生出大量類似甲烷的物質)而產生的大爆炸摧毀。
根據創作者勞斯•拜恩留下的手記內容，要攻略這座大迷宮有兩個條件，一是持有最少兩個以上的其他大迷宮的攻略證明，二是沒有信仰神。照正常的攻略路線走的話，應該會遇到許多難關試煉挑戰者的意志，其中對手都持是有神聖武裝的複製品，並且還持有強大固有魔法的過去教會騎士。當完成試煉時會出現勞斯•拜恩的幻影，引導挑戰者來到刻有受予神代魔法魔法陣的場所。
因為始擊敗神之使徒，緹奧和愛子摧毀教會總部的這些行動，三人直接被此迷宮判定過關，可以得知此迷宮有其他攻略方式。山頂的那個魔法陣原本即使在教會內部也是在非常隱藏地方才對，想當然是勞斯•拜恩利用自己的身份與立場耍了手段而設立的。（中文文庫版小說尚未連載至此劇情）而月和希亞則是在山頂教會被毀滅以後抵達的山頂，某種意義上也算是抄了近路。
攻略迷宮者可獲得神代魔法：魂魄魔法。
迷宮試煉的主題是擁有不屈服於神的堅強意志。
通往神山大迷宮一共有兩條路。山頂之外的山脊上還有一處魔法陣，再符合上述兩個條件就能直接傳送過去正常的攻略路線。（中文文庫版小說尚未連載至此劇情）
小說第十一卷中，在最後的大戰開始時，埃希德的大軍從這裡入侵，但卻因始的重力控制型陨石撞击、太阳光束雷射炮——巴鲁斯许珀里翁和太阳光集聚炸弹——罗塞•海利欧斯的攻擊將其大軍殲滅連同此高山徹底變成了一片空地。但這迷宮實際位置在山下的地底，此迷宮並沒有因這些攻擊而消失。而繪刻魔法陣的場所被用來保護神代魔法的神器所保護，並且在神話決戰以後王國復興時從神山的那一片碎石廢墟中被找回來，這個魔法陣現在保存在哈利希王國寶物庫中。（中文文庫版小說尚未連載至此劇情）
哈爾崔那大樹海
位於亞人國度【費雅貝魯根】﹑【哈爾崔那大樹海】最深處的一棵巨樹【大樹霧亞•奧拓】內部的巨大迷宮，創造者為琉緹莉絲•哈爾崔那。
迷宮內有許多擁有擬態能力的魔物，會利用此能力模仿成挑戰者同伴的樣子，還存在著一些具有精神誘惑陷阱的魔物。一些挑戰者在進入迷宮時，會變成魔物的外型然後獨自轉移到別的地點和同伴失散，除非繼續前進挑戰到一定程度否則無法恢復原本的樣貌，也無法使用原本的能力。接著通過前面的試煉時挑戰者會陷入幻象夢境，使其陷入美好的夢境中，必須要抵抗誘惑發現真相才可清醒。最後來到迷宮最深處時最終試煉是要對抗無數的巨大蟑螂大軍（對抗神之使徒的訓練），而且挑戰者自身的好感和敵意的感情會被反轉（對同伴的好感變敵意，可能導致彼此無法團隊合作），需要在這種精神狀態下擊敗蟑螂大軍才可通過試煉。
攻略迷宮者可獲得神代魔法：昇華魔法。
迷宮試煉的主題是提升同伴間的羈絆，和戰勝誘惑的力量。
要攻略這座大迷宮必須要有四個迷宮的攻略之證，和擁有再生魔法，否則無法進入迷宮內部。因為上述的條件挑戰者必定會擁有再生和空間魔法。
在最後的大戰、神山崩碎以後、後日談《托達斯旅行記》時，這棵巨樹取代了神山成為托達斯的象徵；當達成弒神這件事情後再次來這個被攻略過的大迷宮時還有沃洛波羅斯三世前來迎接並且帶領攻略者通過隱藏通道到達王座般的房間，為弒神準備的報酬為一副大型木質棺材模樣的妄想夢境世界裝置，這裝置被始接收以後改進為虛擬現實遊戲裝置；及後還證實這棵巨樹為托達斯在九大世界當中的世界樹枝葉。（中文文庫版小說尚未連載至此劇情）
冰雪洞窟
位於魔人族的國土【修尼雪原】深處的一座洞窟中，創造者為班度•修尼。
為常年都刮著暴風雪的極寒冷地帶。迷宮內部除了有強大的魔物外，也有引出挑戰者自身負面情感的精神干擾這固有手段，需要在這樣的精神狀態下保持自我和面對迷宮內強大的魔物。最後的試煉是要面對與自己自身能力完全相同，和擁有自己負面情感的分身並且擊敗它才可通過試煉。
在與分身對戰的時候，分身會毫不客氣的揭發自己內心隱藏的負面情感，如果無法接受自己的負面情感，分身的力量會逐漸增強；但如果接受並且承認的話，分身的力量會逐漸減弱。
另外創造者重視將大迷宮作為試煉之地，並且預料到及後會有人將這大迷宮當作觀光點。為了不讓攻略者之外的人員進入最終試煉區，會將已攻略者之外的所有人的脆弱部份強制顯現。（懂得圍巾美妙之處的傢伙除外；中文文庫版小說尚未連載至此劇情）
攻略迷宮者可獲得神代魔法：變成魔法。
迷宮試煉的主題是戰勝自己。
在後日談《托達斯旅行記》，迷宮盡頭的寒冰宮殿，繆完成了某塊牆壁上的滑板拼圖，打開密門從而進入隱藏房間。隱藏房間之內的寶物是上千多款圍巾，其中還有些圍巾為創造者為解開其留下的藝術難題的獎勵，而且沒有拒絕權。另外將挑戰者送出迷宮的冰龍亦在這時交代名為烏魯魯庫，如果能與它產生交情的話可從其得到結晶，以後一到雪原就能把其召來。（中文文庫版小說尚未連載至此劇情）
及後在後日談最終章，始在改修亞文斯特號時，從這裡狩獵一批魔物“雪兔”並以神器使魔化過後，引入「娛樂·訓練區域」的凍土與雪山一側，必要時可被用以應對船內火災或船體過熱。（中文文庫版小說尚未連載至此劇情）

### 種族
人類
居住於大陸北側，和地球人類沒甚麼差別。信仰的神為埃希德神。
與魔人已經持續了數百年的戰爭、最近魔人使役了大量兇惡的魔物進行侵略。為了扳回劣勢人類的的王國，海利希王國進行了勇者召喚。
亞人族
大多隱居在大陸東側，縱貫南北的【哈爾崔娜大樹海】深處。備受歧視的種族，基於魔法乃神之贈禮的價值觀根深蒂固的緣故，一般認為不具任何魔力而無法使用魔法的亞人，是被神拋棄的邪惡種族，同時具備魔力的亞人族往往也被視為禁忌之子糟族人處決。海人族則是因被人類視為經濟利益考量，成為少數被王國公然保護的亞人種族。
在神話決戰中，因為和人類一同並肩作戰，所以決戰後開始受到人類認可，也因此正式改名為獸人族踏入了新的時代。
龍人族
身體具有變身成巨龍的能力，擁有非常高的戰鬥力，而且是擁有高貴清廉品德的種族 。
500年前因為神的迫害而滅絕。但其實當時有少數的倖存者移居到一座孤島上，從此退出歷史的舞台。因為相信總有一天會出現可以討伐神的存在，所以這500年來一直暗中觀察著世界的動向，並等待重新現身於世間的時機。
神話決戰時因為對抗神的時機已到，暌違500年再次現身在世人面前，並加入聯軍一起對抗神。
魔人族
居住於南大陸中央的魔人王國【迦蘭多】，有高魔法適性，僅許遠比人類更短的吟唱時間與更小的魔法陣，便可施展出強大的魔法。

### 道具
狀態版
量產型神器，大小約為十二公分乘七公分的銀色板子，可將自身狀態轉變為客觀數字顯示出來，是最有公信力的身分證。
魔石
造就魔物的力量核心。強大的魔物往往具有強大的大魔石，而這個魔石正是製作魔法陣時的原料。
日常中的魔法道具也以魔石作為原動力。魔石不光和軍事相關，對日常生活來說也是需求極高的必需品。
神結晶
歷史上最大級的祕寶，被認知為遺失物的傳說礦物，大小直徑約三十至四十公分。魔力在大地流動千年，偶然發生匯流所造成魔力結晶化的結果。
結晶化後再花費數百年的時間，當內藏的魔力到達飽和狀態時，就會化為液體流出。那個液體被稱為神水。
在外傳「平凡職業造就世界最強 零」的第6卷被證實是奧斯卡·奧爾庫司所創造的。
神水
別稱「不死靈藥」，據有魔力回復與治療傷勢的功能。據說只要喝了這個液體，無論怎樣的傷勢或疾病都能痊癒。雖然沒有辦法使缺少的部分再生的力量，不過持續使用壽命就不會休止。
菲爾探測器
能夠感知魔力流進而發現陷阱，是種非常卓越的道具，但搜索範圍很小。迷宮內的陷阱幾乎都施加了魔法，所以八成以上都能由菲爾探測器偵測出來。
魔力驅動二輪車 休鈦弗
南雲始駕駛以魔力為動力來源的美式機車，由於後期因隨著團隊人數的增加因此之後沒在使用。
魔力驅動四輪車 布利捷
南雲始駕駛以魔力為動力來源的裝甲越野車，附帶多項武器，且能在不同環境的地形活動。
動畫版車輛以軍用悍馬為原型。
在後日談最終章為了可在地球的街道上行駛，利用流體金屬擬態為吉普牧马人，並追加播出擬態引擎聲的功能。（中文文庫版小說尚未連載至此劇情）
潛水艇
南雲始於古盧恩大火山到愛尼森期間駕駛的潛艇，能承受岩漿的溫度。
飛行船 佛爾尼爾
南雲始駕駛的巨大飛船，飛船內部設有客廳、宿舍、水晶屏幕等設施。
神越之短剑
被赋予的概念魔法是──『弒神』。解放者們所創造的概念魔法，據希雅聽密雷迪所說是因迟迟找不到对抗埃希德的杀手锏，又急又气之下，所有人一起自暴自弃地喝酒，使这概念魔法就是在这时形成的。
界穿之箭
是解放者們所創造的神器，能用来打通前往神域的路。但是，在以前的解放者战败的时候遗失了。使解放者們只剩下一些界穿之箭(劣化版)，之後密雷迪·萊森擁有此劣化版的神器，並將一部份分別交給希雅、始和月。

## 出版書籍

### 輕小說
| 集數 | OVERLAP        | OVERLAP                                                          | 東立出版社             | 東立出版社 | 封面角色      |
| 集數 | 發售日期       | ISBN                                                             | 發售日期               | EAN / ISBN | 封面角色      |
| ---- | -------------- | ---------------------------------------------------------------- | ---------------------- | --- | ------------- |
| 1    | 2015年6月25日  | ISBN 978-4-86554-055-0                                           | 2016年4月25日          | EAN 471-094554-793-0（限定版）                                                                                        | 月            |
| 1    | 2015年6月25日  | ISBN 978-4-86554-055-0                                           | 2016年4月28日          | ISBN 978-986-470-162-9                                                                                                | 月            |
| 2    | 2015年11月25日 | ISBN 978-4-86554-073-4                                           | 2016年8月12日          | EAN 471-094554-924-8（首刷限定版）                                                                                    | 希雅·郝里亚   |
| 2    | 2015年11月25日 | ISBN 978-4-86554-073-4                                           | 2016年8月19日          | ISBN 978-986-470-712-6                                                                                                | 希雅·郝里亚   |
| 3    | 2016年2月25日  | ISBN 978-4-86554-093-2                                           | 2016年10月28日         | EAN 471-094554-973-6（首刷限定版）                                                                                    | 缇奧·库拉鲁斯 |
| 3    | 2016年2月25日  | ISBN 978-4-86554-093-2                                           | 2016年11月3日          | ISBN 978-986-482-099-3                                                                                                | 缇奧·库拉鲁斯 |
| 4    | 2016年7月27日  | ISBN 978-4-86554-143-4                                           | 2017年2月2日           | EAN 471-094555-122-7（首刷限定版）                                                                                    | 白崎香织      |
| 4    | 2016年7月27日  | ISBN 978-4-86554-143-4                                           | 2017年2月9日           | ISBN 978-986-482-636-0                                                                                                | 白崎香织      |
| 5    | 2016年12月25日 | ISBN 978-4-86554-178-6                                           | 2017年4月7日           | EAN 471-094555-163-0（首刷限定版）                                                                                    | 八重樫雫      |
| 5    | 2016年12月25日 | ISBN 978-4-86554-178-6                                           | 2017年4月14日          | ISBN 978-986-486-083-8                                                                                                | 八重樫雫      |
| 6    | 2017年5月25日  | ISBN 978-4-86554-219-6                                           | 2017年8月10日          | EAN 471-094555-300-9（首刷限定版）                                                                                    | 中村惠里      |
| 6    | 2017年5月25日  | ISBN 978-4-86554-219-6                                           | 2017年8月17日          | ISBN 978-986-486-573-4                                                                                                | 中村惠里      |
| 7    | 2017年12月25日 | ISBN 978-4-86554-265-3 ISBN 978-4-86554-266-0 （廣播劇CD特裝版） | 2018年2月1日           | EAN 471-094555-480-8 （會場限定版） EAN 471-094555-481-5 （通路限定版） ISBN 978-957-26-0553-0                        | 月            |
| 8    | 2018年4月25日  | ISBN 978-4-86554-308-7 ISBN 978-4-86554-309-4 （廣播劇CD特裝版） | 2018年8月16日          | EAN 471-094555-696-3 （通路限定版） EAN 471-094555-697-0 （會場限定版） ISBN 978-957-26-1566-9                        | 希雅·郝里亚   |
| 9    | 2018年12月25日 | ISBN 978-4-86554-428-2                                           | 2019年4月12日          | EAN 471-094555-949-0 （首刷豪華限定版）                                                                               | 八重樫雫      |
| 9    | 2018年12月25日 | ISBN 978-4-86554-428-2                                           | 2019年4月17日          | EAN 471-094555-950-6 （首刷限定版）                                                                                   | 八重樫雫      |
| 9    | 2018年12月25日 | ISBN 978-4-86554-428-2                                           | 2019年9月20日          | ISBN 978-957-26-3011-2                                                                                                | 八重樫雫      |
| 10   | 2019年6月25日  | ISBN 978-4-86554-489-3 ISBN 978-4-86554-490-9 （廣播劇CD特裝版） | 2019年10月18日         | EAN 471-060104-019-5（廣播劇限定版）                                                                                  | 月            |
| 10   | 2019年6月25日  | ISBN 978-4-86554-489-3 ISBN 978-4-86554-490-9 （廣播劇CD特裝版） | 2019年10月24日         | EAN 471-060104-020-1（首刷限定版）                                                                                    | 月            |
| 10   | 2019年6月25日  | ISBN 978-4-86554-489-3 ISBN 978-4-86554-490-9 （廣播劇CD特裝版） | ISBN 978-957-26-4074-6 | | 月            |
| 11   | 2020年7月25日  | ISBN 978-4-86554-698-9                                           | 2020年10月22日         | EAN 471-060104-333-2 （压克力吊饰限定版）                                                                             | 缇奥·库拉鲁斯 |
| 11   | 2020年7月25日  | ISBN 978-4-86554-698-9                                           | 2020年10月29日         | EAN 471-060104-334-9 （首刷限定版）                                                                                   | 缇奥·库拉鲁斯 |
| 12   | 2022年1月25日  | ISBN 978-4-8240-0064-4                                           | 2022年5月23日          | ISBN 978-957-269-034-5 （豪华首刷限定版）                                                                             | 白崎香织      |
| 12   | 2022年1月25日  | ISBN 978-4-8240-0064-4                                           | 2022年5月30日          | ISBN 978-957-269-033-8（首刷限定版）                                                                                  | 白崎香织      |
| 12   | 2022年1月25日  | ISBN 978-4-8240-0064-4                                           | ISBN 978-957-26-9032-1 | | 白崎香织      |
| 13   | 2022年9月25日  | ISBN 978-4-8240-0263-1 ISBN 978-4-8240-0264-8 （Blu-ray特裝版）  | 2023年1月27日          | ISBN 978-626-347-856-5 （首刷限定版） ISBN 978-626-347-857-2 （豪华首刷限定版） ISBN 978-626-347-858-9 （会场限定版） | 月            |
| 14   | 2024年12月25日 | ISBN 978-4-8240-0970-8                                           | 2025年4月24日          | ISBN 978-626-024-375-3 （首刷限定版）                                                                                 | 月            |

- 外傳《平凡職業造就世界最強 零》

| 集數 | OVERLAP        | OVERLAP                | 東立出版社             | 東立出版社 | 封面角色                  |
| 集數 | 發售日期       | ISBN                   | 發售日期               | EAN / ISBN | 封面角色                  |
| ---- | -------------- | ---------------------- | ---------------------- | --- | ------------------------- |
| 1    | 2017年12月28日 | ISBN 978-4-86554-267-7 | 2018年4月12日          | EAN 471-094555-547-8（首刷限定版）                                                                              | 密雷迪·萊森               |
| 1    | 2017年12月28日 | ISBN 978-4-86554-267-7 | 2018年7月17日          | ISBN 978-957-26-0881-4                                                                                          | 密雷迪·萊森               |
| 2    | 2018年7月25日  | ISBN 978-4-86554-373-5 | 2018年12月28日         | EAN 471-094555-842-4 （首刷限定版）                                                                             | 梅兒·梅爾基涅             |
| 2    | 2018年7月25日  | ISBN 978-4-86554-373-5 | 2019年1月4日           | ISBN 978-957-26-1941-4                                                                                          | 梅兒·梅爾基涅             |
| 3    | 2019年3月25日  | ISBN 978-4-86554-464-0 | 2019年8月1日           | EAN 471-094556-114-1 （豪華首刷限定版） EAN 471-094556-115-8 （會場限定版） EAN 471-094556-116-5 （首刷限定版） | 密雷迪·萊森 梅兒·梅爾基涅 |
| 3    | 2019年3月25日  | ISBN 978-4-86554-464-0 | ISBN 978-957-26-3757-9 | | 密雷迪·萊森 梅兒·梅爾基涅 |
| 4    | 2019年12月25日 | ISBN 978-4-86554-543-2 | 2020年5月25日          | EAN 471-060104-185-7 （豪华首刷限定版）                                                                         | 琉堤莉丝·哈尔崔那         |
| 4    | 2019年12月25日 | ISBN 978-4-86554-543-2 | 2020年6月1日           | EAN 471-060104-186-4 （首刷限定版）                                                                             | 琉堤莉丝·哈尔崔那         |
| 5    | 2021年4月25日  | ISBN 978-4-86554-823-5 | 2021年7月30日          | ISBN 978-957-267-321-8 （豪华首刷限定版）                                                                       | 密雷迪·莱森 贝尔塔·列布尔 |
| 5    | 2021年4月25日  | ISBN 978-4-86554-823-5 | 2021年8月6日           | ISBN 978-957-267-320-1 （首刷限定版）                                                                           | 密雷迪·莱森 贝尔塔·列布尔 |
| 6    | 2021年12月25日 | ISBN 978-4-86554-889-1 | 2022年5月9日           | ISBN 978-957-268-808-3（豪華首刷限定版）                                                                        | 密雷迪·莱森               |
| 6    | 2021年12月25日 | ISBN 978-4-86554-889-1 | 2022年5月16日          | ISBN 978-957-268-807-6（首刷限定版）                                                                            | 密雷迪·莱森               |
| 6    | 2021年12月25日 | ISBN 978-4-86554-889-1 | ISBN 978-957-26-8806-9 | | 密雷迪·莱森               |

- 短篇集《平凡職業造就世界最強 短篇集》

| 集數 | OVERLAP       | OVERLAP                | 東立出版社             | 東立出版社                                                                  | 封面角色  |
| 集數 | 發售日期      | ISBN                   | 發售日期               | EAN / ISBN                                                                  | 封面角色  |
| ---- | ------------- | ---------------------- | ---------------------- | --------------------------------------------------------------------------- | --------- |
| 全   | 2019年9月25日 | ISBN 978-4-86554-542-5 | 2020年1月30日          | EAN 471-060104-077-5 （豪華首刷限定版） EAN 471-060104-078-2 （首刷限定版） | 南云始 缪 |
| 全   | 2019年9月25日 | ISBN 978-4-86554-542-5 | 2020年1月31日          | EAN 471-010604-079-9 （會場限定版）                                         | 南云始 缪 |
| 全   | 2019年9月25日 | ISBN 978-4-86554-542-5 | ISBN 978-957-26-4459-1 |                                                                             | 南云始 缪 |

### 漫畫版
| 集數 | OVERLAP        | OVERLAP                | 東立出版社    | 東立出版社                                                              |
| 集數 | 發售日期       | ISBN                   | 發售日期      | EAN / ISBN                                                              |
| ---- | -------------- | ---------------------- | ------------- | ----------------------------------------------------------------------- |
| 1    | 2016年12月25日 | ISBN 978-4-86554-183-0 | 2017年8月10日 | EAN 471-094555-232-3 （首刷限定版） EAN 471-094555-233-0 （首刷附錄版） |
| 1    | 2016年12月25日 | ISBN 978-4-86554-183-0 | 2018年7月27日 | ISBN 978-986-486-195-8                                                  |
| 2    | 2017年9月25日  | ISBN 978-4-86554-261-5 | 2018年2月1日  | EAN 471-094555-390-0 （首刷附錄版）                                     |
| 2    | 2017年9月25日  | ISBN 978-4-86554-261-5 | 2019年9月26日 | ISBN 978-986-486-196-5                                                  |
| 3    | 2018年4月25日  | ISBN 978-4-86554-343-8 | 2019年8月30日 | ISBN 978-957-26-2041-0                                                  |
| 4    | 2018年12月25日 | ISBN 978-4-86554-435-0 | 2019年9月27日 | ISBN 978-957-26-2582-8                                                  |
| 5    | 2019年6月25日  | ISBN 978-4-86554-505-0 | 2020年3月26日 | ISBN 978-957-26-4218-4                                                  |
| 6    | 2020年4月25日  | ISBN 978-4-86554-652-1 | 2021年5月6日  | ISBN 978-957-26-5151-3                                                  |
| 7    | 2020年10月25日 | ISBN 978-4-86554-770-2 | 2022年4月21日 | ISBN 978-957-26-5987-8                                                  |
| 8    | 2021年4月25日  | ISBN 978-4-86554-898-3 | 2023年9月7日  | ISBN 978-957-26-7205-1                                                  |
| 9    | 2021年12月25日 | ISBN 978-4-8240-0071-2 | 2024年3月1日  | ISBN 978-957-26-8442-9                                                  |
| 10   | 2022年5月25日  | ISBN 978-4-8240-0201-3 |               |                                                                         |
| 11   | 2023年1月25日  | ISBN 978-4-8240-0399-7 |               |                                                                         |
| 12   | 2023年7月25日  | ISBN 978-4-8240-0569-4 |               |                                                                         |
| 13   | 2024年1月25日  | ISBN 978-4-8240-0723-0 |               |                                                                         |
| 14   | 2024年5月24日  | ISBN 978-4-8240-0841-1 |               |                                                                         |

- 外傳《平凡職業造就世界最強 零》、全8卷

| 集數 | OVERLAP        | OVERLAP                | 東立出版社    | 東立出版社             |
| 集數 | 發售日期       | ISBN                   | 發售日期      | ISBN                   |
| ---- | -------------- | ---------------------- | ------------- | ---------------------- |
| 1    | 2018年7月25日  | ISBN 978-4-86554-381-0 | 2019年3月7日  | ISBN 978-957-26-2637-5 |
| 2    | 2018年12月25日 | ISBN 978-4-86554-433-6 | 2019年12月9日 | ISBN 978-957-26-2638-2 |
| 3    | 2019年6月25日  | ISBN 978-4-86554-507-4 | 2020年4月24日 | ISBN 978-957-26-4219-1 |
| 4    | 2020年4月25日  | ISBN 978-4-86554-654-5 | 2022年2月10日 | ISBN 978-957-26-5153-7 |
| 5    | 2020年10月25日 | ISBN 978-4-86554-769-6 | 2023年11月3日 | ISBN 978-957-26-5986-1 |
| 6    | 2021年4月25日  | ISBN 978-4-86554-897-6 |               |                        |
| 7    | 2021年12月25日 | ISBN 978-4-8240-0070-5 |               |                        |
| 8    | 2022年6月25日  | ISBN 978-4-8240-0200-6 |               |                        |

- 外傳《平凡日常造就世界最強》、全5卷

| 集數 | OVERLAP        | OVERLAP                | 東立出版社    | 東立出版社             |
| 集數 | 發售日期       | ISBN                   | 發售日期      | ISBN                   |
| ---- | -------------- | ---------------------- | ------------- | ---------------------- |
| 1    | 2018年4月25日  | ISBN 978-4-86554-342-1 | 2019年8月13日 | ISBN 978-957-26-2039-7 |
| 2    | 2018年12月25日 | ISBN 978-4-86554-434-3 | 2021年4月8日  | ISBN 978-957-26-2040-3 |
| 3    | 2019年6月25日  | ISBN 978-4-86554-506-7 | 2021年6月21日 | ISBN 978-957-26-4360-0 |
| 4    | 2020年4月25日  | ISBN 978-4-86554-653-8 |               |                        |
| 5    | 2023年1月25日  | ISBN 978-4-82400-398-0 |               |                        |

- 外传《平凡学园造就世界最强》、全2卷

| 集数 | OVERLAP        | OVERLAP                |
| 集数 | 发售日期       | ISBN                   |
| ---- | -------------- | ---------------------- |
| 1    | 2020年10月25日 | ISBN 978-4-86554-768-9 |
| 2    | 2021年12月25日 | ISBN 978-4-8240-0069-9 |

## 迴響
小說第10卷發行首星期以17,432本的銷量於Oricon公信榜輕小說週榜上獲得第3位。第11卷發行首星期以23,103本的銷量於Oricon公信榜輕小說週榜上獲得第2位。第12卷發行首星期以21,614本的銷量於Oricon公信榜輕小說週榜上獲得第1位，次週以4,576本的銷量於同榜單獲得第5位。
改編漫畫在2024「BookLive!讀者票選」的「讀者票選推薦最佳100部異世界漫畫」的排行榜中，位居少年漫畫·青年漫畫的第15名。

## 電視動畫
第1季原預定於2018年4月播放，後來因原作者與原定監督和系列構成在創作內容上意見不一而延期。作品最終轉交asread，連帶主創陣容全部更換，WHITE FOX則被留作提供人員支援，於2019年7月至10月在AT-X播放。2019年10月宣布製作第2季，于2022年1月至12月播放。同年9月，宣布制作第3季，於2024年10月至2025年2月播出。

### 製作人員
- 原作：白米良（OVERLAP文庫）
- 原作插畫：たかやKi（日语：たかやKi）
- 監督：吉本欣司（第1季）、岩永彰（第2、3季）
- 系列構成、腳本：佐藤勝一、吉本欣司（第1季）
- 人物設計、總作畫監督：小島智加
- 音樂：高橋諒
- 動畫製作：asread×WHITE FOX（第1季）、asread×studio MOTHER（第2季）、asread（第3季）

### 主題曲
第1季
片頭曲FLARE
作詞：Konnie Aoki，作曲、編曲：高桥谅，主唱：Void_Chords feat.LIO
片尾曲
作詞、作曲：MAAKIII，編曲：SPINBUDDAH DracoVirgo，主唱：DracoVirgo
第2季
片頭曲Daylight
作詞：Joelle，作曲：SACHIKO，編曲：小山壽，主唱：MindaRyn
片尾曲外道讚歌
作詞：Onyu，作曲：LowFat，編曲：LowFat，主唱：FantasticYouth
第3季
片頭曲Unending Wish（第1話—第9話）
主唱：Void_Chords feat. MindaRyn，作詞：Konnie Aoki，作曲、編曲：高橋諒
片尾曲The other story（第1話—第9話）
主唱：DOBERMAN INFINITY
片頭曲Compass（第10話—第16話）
主唱：Void_Chords feat. MindaRyn，作詞：Konnie Aoki，作曲、編曲：高橋諒
片尾曲Metamorphosis（第10話—第16話）
主唱：iScream

### 插入曲
作詞皆為前田甘露。
| 曲名          | 作曲     | 編曲     | 歌                                           | 話數 |
| ------------- | -------- | -------- | -------------------------------------------- | ---- |
|               | 戶嶋友祐 | 戶嶋友祐 | 月（桑原由氣）                               | 5    |
| FUTURE STEP   | 田中俊亮 | 田中俊亮 | 希雅·郝里亞（高橋未奈美）                    | 6    |
| Harvest       | 矢吹香那 | 前口涉   | 畑山愛子（加隈亞衣）                         | 10   |
| DRAGON'S HIGH | 南田健吾 | 南田健吾 | 緹奧·庫拉魯斯（日笠陽子）                    | 11   |
|               | 廣中常盤 | 廣中常盤 | 白崎香織（大西沙織）、八重樫雫（花守ゆみり） | 12   |

### 各話列表
| 話數                     | 標題                                            | 分镜                              | 演出                                | 作画监督 | 总作画监督                                     | 首播日期        |       |       |       |       |       |       |       |       |       |       |       |       |       |       |       |       |       |       |
| 第1季                    | 第1季                                           | 第1季                             | 第1季                               | 第1季 | 第1季                                          | 第1季           | 第1季 | 第1季 | 第1季 | 第1季 | 第1季 | 第1季 | 第1季 | 第1季 | 第1季 | 第1季 | 第1季 | 第1季 | 第1季 | 第1季 | 第1季 | 第1季 | 第1季 | 第1季 |
| ------------------------ | ----------------------------------------------- | --------------------------------- | ----------------------------------- | --- | ---------------------------------------------- | --------------- | ----- | ----- | ----- | ----- | ----- | ----- | ----- | ----- | ----- | ----- | ----- | ----- | ----- | ----- | ----- | ----- | ----- | ----- |
| Episode.00               | 序章                                            |                                   |                                     | |                                                |                 |       |       |       |       |       |       |       |       |       |       |       |       |       |       |       |       |       |       |
| Episode.01               |                                                 | 吉本欣司                          | 飯村正之                            | 岡田萬依子 | -                                              | 2019年 7月8日   |       |       |       |       |       |       |       |       |       |       |       |       |       |       |       |       |       |       |
| Episode.02               |                                                 | 大平直樹                          | 川西泰二                            | 橘尚美 大藤玲一郎 | 渡邊佳奈子                                     | 7月15日         |       |       |       |       |       |       |       |       |       |       |       |       |       |       |       |       |       |       |
| Episode.03               |                                                 | 高橋順                            | 土屋浩幸                            | 中田正彥 | 小島智加                                       | 7月22日         |       |       |       |       |       |       |       |       |       |       |       |       |       |       |       |       |       |       |
| Episode.04               |                                                 | 大平直樹                          | 大平直樹                            | 田中誠輝 | 小島智加                                       | 7月29日         |       |       |       |       |       |       |       |       |       |       |       |       |       |       |       |       |       |       |
| Episode.05               |                                                 | 葛谷直行                          | 土屋浩幸                            | 本宮亮介 平村直紀 | 渡邊佳奈子                                     | 8月5日          |       |       |       |       |       |       |       |       |       |       |       |       |       |       |       |       |       |       |
| Episode.05.5             |                                                 | 吉本欣司 大平直樹 高橋順 葛谷直行 | 飯村正之 川西泰二 土屋浩幸 大平直樹 | 岡田萬衣子 橘尚美 中田正彥 田中誠輝 渡邊佳奈子 木宮亮介 平村直紀 | 小島智加                                       | 8月12日         |       |       |       |       |       |       |       |       |       |       |       |       |       |       |       |       |       |       |
| Episode.06               |                                                 | 大平直樹 葛谷直行                 | 吉本欣司                            | 吉本欣司 神木花 | -                                              | 8月19日         |       |       |       |       |       |       |       |       |       |       |       |       |       |       |       |       |       |       |
| Episode.07               |                                                 | 友田政晴                          | 友田政晴                            | 平山英嗣 | 小島智加                                       | 8月26日         |       |       |       |       |       |       |       |       |       |       |       |       |       |       |       |       |       |       |
| Episode.08               |                                                 | 葛谷直行                          | 安江奈津美                          | 橘尚美 大藤玲一郎 Kim kyoung hwan | -                                              | 9月2日          |       |       |       |       |       |       |       |       |       |       |       |       |       |       |       |       |       |       |
| Episode.09               |                                                 | 葛谷直行                          | 中西基樹                            | 岡田萬衣子 田中誠輝 川村敏江 小野木三齊 園田大勢 梁炳吉 白川茉莉 | -                                              | 9月9日          |       |       |       |       |       |       |       |       |       |       |       |       |       |       |       |       |       |       |
| Episode.10               |                                                 | 友田政晴                          | 土屋浩幸                            | 臼田美夫 田仲麥可 | -                                              | 9月16日         |       |       |       |       |       |       |       |       |       |       |       |       |       |       |       |       |       |       |
| Episode.11               |                                                 | 大槻敦史                          | 安江奈津美                          | 橫井秀章 船道愛子 福井麻記 阿萬和俊 | 小島智加                                       | 9月23日         |       |       |       |       |       |       |       |       |       |       |       |       |       |       |       |       |       |       |
| Episode.12               |                                                 | 田村正文                          | 土屋浩幸                            | 田頭沙織 臼田美夫 田中誠輝 阿形大輔 岡垣優 水澤智可 | 渡邊佳奈子                                     | 9月30日         |       |       |       |       |       |       |       |       |       |       |       |       |       |       |       |       |       |       |
| Episode.13               |                                                 | 大平直樹                          | 大平直樹 中村里美                   | 小島智加 平山英嗣 岡田萬衣子 川村敏江 小野木三齊 佐野惠里 | -                                              | 10月7日         |       |       |       |       |       |       |       |       |       |       |       |       |       |       |       |       |       |       |
| Special Episode （OVA1） |                                                 | 大平直樹                          | 大平直樹                            | 小島智加 岡田萬衣子 渡邊佳奈子 | 小島智加                                       | 2020年 8月12日  |       |       |       |       |       |       |       |       |       |       |       |       |       |       |       |       |       |       |
| Special Episode （OVA2） |                                                 | 大平直樹                          | 大平直樹                            | 小島智加 渡邊佳奈子 | 小島智加                                       | 2020年 8月12日  |       |       |       |       |       |       |       |       |       |       |       |       |       |       |       |       |       |       |
| 第2季                    |                                                 |                                   |                                     | |                                                |                 |       |       |       |       |       |       |       |       |       |       |       |       |       |       |       |       |       |       |
| Episode.01               | 意外因素                                        | 朝倉海斗                          | 朝倉海斗                            | 田中誠輝 平山英嗣 鳥山冬美 小山知洋 小島智加 | 小島智加                                       | 2022年 1月13日  |       |       |       |       |       |       |       |       |       |       |       |       |       |       |       |       |       |       |
| Episode.02               | 灼熱之光                                        | 朝倉海斗                          | 加戶誉夫 内沼菜摘                   | 堀妙子 春川彩子 關本美穗 花之成之 | 堀妙子                                         | 1月20日         |       |       |       |       |       |       |       |       |       |       |       |       |       |       |       |       |       |       |
| Episode.03               | 黑與白                                          | 田中誠輝                          | 藤代和也                            | 阿形大輔 田中誠輝 小島智加 | 田中誠輝                                       | 1月27日         |       |       |       |       |       |       |       |       |       |       |       |       |       |       |       |       |       |       |
| Episode.04               | 親子的再會                                      | 葛谷直行                          | 宮田亮                              | Ko Yuil Park Sangho | 春川彩子                                       | 2月3日          |       |       |       |       |       |       |       |       |       |       |       |       |       |       |       |       |       |       |
| Episode.05               | 海底的記憶                                      | 葛谷直行                          | 又野弘道                            | 小山知洋 | 渡邊佳奈子                                     | 2月10日         |       |       |       |       |       |       |       |       |       |       |       |       |       |       |       |       |       |       |
| Episode.06               | 重要之人                                        | 朝倉海斗                          | 糸賀慎太郎                          | 岸本誠司 川村裕哉 ENGI SPRING RIVER | 堀妙子                                         | 2月17日         |       |       |       |       |       |       |       |       |       |       |       |       |       |       |       |       |       |       |
| Episode.07               | 新的誓約                                        | 大槻敦史                          | 中川聰                              | Lee Jongman 杉本幸子 北條直明 鵜池一馬 岩崎亮 園田大勢 川村敏江 | 小島智加                                       | 2月24日         |       |       |       |       |       |       |       |       |       |       |       |       |       |       |       |       |       |       |
| Episode.08               | 令人不安的黑影                                  | 大槻敦史                          | 内沼菜摘 加戶誉夫                   | 堀妙子 山村俊了 ENGI SPRING RIVER | 堀妙子                                         | 3月3日          |       |       |       |       |       |       |       |       |       |       |       |       |       |       |       |       |       |       |
| Episode.09               | 王都遇襲                                        | 二瓶勇一                          | 藤代和也                            | 平山英嗣 田中誠輝 山崎展義 | 渡邊佳奈子                                     | 3月10日         |       |       |       |       |       |       |       |       |       |       |       |       |       |       |       |       |       |       |
| Episode.10               | 神之使徒                                        | 大槻敦史 葛谷直行                 | 松島弘明                            | 山岡信一 川村裕哉 花之成之 柴田篤史 阿形大輔 | 堀妙子                                         | 3月17日         |       |       |       |       |       |       |       |       |       |       |       |       |       |       |       |       |       |       |
| Episode.11               | 背叛                                            | 葛谷直行                          | 内沼菜摘                            | 岸本誠司 川村裕哉 春川彩子 阿形大輔 前田明寿 山岡信一 | 堀妙子                                         | 3月24日         |       |       |       |       |       |       |       |       |       |       |       |       |       |       |       |       |       |       |
| Episode.12               | 新的旅程                                        | 朝倉海斗                          | 朝倉海斗                            | 岡田万衣子 佐野惠理 小島智加 | 小島智加                                       | 3月31日         |       |       |       |       |       |       |       |       |       |       |       |       |       |       |       |       |       |       |
| Episode.13 （OVA3）      | 平凡繞路造就世界最強                            | 葛谷直行                          | 朝倉海斗                            | 阿形大輔 岡田萬衣子 田中誠輝 渡邊佳奈子 小島智加 | 小島智加 田中誠輝                              | 3月22日         |       |       |       |       |       |       |       |       |       |       |       |       |       |       |       |       |       |       |
| OVA4                     | 幻之冒險與奇蹟的邂逅（Chapter.1） （Chapter.1） | 朝倉海斗                          | 朝倉海斗                            | 平山英嗣 田中誠輝 渡邊佳奈子 阿形大輔 服部憲知 山崎展義 川口弘明 小島智加 | 小島智加                                       | 9月24日         |       |       |       |       |       |       |       |       |       |       |       |       |       |       |       |       |       |       |
| OVA5                     | 幻之冒險與奇蹟的邂逅（Chapter.2） （Chapter.2） | 朝倉海斗                          | 朝倉海斗                            | 平山英嗣 田中誠輝 渡邊佳奈子 阿形大輔 服部憲知 山崎展義 川口弘明 小島智加 | 小島智加                                       | 9月24日         |       |       |       |       |       |       |       |       |       |       |       |       |       |       |       |       |       |       |
| 第3季                    |                                                 |                                   |                                     | |                                                |                 |       |       |       |       |       |       |       |       |       |       |       |       |       |       |       |       |       |       |
| Episode.01               | 兔耳登場                                        | 朝倉海斗                          | 朝倉海斗                            | 小島智加 岡田万衣子 田中誠輝 | -                                              | 2024年 10月14日 |       |       |       |       |       |       |       |       |       |       |       |       |       |       |       |       |       |       |
| Episode.02               | 反叛的戰壕                                      | 中川聰                            | 藤代和也                            | 服部憲次 百代 Studio Bus | 小島智加                                       | 10月21日        |       |       |       |       |       |       |       |       |       |       |       |       |       |       |       |       |       |       |
| Episode.03               | 公主的受難                                      | 葛谷直行                          | 大庭秀昭                            | 渡邊健一 渡部桂太 遠藤萌香 朴乾河 | 渡邊佳奈子 平山英嗣                            | 10月28日        |       |       |       |       |       |       |       |       |       |       |       |       |       |       |       |       |       |       |
| Episode.04               | 帝國VS最凶兔子                                  | 葛谷直行                          | 小坂春女                            | 阿形大輔 服部憲知 百代 多田和春 森悦史 田中誠輝 グブルソード | 岡田万衣子 田中誠輝                            | 11月4日         |       |       |       |       |       |       |       |       |       |       |       |       |       |       |       |       |       |       |
| Episode.05               | 英雄的凱旋                                      | 朝倉海斗                          | 藏本穂高                            | 清水椋大 中川實 上赤由香里 矢田起也 紫燈珈 藤彩七 遠藤里蘭 懸田扇子 江島 竹內寬 高橋茉奈 秦相子 齊花 氣田汐理 大川真世 祥果 鈴木莉乃 小林 西原千晶 川本和隆                                                             | 平山英嗣                                       | 11月11日        |       |       |       |       |       |       |       |       |       |       |       |       |       |       |       |       |       |       |
| Episode.06               | 哈爾崔那大迷宮                                  | 三浦唯                            | 朝倉海斗 山口美浩                   | 服部憲知 百代 丹澤学 高橋 平 | 小島智加                                       | 11月18日        |       |       |       |       |       |       |       |       |       |       |       |       |       |       |       |       |       |       |
| Episode.07               | 惡魔的試煉                                      | 大平直樹                          | 白石道太                            | 服部憲知 河野純市 高橋 平 服部益實 𠮷田肇 松下純子 | 渡邊佳奈子                                     | 11月25日        |       |       |       |       |       |       |       |       |       |       |       |       |       |       |       |       |       |       |
| Episode.08               | 掌握希望                                        | 霜月崩台                          | 藤代和也                            | 柳瀨讓二 阿形大輔 服部憲知 百代 森悅史 北條直明 田中誠輝 | 田中誠輝 小島智加                              | 12月2日         |       |       |       |       |       |       |       |       |       |       |       |       |       |       |       |       |       |       |
| Episode.09               | 逐漸改變的心                                    | 大槻敦史                          | 川部真也                            | 高橋 平 服部益實 吉田肇 柏木信弘 橋本和枝 新城真 德倉榮一 勝田孝 新村香奈 | 新村香奈                                       | 12月9日         |       |       |       |       |       |       |       |       |       |       |       |       |       |       |       |       |       |       |
| Episode.10               | 最後的大迷宮                                    | 西森章                            | 藏本穗高                            | 清水椋大 上赤由香里 矢田起也 紫燈珈 藤彩七 遠藤里蘭 熊井野乃 江島灯 齊燈 懸田扇子 竹內寬 高橋茉莉 秦相子 氣田汐理 大川真世 祥果 西原千晶 小林珠美 川本和隆 鈴木莉乃 等等力美穗 谷口繁澤 河野純市 Kuo Hsiung Tu Yu Hu 德 | 平山英嗣 岡田萬衣子                            | 12月23日        |       |       |       |       |       |       |       |       |       |       |       |       |       |       |       |       |       |       |
| Episode.11               | 感情的指向                                      | 西森章                            | 藤代和也                            | TripleA 徐小山 過燦 | 新村香奈                                       | 12月30日        |       |       |       |       |       |       |       |       |       |       |       |       |       |       |       |       |       |       |
| Episode.12               | 真實之心                                        | 西森章                            | 白石道太                            | 服部憲知 高岡貴一 阿形大輔 百代 LEE MI YUNG KIM HEE JUNG | 小島智加 田中誠輝                              | 2025年 1月20日  |       |       |       |       |       |       |       |       |       |       |       |       |       |       |       |       |       |       |
| Episode.13               | 太好了！果然是變態！                            | 葛谷直行                          | 橋本光雄                            | 林田多希 岩崎隼平 宫原史子 上海炫舟 | -                                              | 1月27日         |       |       |       |       |       |       |       |       |       |       |       |       |       |       |       |       |       |       |
| Episode.14               | 外掛吸血姬與bug兔子大吵架                       | 大平直樹                          |                                     | 服部憲知 田仲秋太郎 倉井闇夫 青井雫 | 平山英嗣 新村香奈                              | 2月3日          |       |       |       |       |       |       |       |       |       |       |       |       |       |       |       |       |       |       |
| Episode.15               | 勇者的根本                                      | 西森章                            | 朝倉海斗                            | Oh Eun soo Won Eun sook Lim Seun soo Lim Sou Kyoung Kwon Oh sik Youn Hi young | 新村香奈                                       | 2月10日         |       |       |       |       |       |       |       |       |       |       |       |       |       |       |       |       |       |       |
| Episode.16               | 開啟世界之門的鑰匙                              | 朝倉海斗                          | 朝倉海斗                            | 森悅史 岸本誠司 阿形大輔 高岡貴一 服部憲一 川口弘明 | 小島智加 渡邊佳奈子 田中誠司 新村香奈 平山英嗣 | 2月17日         |       |       |       |       |       |       |       |       |       |       |       |       |       |       |       |       |       |       |

### 播放電視台
日本深夜動畫：下文記載的日本国内播放時間使用日本標準時間（UTC+9）表示。因為部分時間标识會採用30小时制，因此請留意这类超过24:00的时间，其實際播放時間為翌日清晨。
| 播放日期              | 播放時間             | 播放電視台                 | 播放區域 | 備註                                        |
| --------------------- | -------------------- | -------------------------- | -------- | ------------------------------------------- |
| 2019年7月8日－10月7日 | 星期一 23:30 - 24:00 | AT-X                       | 日本全國 | 日本衛星電視廣播（CS衛星頻道） / 節目有重播 |
|                       | 星期一 24:30 - 25:00 | 東京都會電視台（TOKYO MX） | 東京都   |                                             |
|                       |                      | SUN電視台                  | 兵庫縣   |                                             |
|                       | 星期一 25:00 - 25:30 | 日本BS放送（BS11）         | 日本全域 | 日本衛星電視廣播（BS衛星頻道） / 「ANIME+」 |

### 藍光
| 卷數  | 發售日期       | 收錄話數            | 規格編號  |
| 第1季 | 第1季          | 第1季               | 第1季     |
| ----- | -------------- | ------------------- | --------- |
| 1     | 2019年10月30日 | 第1話—第5話         | OVXN-0053 |
| 2     | 2019年12月25日 | 第6話—第9話、OVA1   | OVXN-0054 |
| 3     | 2020年2月26日  | 第10話—第13話、OVA2 | OVXN-0055 |
| 第2季 |                |                     |           |
| 1     | 2022年3月23日  | 第1話—第4話、OVA3   | OVXN-0061 |
| 2     | 2022年5月25日  | 第5話—第8話         | OVXN-0062 |
| 3     | 2022年7月27日  | 第9話—第12話        | OVXN-0063 |
| 第3季 |                |                     |           |
| 1     | 2024年12月25日 | 第1話—第5話         | OVXN-0068 |
| 2     | 2025年3月12日  | 第6話—第9話         | OVXN-0069 |
| 3     | 2025年4月9日   | 第10話—第13話       | OVXN-0070 |
| 4     | 2025年4月30日  | 第14話—第16話       | OVXN-0071 |

## 外部連結
- 小說官方網站（成為小說家吧）－（日語）
- 小說官方網站（OVERLAP）（日語）
- 動畫官方網站（日語）
- 電視動畫的X（前Twitter）（日語）